# Plouhinec (Finistère)
Pour les articles homonymes, voir Plouhinec.

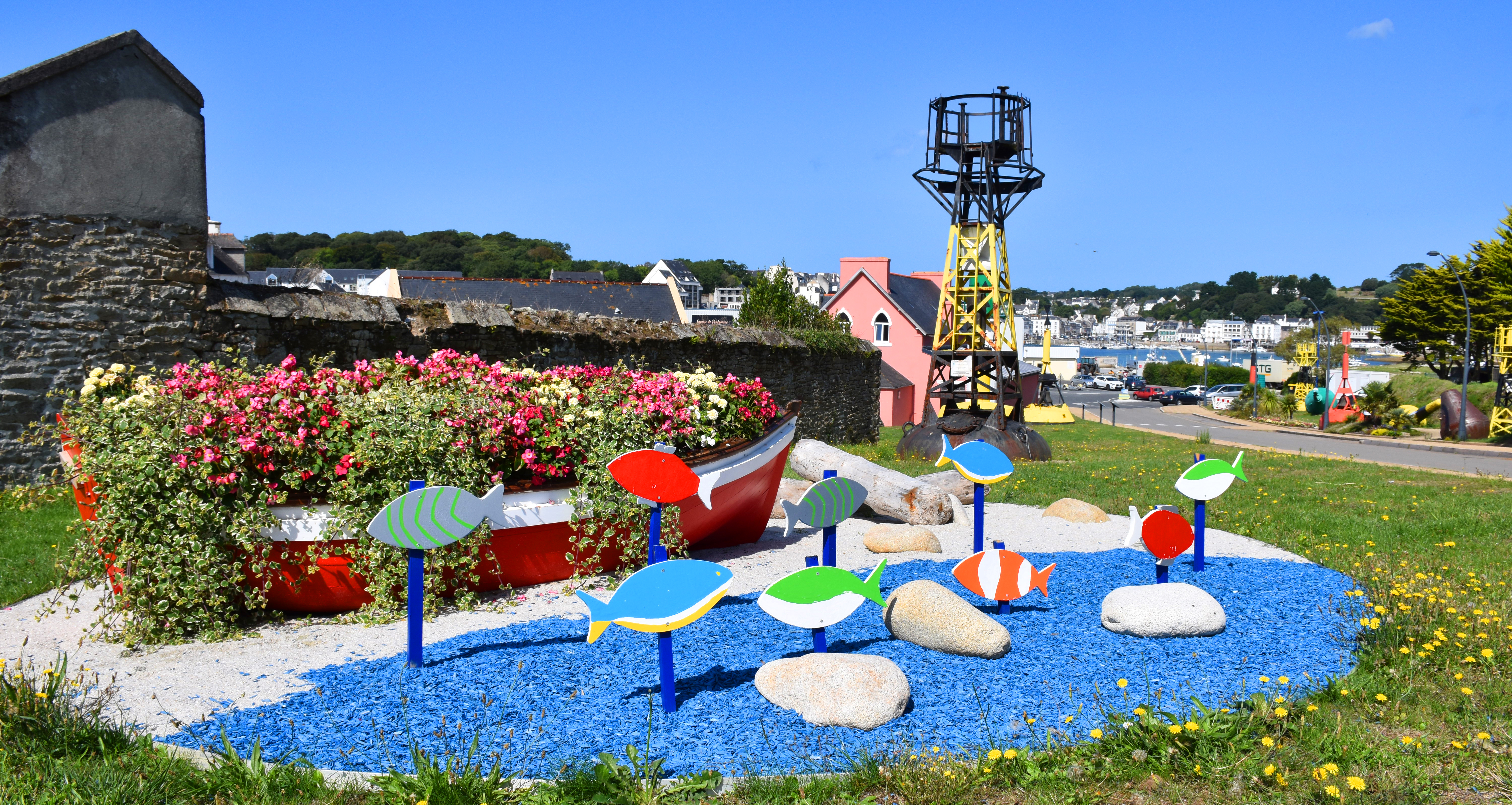
Plouhinec - Entrée du port de Poulgoazec

Plouhinec [pluinɛk], (Ploeneg en breton) est une commune française du Cap Sizun, du département du Finistère en région Bretagne. Elle fait partie de la communauté de communes Cap Sizun - Pointe du Raz.
Au dernier recensement de 2022, la commune compte 3 923 habitants, faisant d'elle la plus peuplée du Cap Sizun. Elle a pour devise « War zouar, ha war vor » (« Sur terre, comme sur mer »).

## Géographie

### Localisation

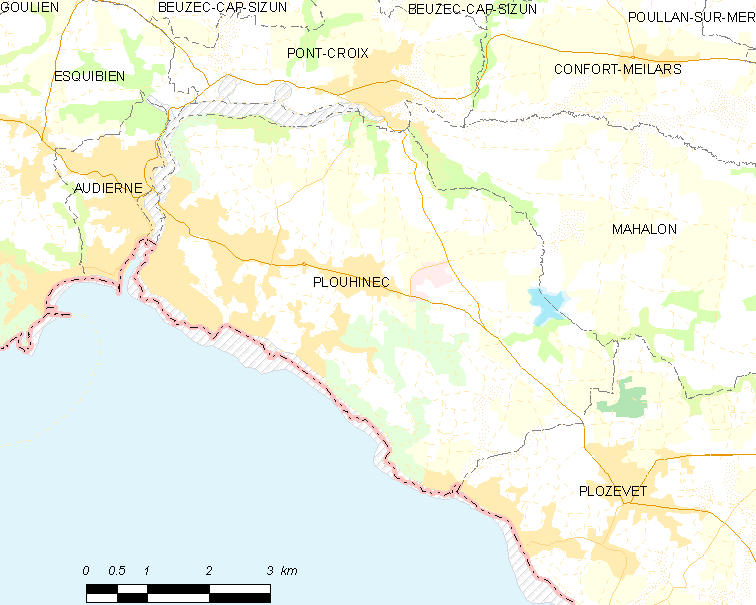
Carte de la commune de Plouhinec (Finistère)

Plouhinec est située à l'entrée sud du cap Sizun, près du pays Bigouden. La commune est baignée par l'océan Atlantique (baie d'Audierne) et limitée à l'ouest par la ria du Goyen qui la sépare d'Audierne.
Le centre du bourg est situé à 1700 mètres du trait de côte, sur un plateau. C'est là une caractéristique analogue à de nombreuses communes du littoral breton (par exemple à Ploaré, Esquibien, Poullan, Plogoff, Combrit, Beuzec-Conq, Nizon) : les premiers émigrants bretons fixaient le centre de leurs plous à l'intérieur des terres, probablement par crainte des pirates saxons. L'église Saint-Winoc sera d'ailleurs construite sur le point culminant de la paroisse, à 104 mètres d'altitude, constituant de facto un amer pour la navigation maritime.

### Communes limitrophes
|          | Pont-Croix      | Mahalon  |
| Audierne | Plouhinec       | Plozévet |
|          | Baie d'Audierne |          |

### Description géographique
| - Carte topographique de la commune de Plouhinec. |

La majeure partie de la commune est située sur un anticlinal délimité au Nord par la vallée du Goyen qui suit une ligne de faille parallèle à une grande partie de la côte sud de la Bretagne et le rivage de l'océan Atlantique. Le plateau atteint 100 mètres (le point le plus haut est situé juste à l'est de l'agglomération de Plouhinec et les dénivelés de chaque côté sont importants pour parvenir jusqu'au niveau de la mer, tant côté Goyen (la vallée est très encaissée) que côté océan Atlantique. Au nord-est et à l'est, une bonne partie de la limite communale avec la commune voisine de Mahalon est formée par le ruisseau de Poulguidou (affluent de rive gauche du Goyen), qui alimente notamment l'étang de Poulgidou, qui est à cheval sur les deux communes.
L'étang de Poulguidou, à cheval sur les communes de Plouhinec et Mahalon, qui appartient à des propriétaires privés, a une superficie de 35 hectares ; isolé et peu accessible par voie routière, il bénéficie d'un arrêté préfectoral de protection du biotope depuis 1995 en raison de sa richesse botanique attestée par la présence d'espèces végétales rares et protégées, notamment la phragmite aquatique, espèce mondialement menacée, mais aussi la droséra, la spiranthe, la grassette du Portugal, l'illécèbre verticillé ; c'est aussi un refuge pour de nombreuses espèces d'oiseaux. La commune de Mahalon est intéressée par son acquisition. Un château, disparu, se trouvait autrefois sur ses rives. Un circuit pédestre, dénommé La balade de l'étang, long de 11 km, relie le bourg de Mahalon à l'étang de Poulguidou.

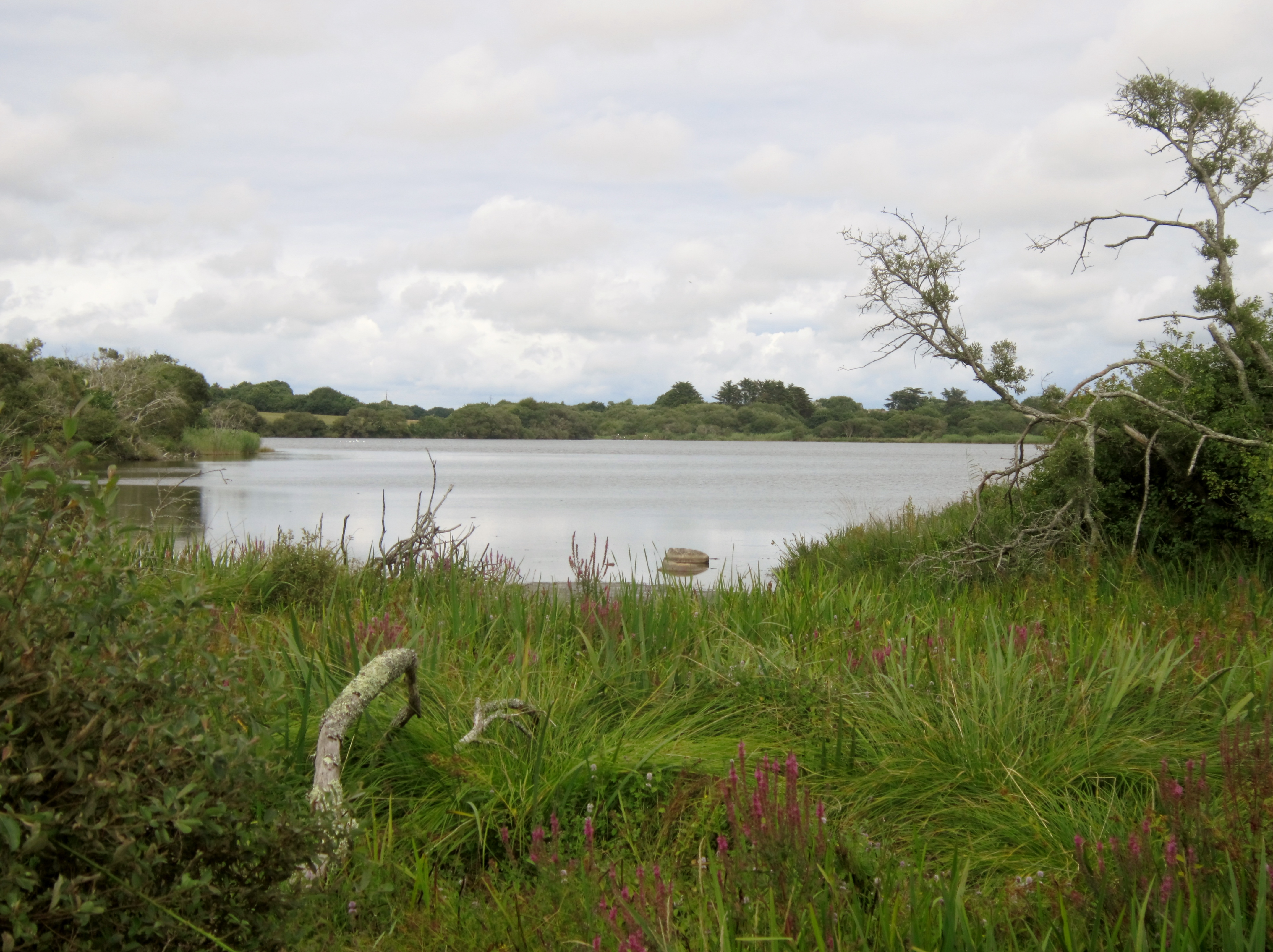
L'étang de Poulguidou vu depuis sa rive sud, côté Plouhinec 1.
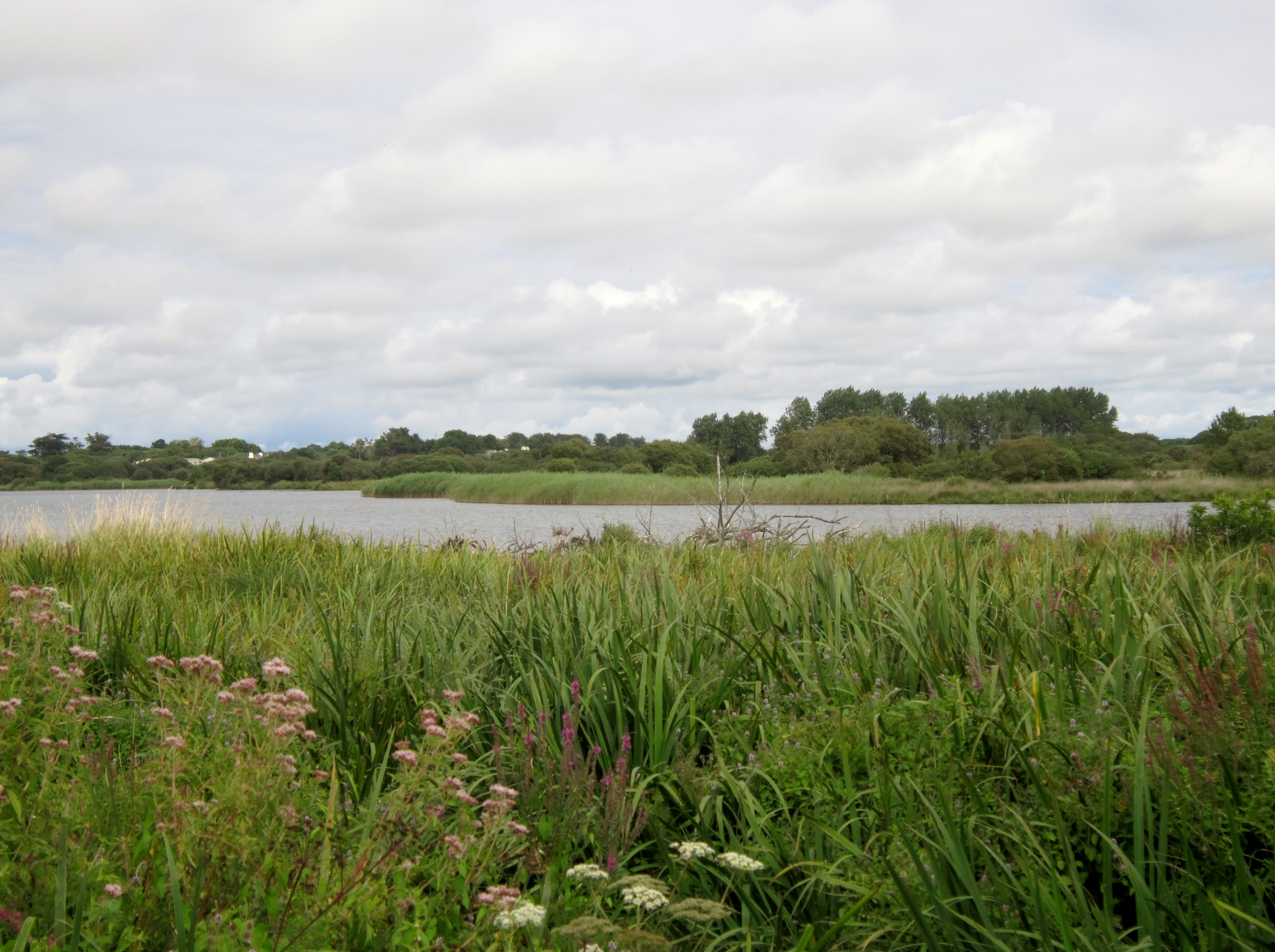
L'étang de Poulguidou vu depuis sa rive sud, côté Plouhinec 2.

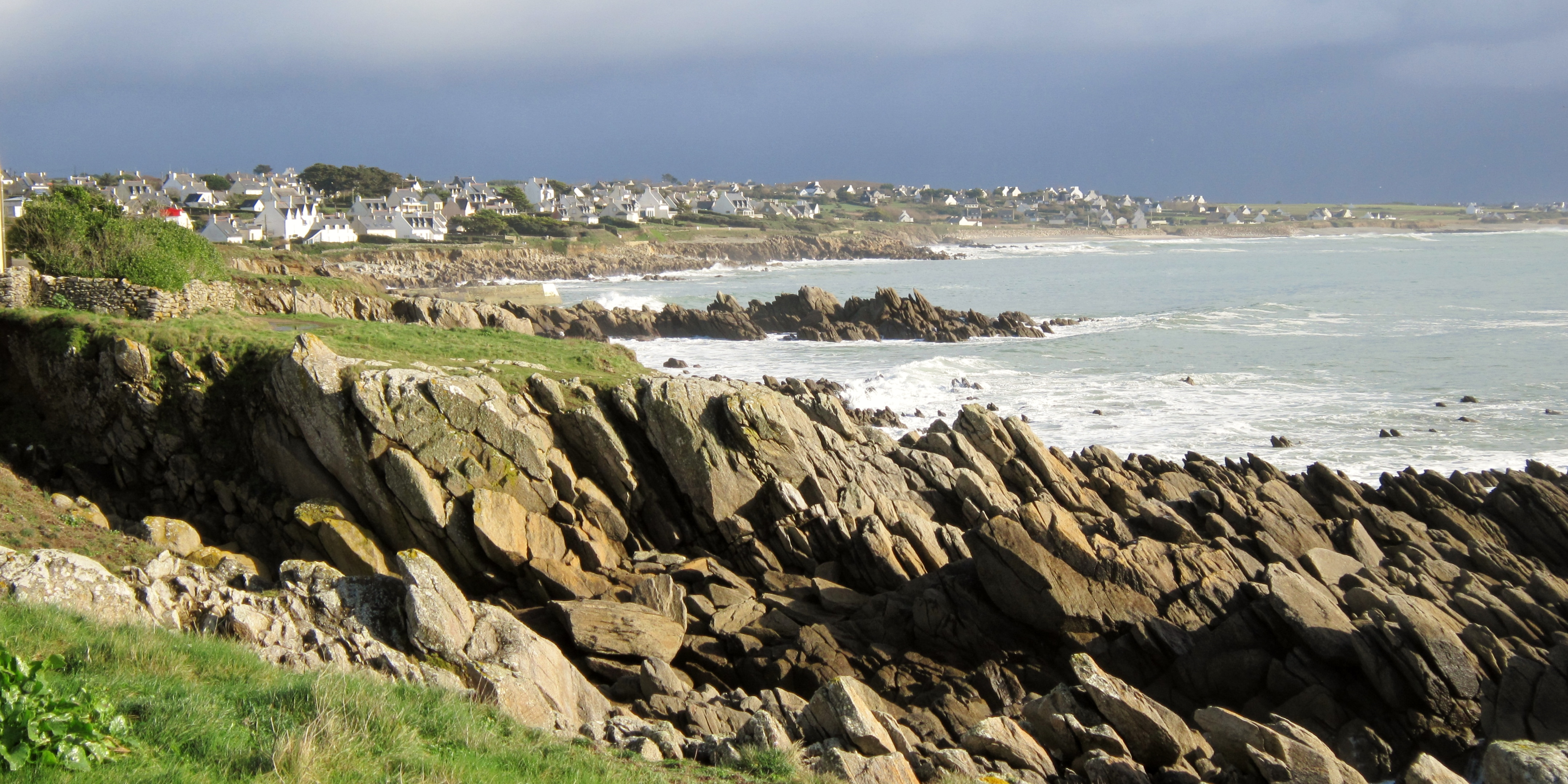
Vue d'ensemble du littoral de Plouhinec depuis la Pointe de Karreg Leon.

Le bois de Bromuel, à cheval sur les communes de Plouhinec et Mahalon, est un bois récent (56 000 arbres d'espèces diverses ont été plantés sur 57 hectares), aménagé par le "Syndicat intercommunal des eaux du Goyen" afin de protéger par un périmètre de protection de 122 ha le captage d'eau de Bromuel (800 000 m³ d'eau prélevés chaque année). Cette forêt en devenir représente un véritable réservoir de biodiversité végétale et animale. Des sentiers de promenade y ont été aménagés.
Le littoral comporte deux parties distinctes, car, à l'ouest de la pointe du Souc'h, elle est composée de falaises rocheuses hautes et basses, formées principalement d'orthogneiss à fort pendage, bordées de plages (plage de Guendrez ("Grève blanche" en français), plage de Mesperleuc, plage de Kersiny) jusqu'à la pointe de Karreg Léon, tandis qu'à l'est elle est essentiellement sableuse avec des indentations rocheuses et elle fait partie d'un arc quasi parfait, d'une trentaine de kilomètres, composé essentiellement de sable et de galets et qui est appelée la baie d'Audierne. Dans les zones proches de la côte sud, le granite est à fleur de sol et les parcelles de terres sont séparées par des murets de pierre sèche, écrit le chanoine Pérennès en 1942. Ces parcelles proches du littoral sont désormais à l'abandon, sauf lorsqu'elles ont été construites depuis.
L'érosion marine fait reculer le trait de côte, principalement au niveau de la plage de Kersiny, notamment en mars 2020 : « Toutes les dunes ont reculé, le sable a disparu et on se retrouve avec une plage de cailloux » ; à plusieurs endroits le sentier littoral (GR 34) a disparu. La municipalité a dû interdire l'usage du sentier côtier par exemple au sud de Saint-Julien, les promeneurs étant obligés d'emprunter des déviations.

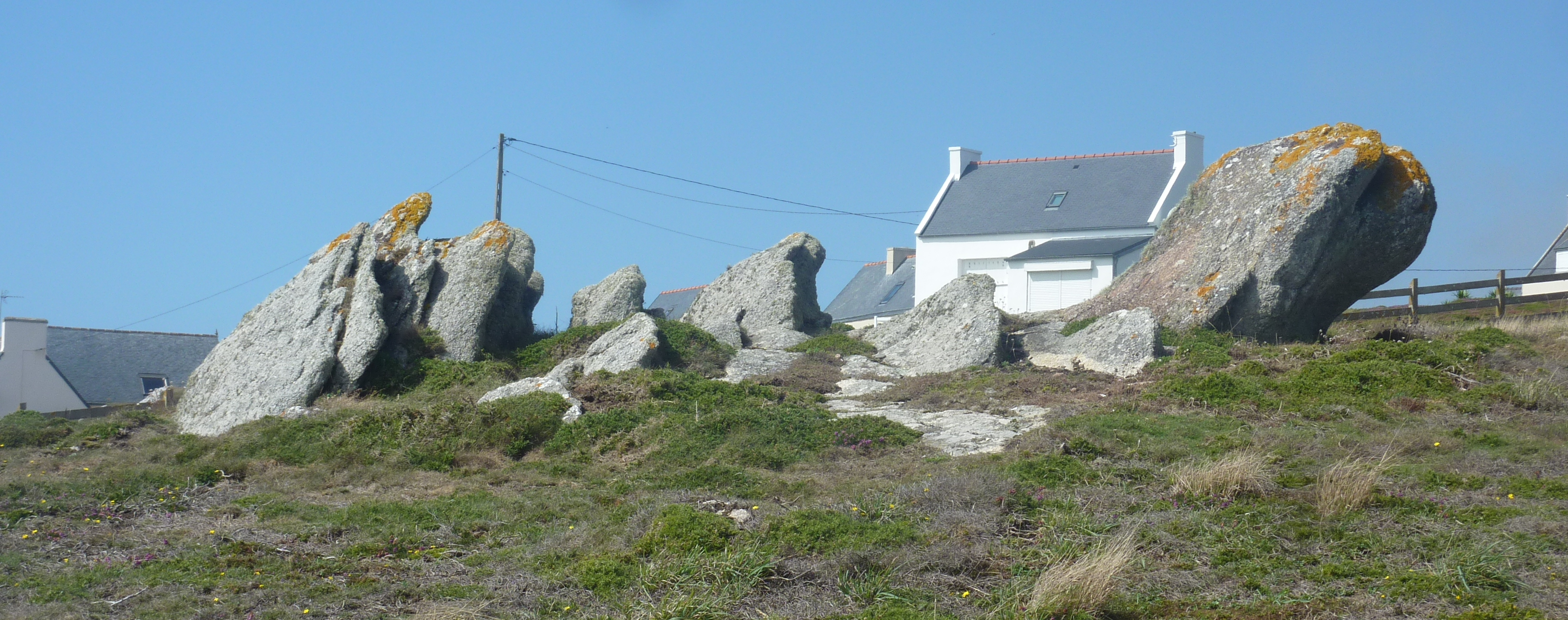
Rochers formés d'orthogneiss inclinés en raison du fort pendage des couches (entre Pors Poulhan et Menez Dregan)
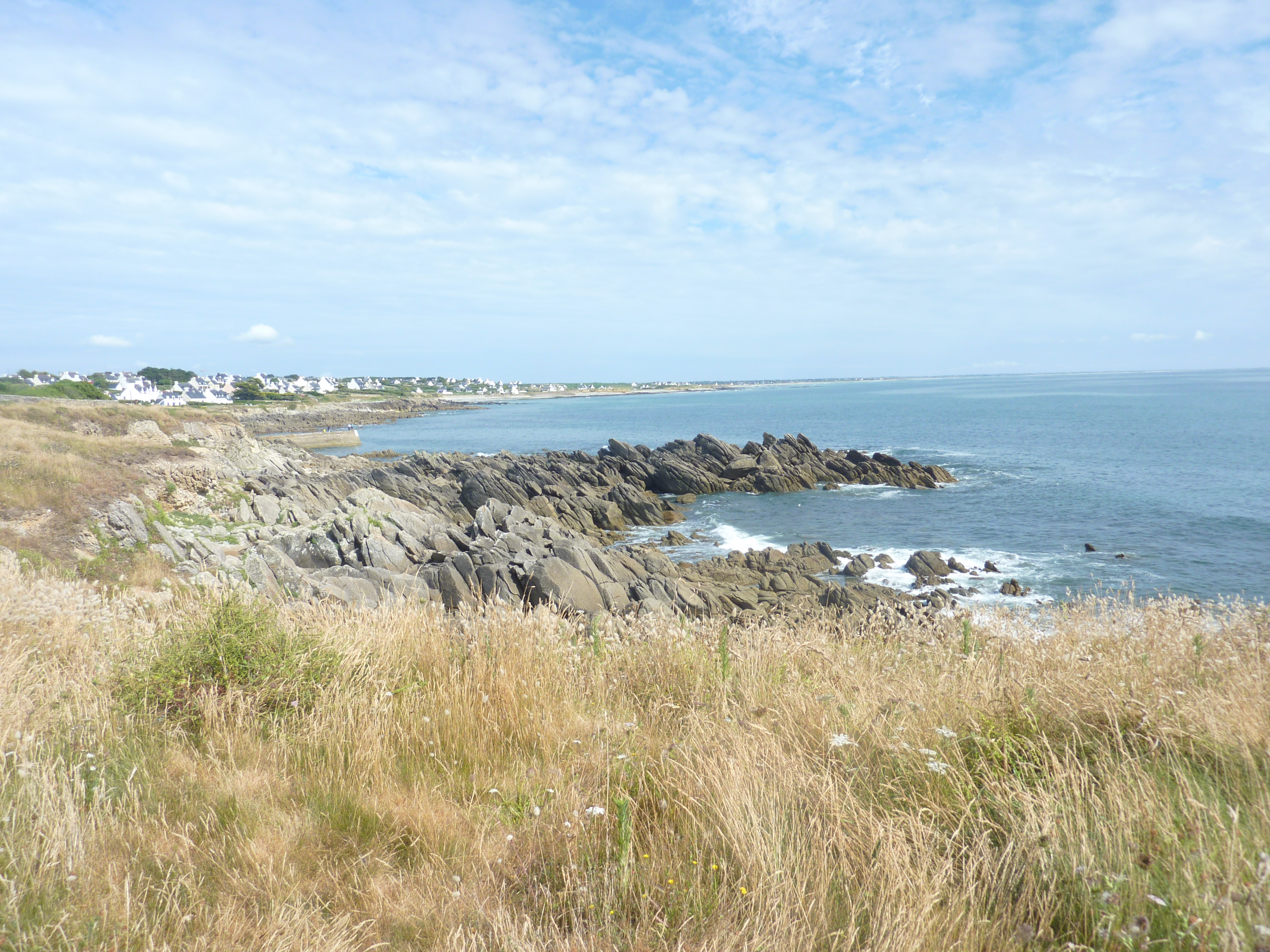
La côte atlantique vue depuis la pointe du Souc'h en direction de Pors Poulhan et, à l'arrière-plan, de Plozévet.
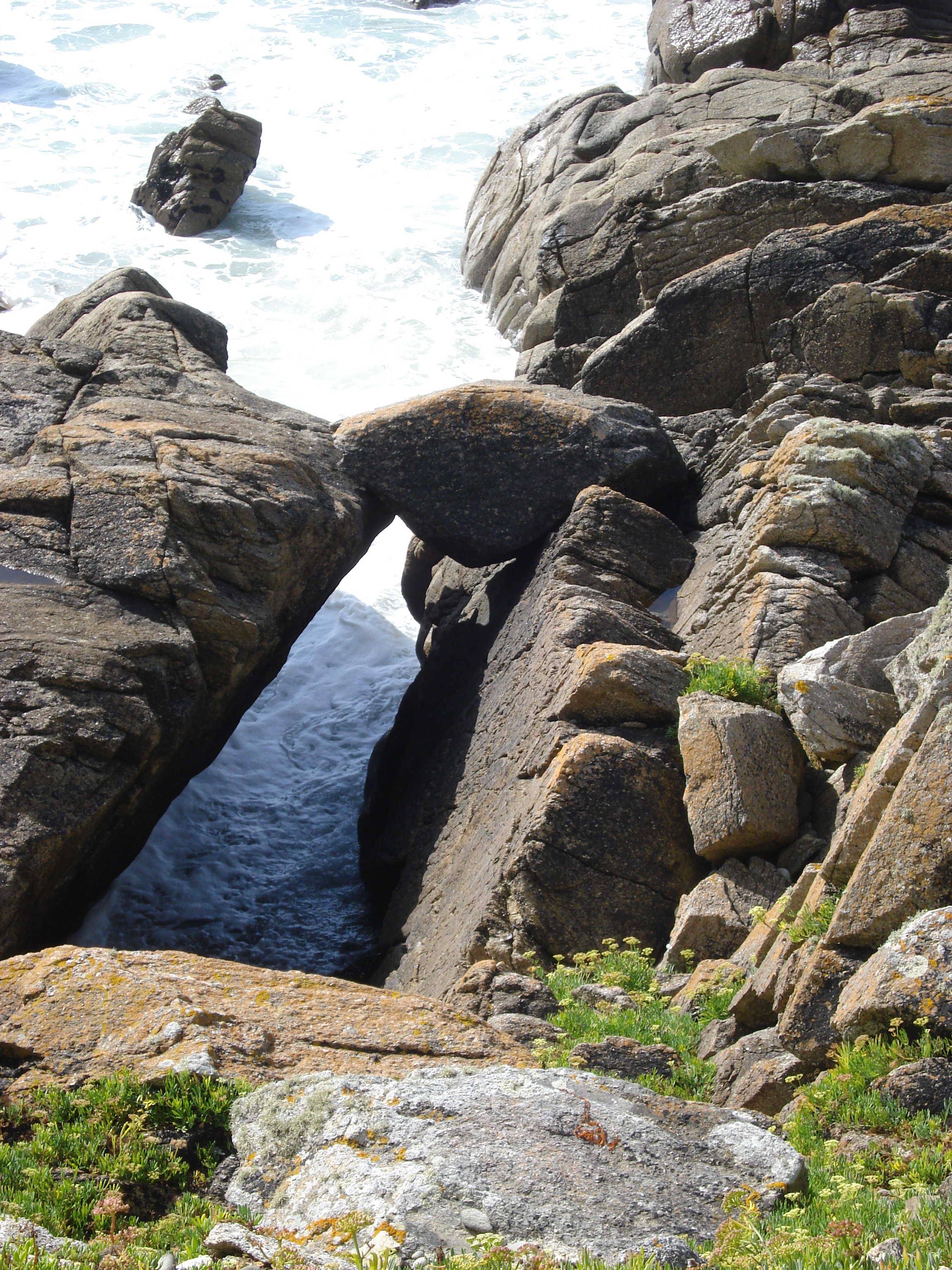
Rochers à la pointe du Souc'h.
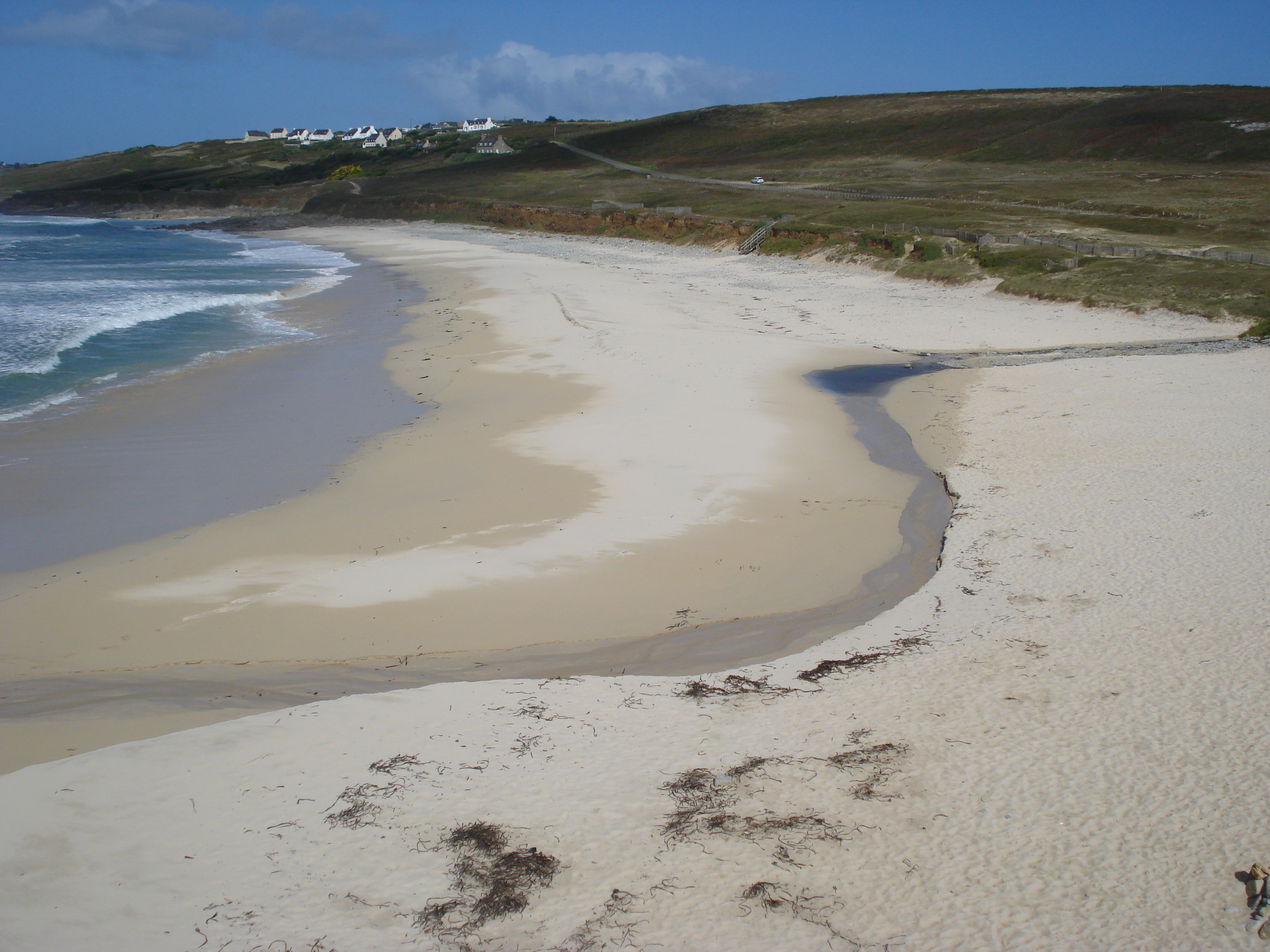
La plage de Gwendrez (Guendrez) un jour d'automne, vide de baigneurs
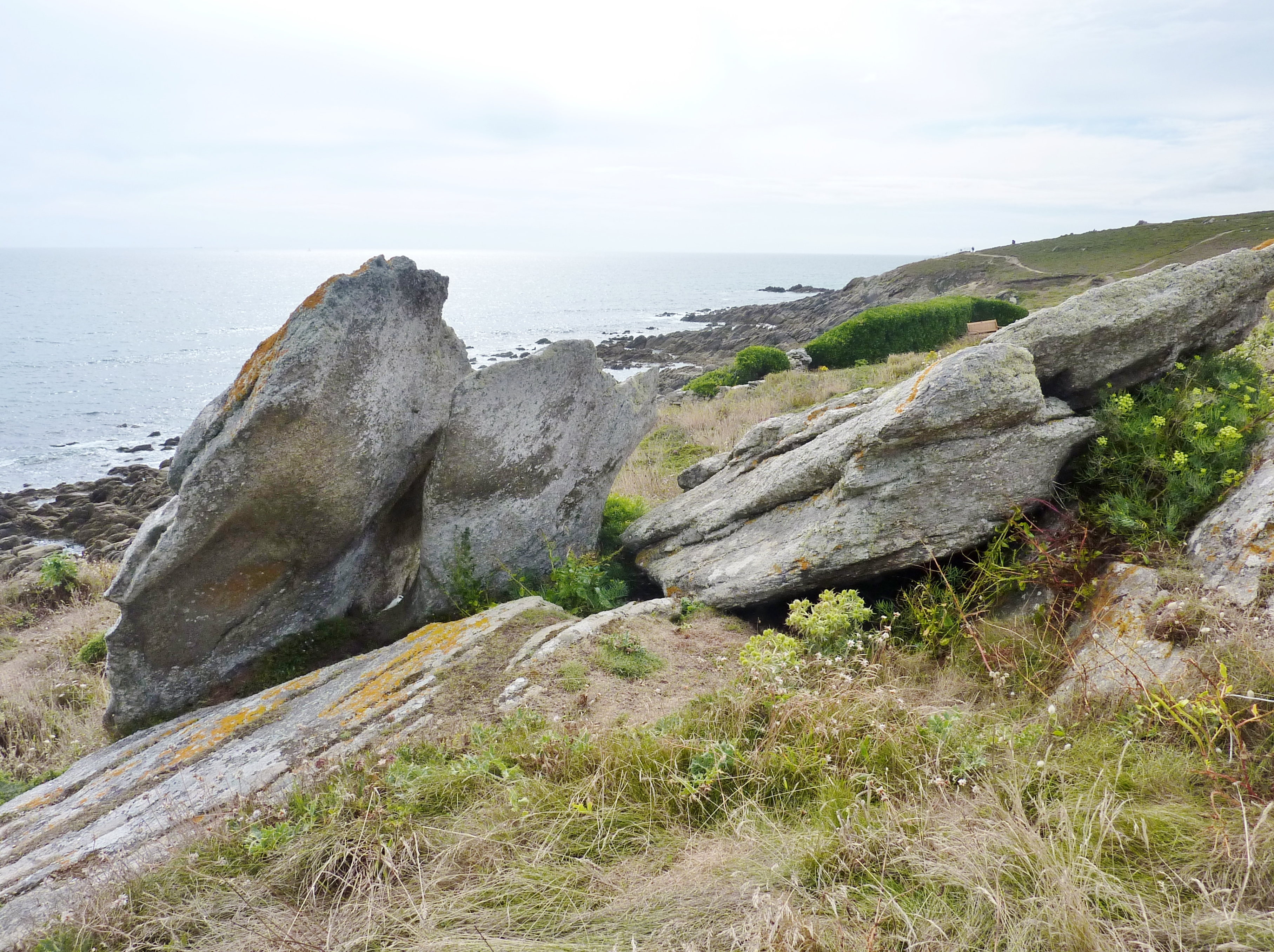
Affleurements d'orthogneiss entre les plages de Guendrez et de Mesperleuc.
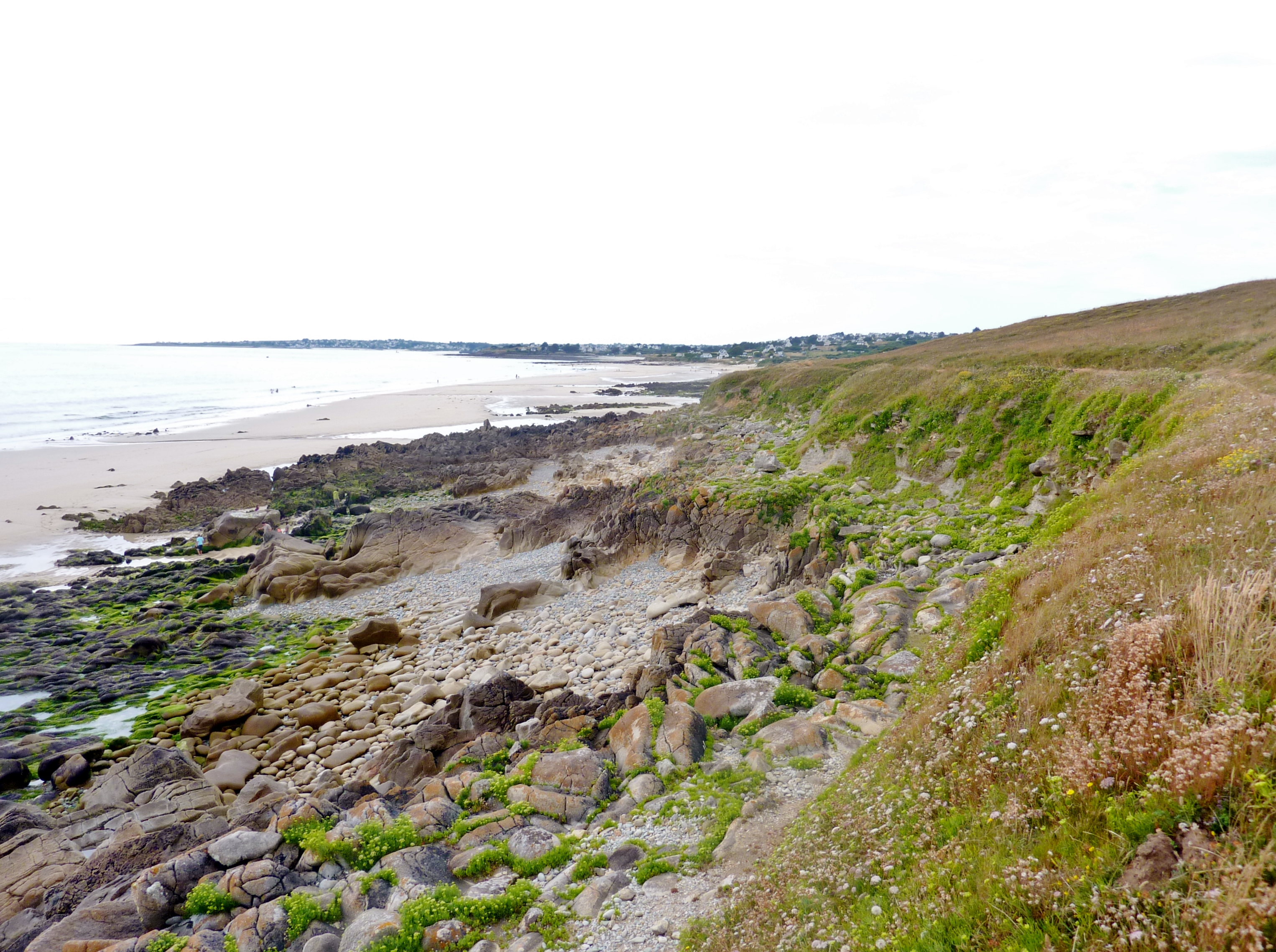
Falaise et platier rocheux entre les plages de Mesperleuc et de Guendrez.
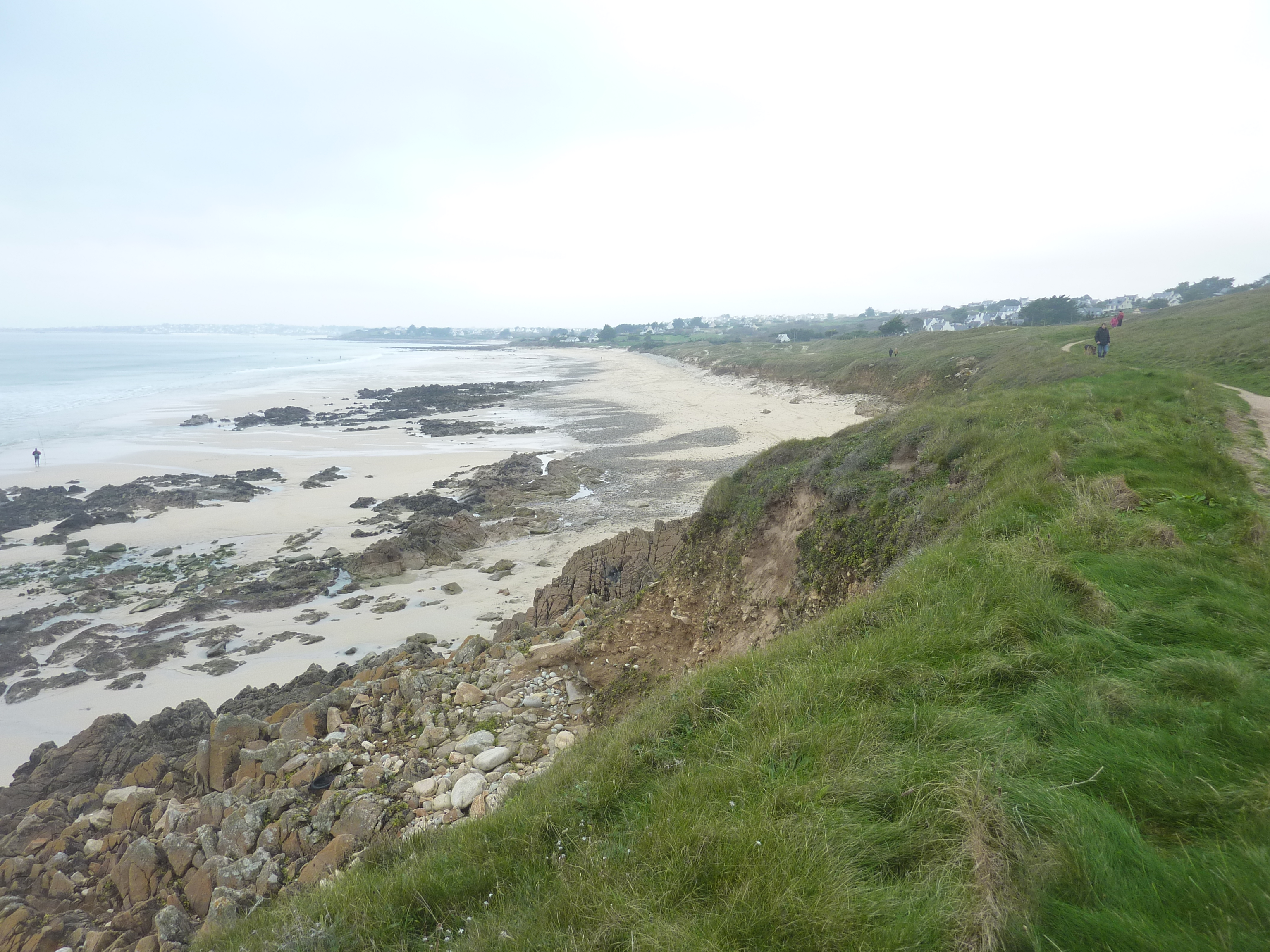
La plage de Mesperleuc.
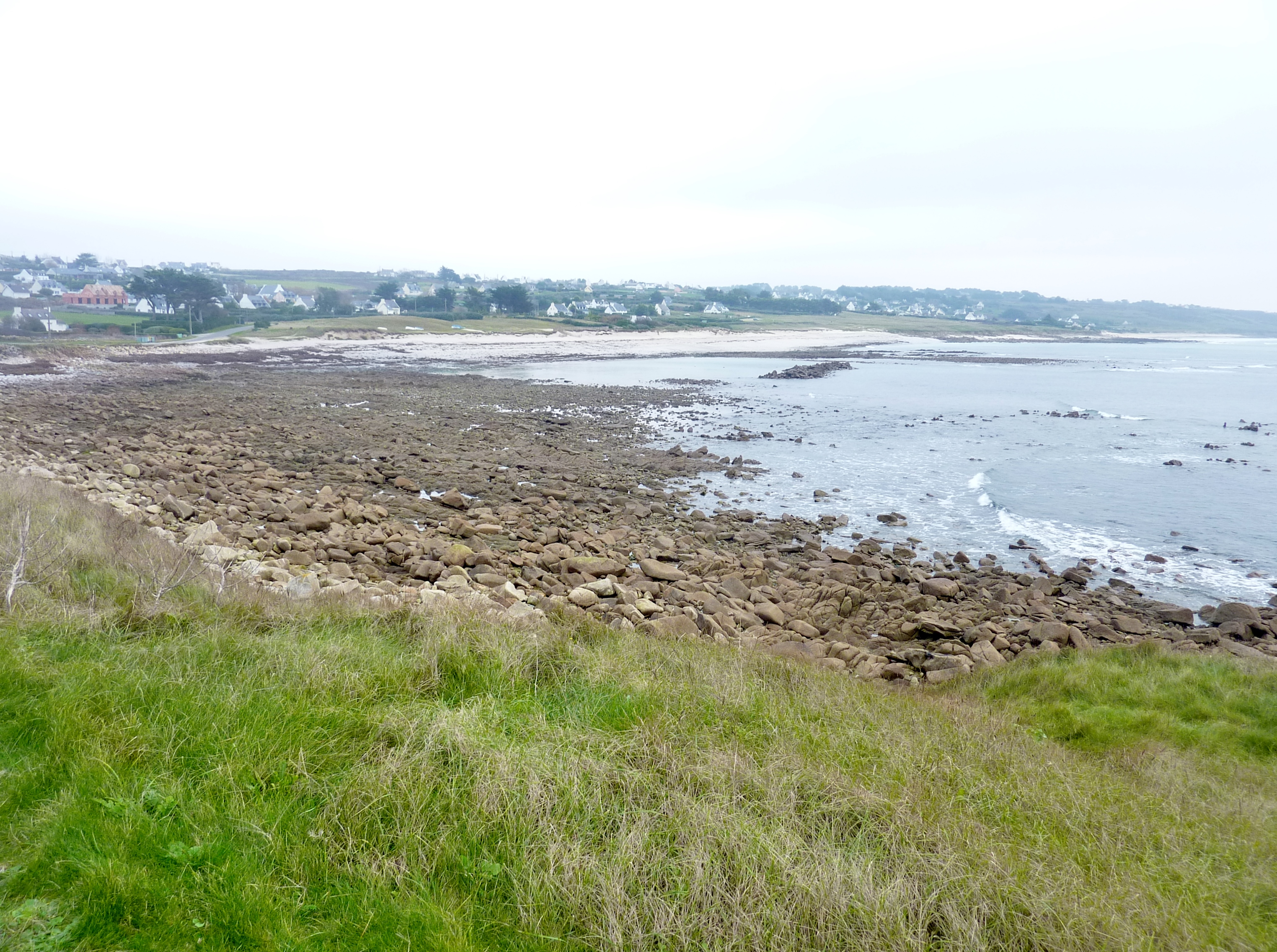
La plage de Kersiny vue de la pointe de Karreg Léon.
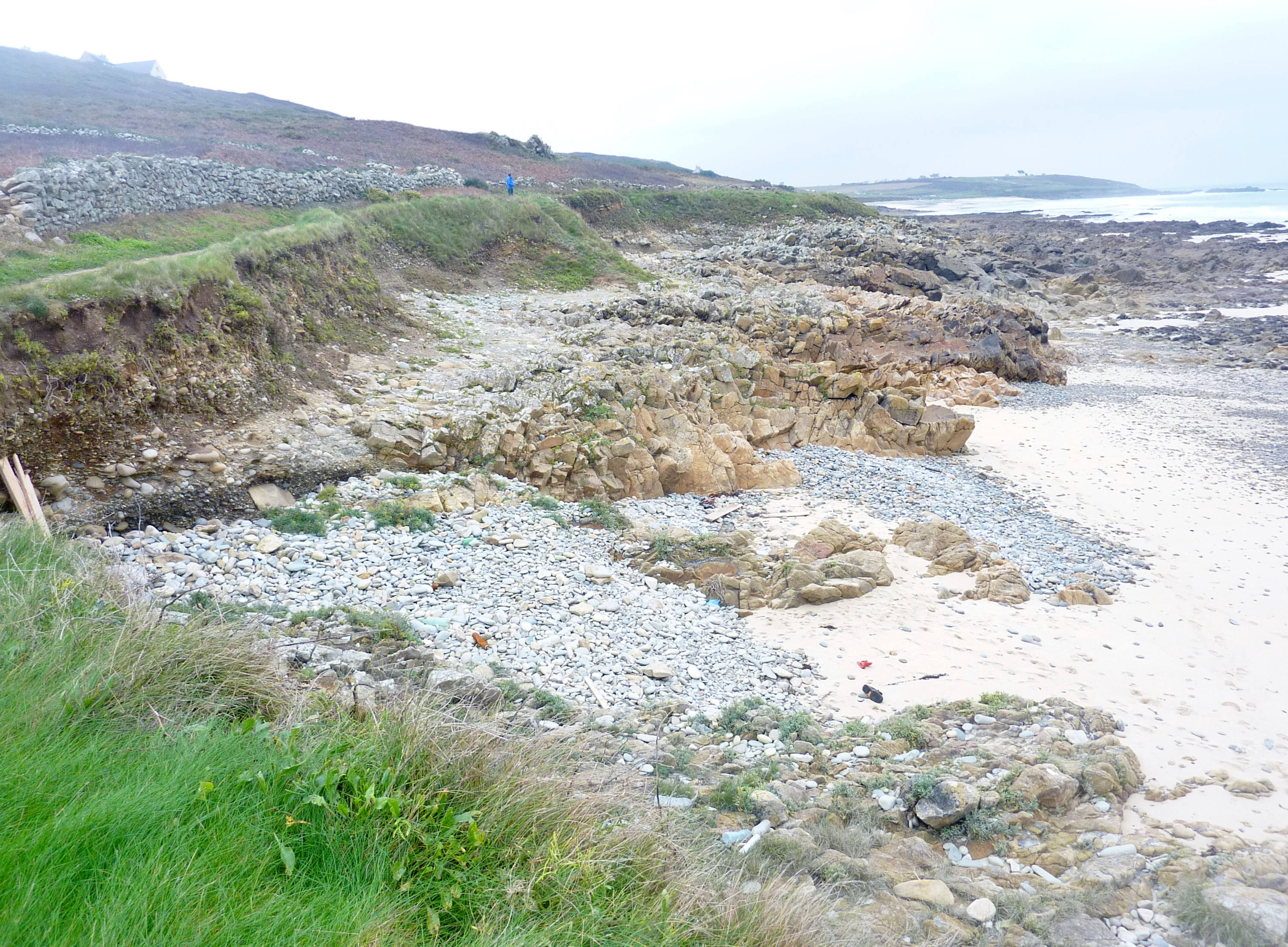
La côte atlantique près de la pointe de Karreg Léon.

À l'extrême ouest, la limite est formée par l'estuaire du Goyen qui a infléchi son cours à angle droit pour suivre un tracé nord-sud. Ce petit aber, qui est aussi l'accès au port de Pont-Croix, offre un abri sûr pour la navigation, favorisant, depuis l'Antiquité, les ports jumeaux et se faisant face de Plouhinec (au lieu-dit Poulgoazec) et d'Audierne. L'actuel port de pêche, après avoir été longtemps, en majeure partie, sur la rive d'Audierne est maintenant principalement sur celle de Plouhinec, où se trouve notamment la criée.

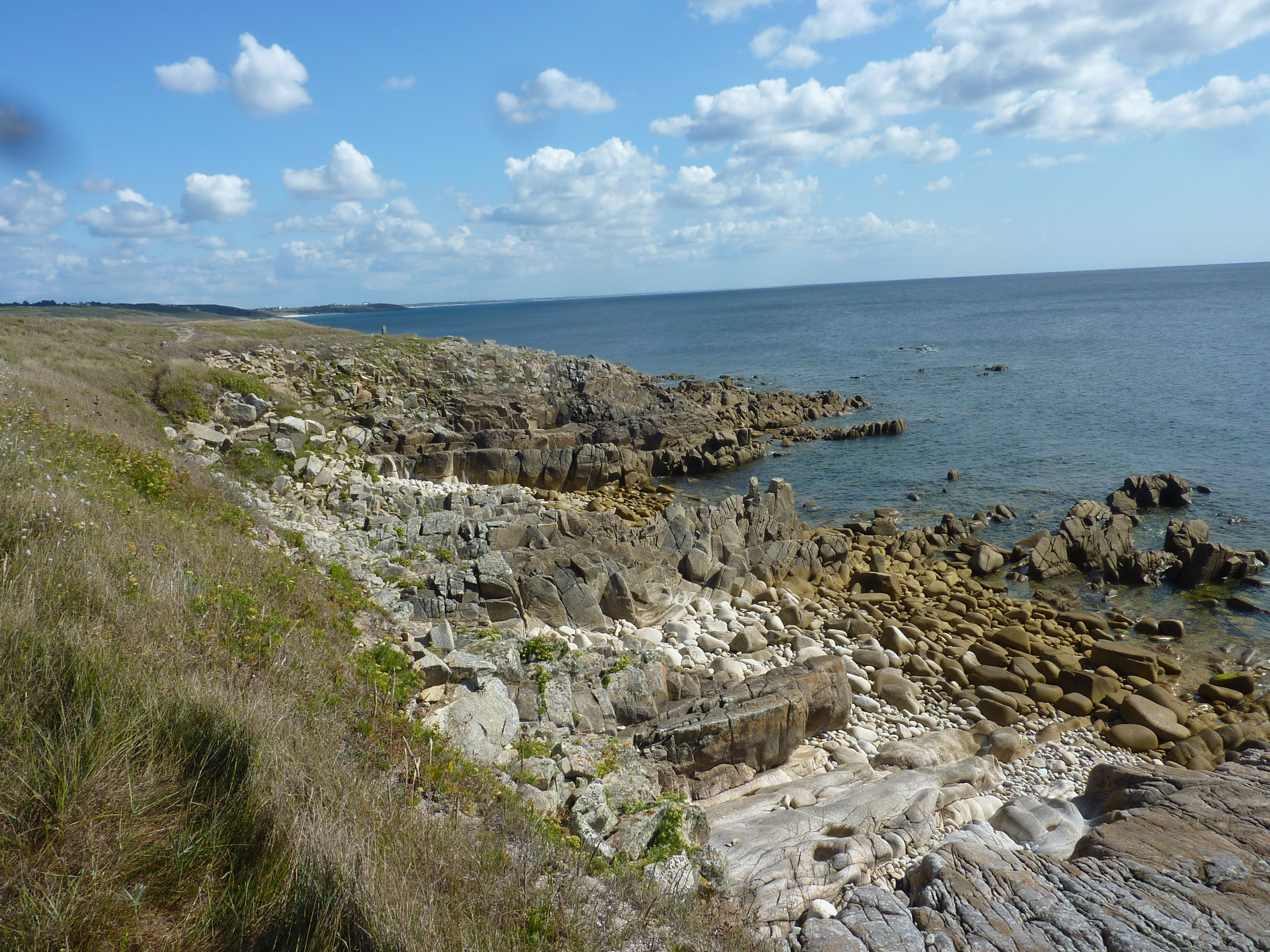
La côte près de Roz Lezarouan
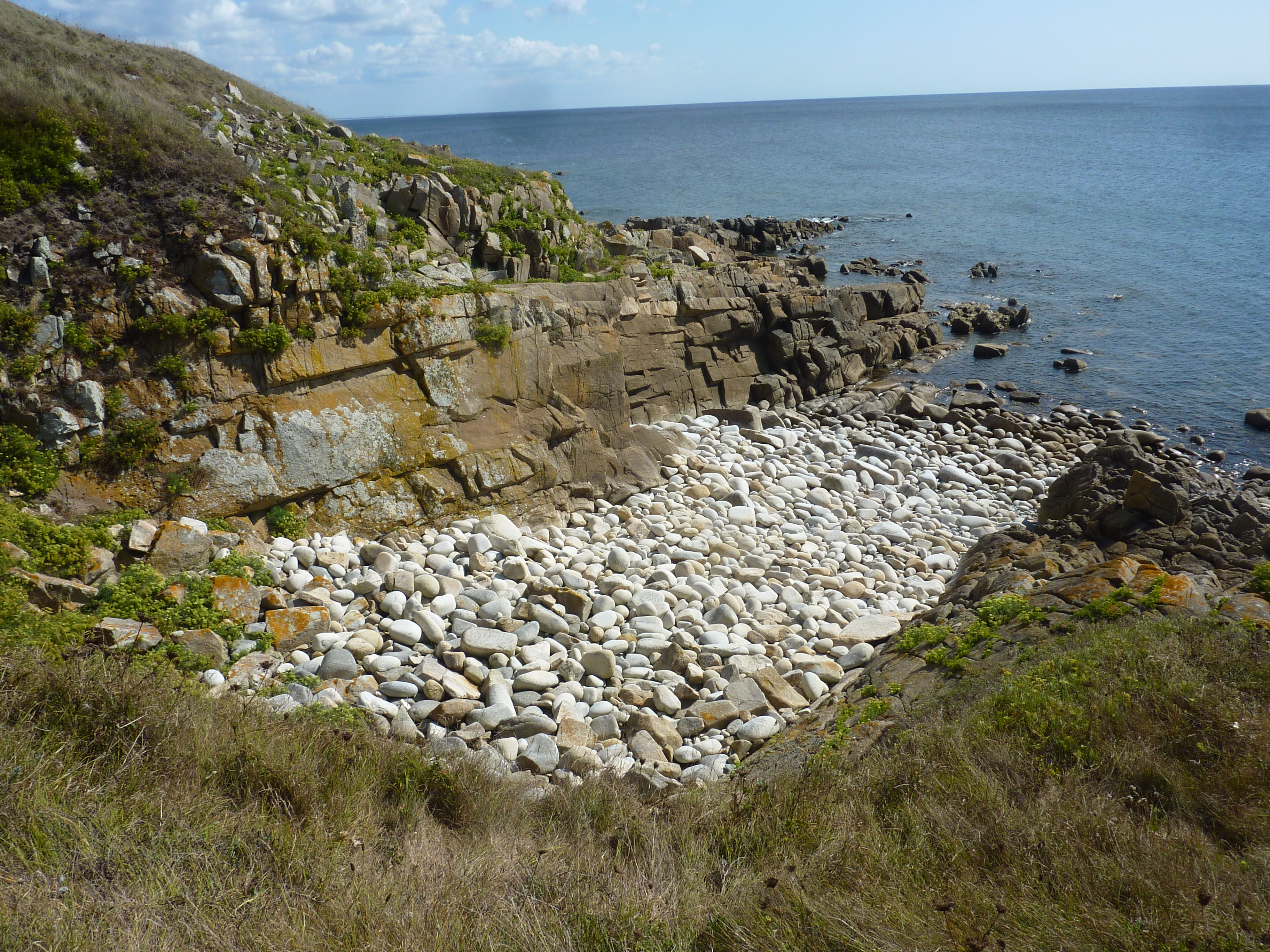
Emplacement d'une ancienne carrière de granite le long du littoral à Poulgoazec
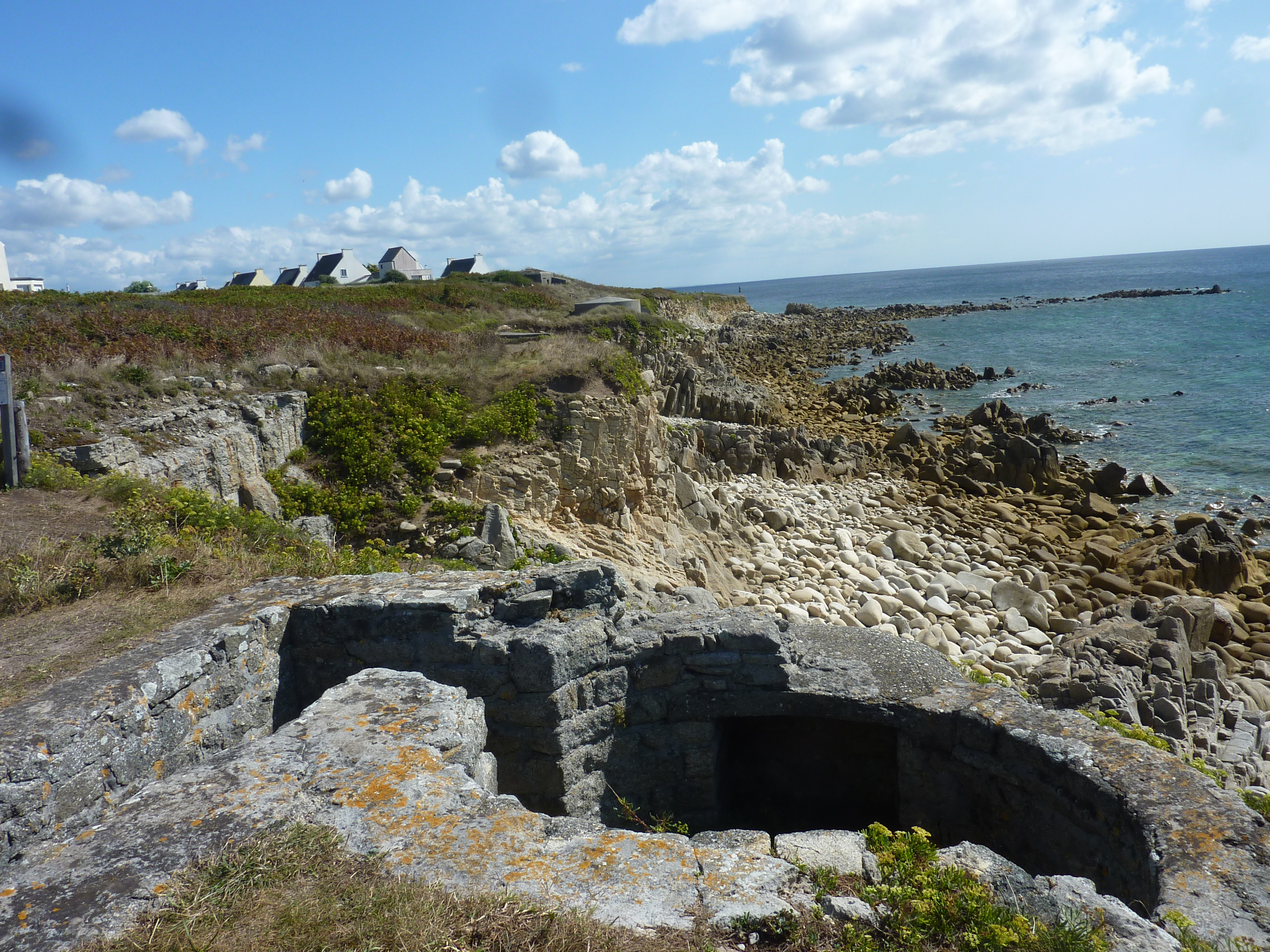
Ancienne fortification le long du littoral près du hameau de Saint-Julien-la-Grève
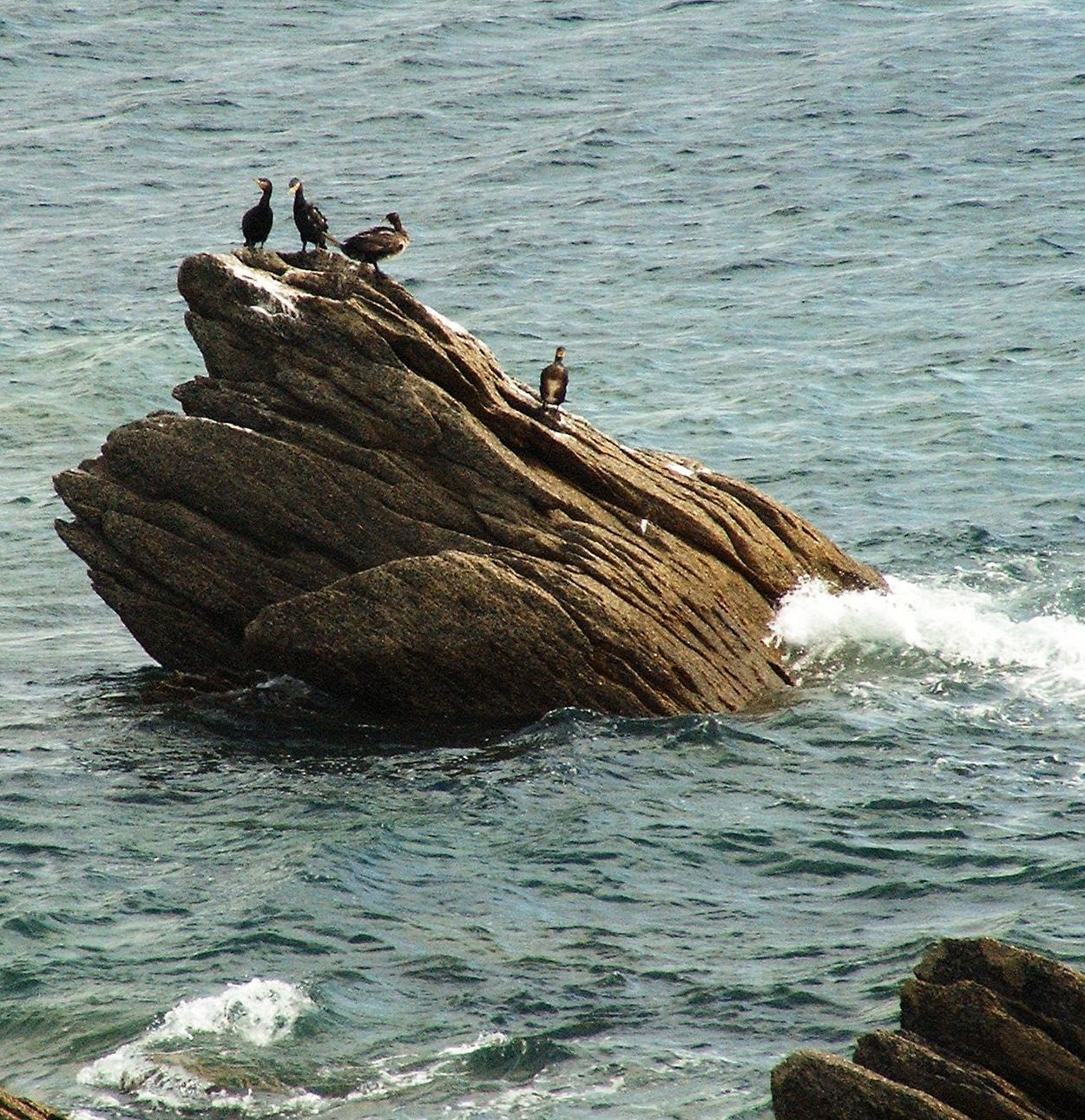
Cormorans huppés dans le port de Plouhinec.
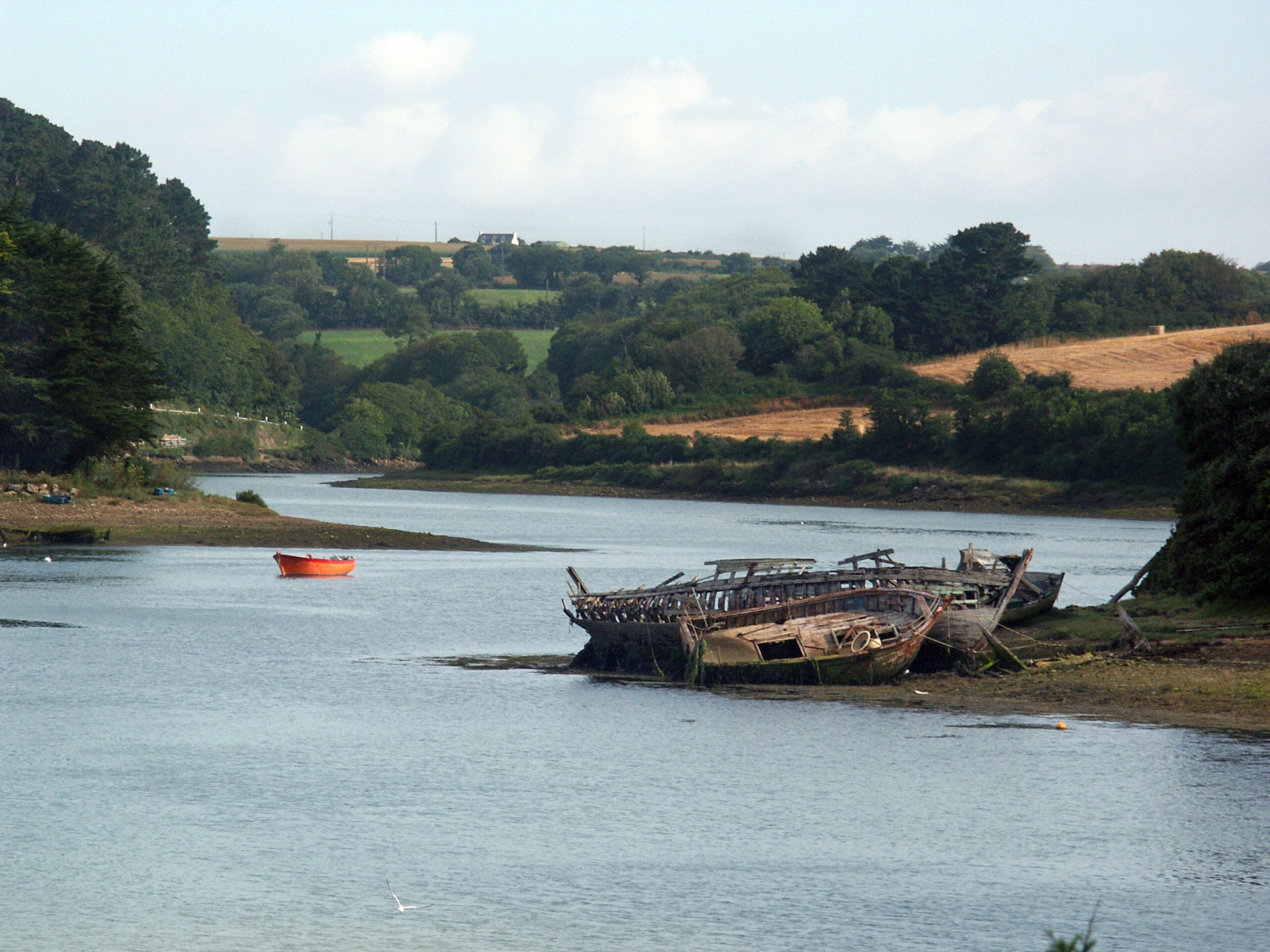
Cimetière de bateaux de Plouhinec (rive gauche de l'estuaire du Goyen).
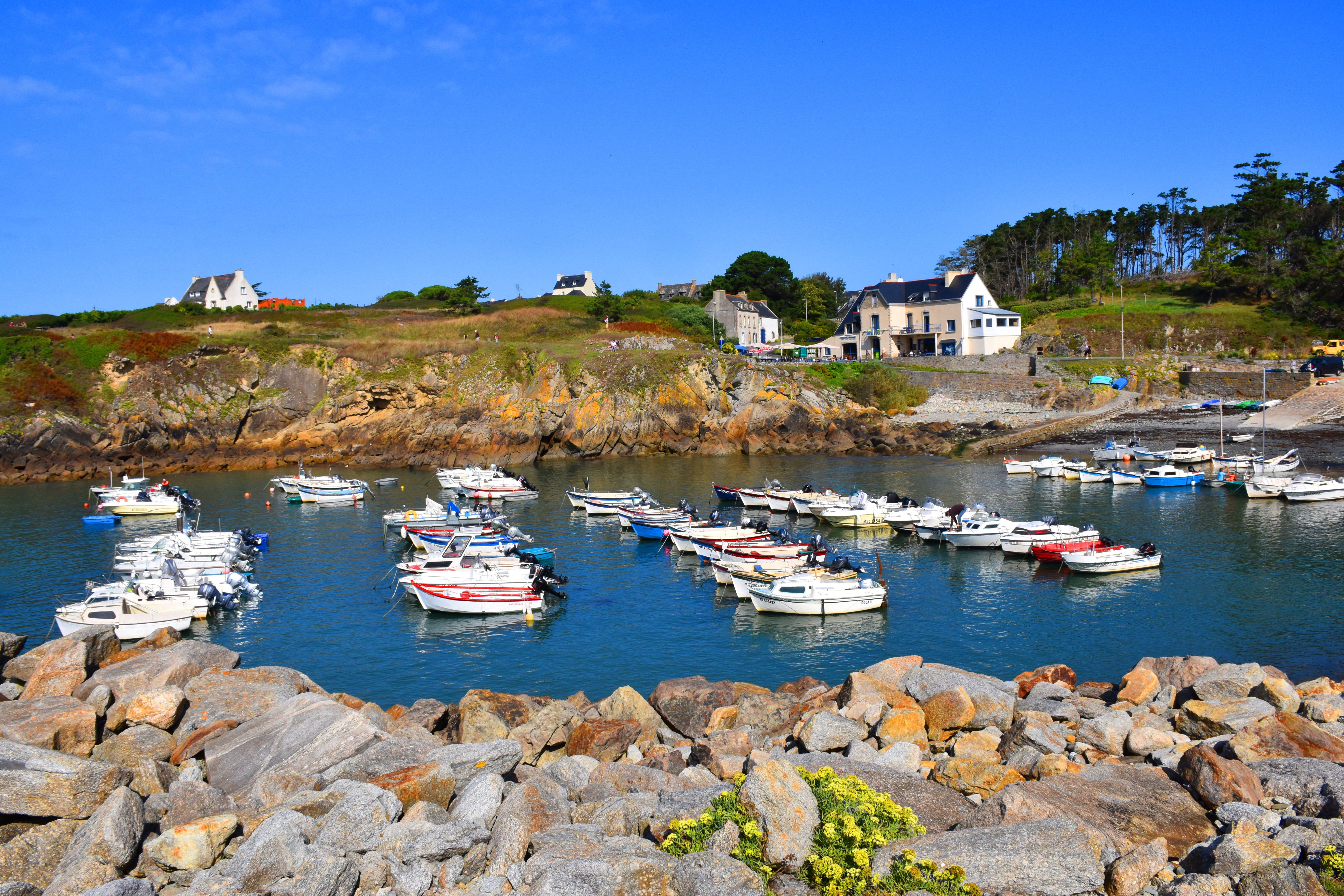
Plouhinec - Pors Poulhan
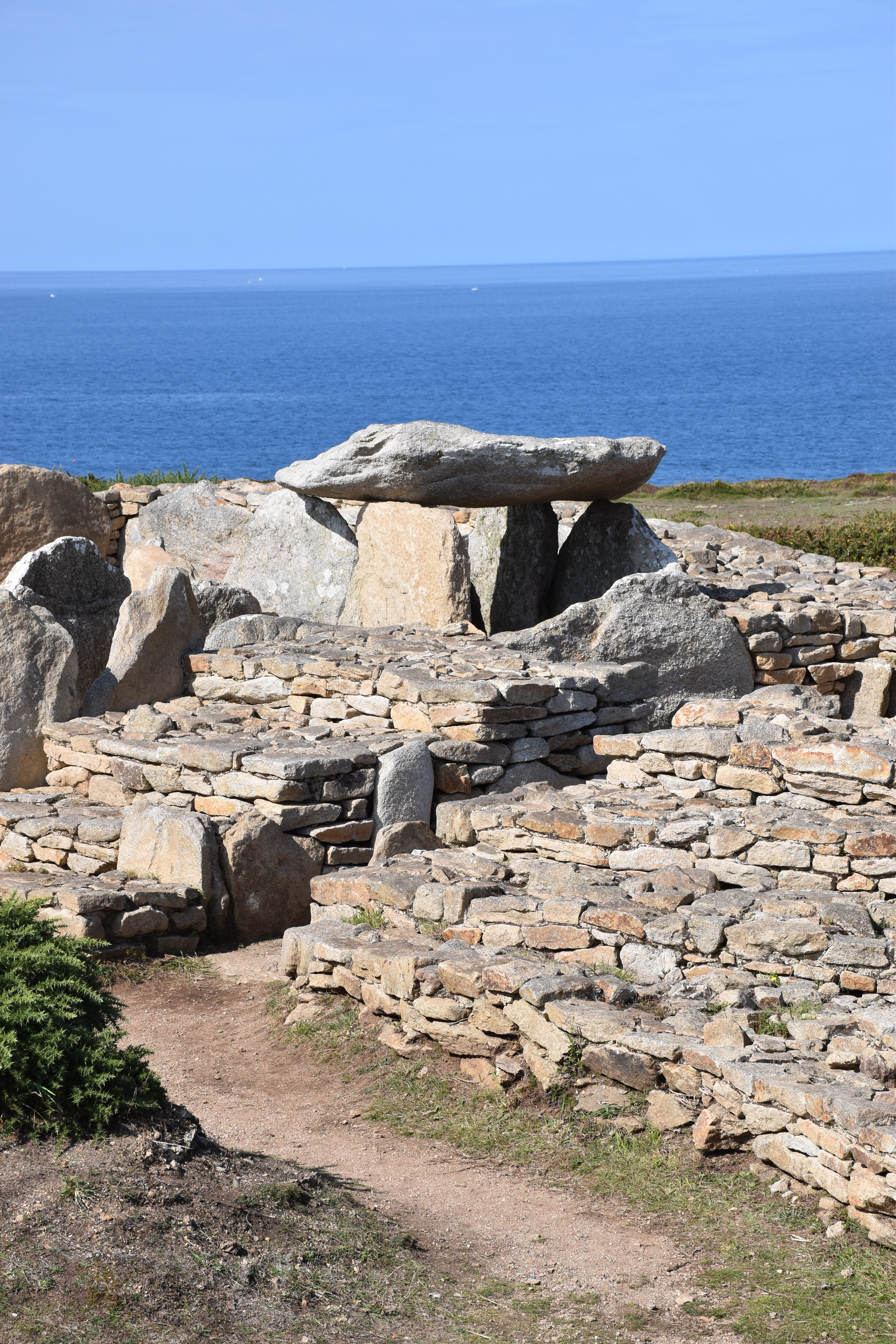
Plouhinec - Ménez Drégan

À la limite Est du littoral, Pors Poulhan est pour sa majeure partie situé en Plouhinec, seule sa partie orientale étant en Plozévet. Mais les propriétaires des petits bateaux qui fréquentent ce port sont majoritairement des Bigoudens, principalement de Plozévet et Pouldreuzic.
L'agglomération de Plouhinec s'étire le long de la RD 784 (ancienne route nationale 784) principalement vers l'ouest à partir du centre du bourg initial (quartiers successifs de Ty Frap, Trébeuzec, Kermézéven et Locquéran) jusqu'à la rive gauche de l'estuaire du Goyen, rejoignant ainsi l'agglomération de la ville voisine d'Audierne. Cette route est en cours d'aménagement en 2017. L'agglomération de Poulgoazec forme un second centre qui s'est urbanisé en raison de la présence du port éponyme et de la proximité d'Audierne.
Le paysage agraire traditionnel était formé d'un bocage avec un habitat dispersé en de nombreux hameaux ; cet aspect subsiste partiellement dans la partie intérieure du finage communal, par exemple autour des hameaux de Kergoff et Kervennec. Mais la partie de la commune proche de la mer connaît une rurbanisation formée pour partie de résidences secondaires et de villas avec "vue sur mer", notamment autour de Menez Dregan au sud-est, de Mesperleuc dans la partie centrale du littoral communal, et de Lezarouan au sud-ouest.

### Hydrographie
Pour un article plus général, voir Réseau hydrographique du Finistère.
La commune est située dans le bassin Loire-Bretagne. Elle est drainée par le Goyen et divers autres petits cours d'eau,.
Le Goyen, d'une longueur de 32 km, prend sa source dans la commune de Plonéis et se jette  dans l'Océan Atlantique sur la commune et d'Audierne, après avoir traversé onze communes. Les caractéristiques hydrologiques du Goyen sont données par la station hydrologique située sur la commune de Pont-Croix. Le débit moyen mensuel est de 1,5 m3/s. Le débit moyen journalier maximum est de 16,3 m3/s, atteint lors de la crue du 28 janvier 1995. Le débit instantané maximal est quant à lui de 17,4 m3/s, atteint le même jour.

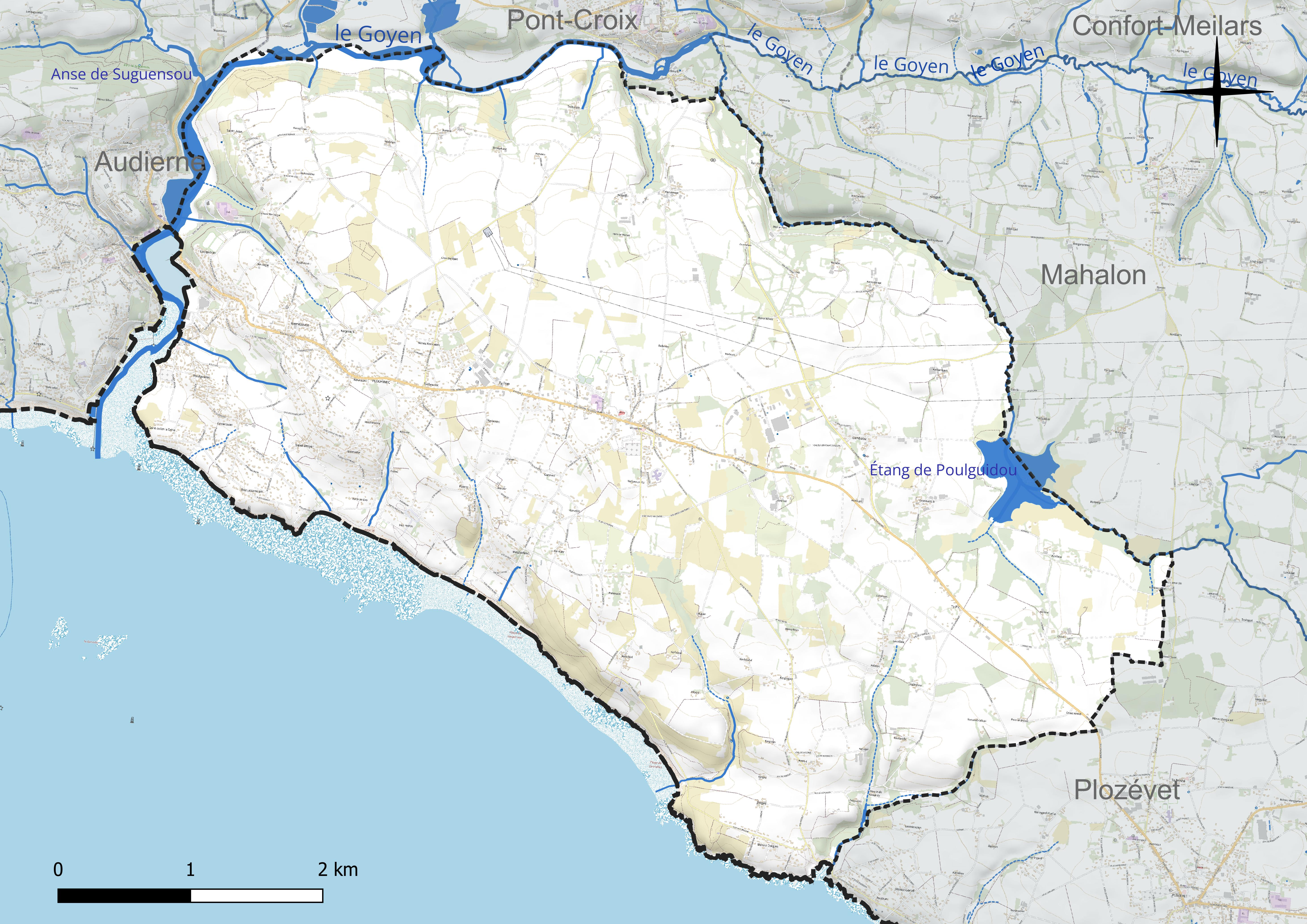
Réseau hydrographique de Plouhinec.

Un plan d'eau complète le réseau hydrographique : l'étang de Poulguidou, d'une superficie totale de 21,5 ha (16,5 ha sur la commune),.

### Climat
Pour des articles plus généraux, voir Climat de la Bretagne et Climat du Finistère.
En 2010, le climat de la commune est de type climat océanique franc, selon une étude du CNRS s'appuyant sur une série de données couvrant la période 1971-2000. En 2020, Météo-France publie une typologie des climats de la France métropolitaine dans laquelle la commune est exposée à un climat océanique et est dans la région climatique Bretagne orientale et méridionale, Pays nantais, Vendée, caractérisée par une faible pluviométrie en été et une bonne insolation. Parallèlement l'observatoire de l'environnement en Bretagne publie en 2020 un zonage climatique de la région Bretagne, s'appuyant sur des données de Météo-France de 2009. La commune est, selon ce zonage, dans la zone « Littoral », exposée à un climat venté, avec des étés frais mais doux en hiver et des pluies moyennes.
Pour la période 1971-2000, la température annuelle moyenne est de 11,4 °C, avec  une amplitude thermique annuelle de 10,8 °C. Le cumul annuel moyen de précipitations est de 1 070 mm, avec 15,4 jours de précipitations en janvier et 8,3 jours en juillet. Pour la période 1991-2020, la température moyenne annuelle observée sur la station météorologique la plus proche, située sur la commune de Pluguffan à 23 km à vol d'oiseau, est de 12,1 °C et le cumul annuel moyen de précipitations est de 1 214,4 mm,. Pour l'avenir, les paramètres climatiques de la commune estimés pour 2050 selon différents scénarios d'émission de gaz à effet de serre sont consultables sur un site dédié publié par Météo-France en novembre 2022.

## Urbanisme

### Typologie
Au 1er janvier 2024, Plouhinec est catégorisée bourg rural, selon la nouvelle grille communale de densité à 7 niveaux définie par l'Insee en 2022.
Elle appartient à l'unité urbaine de Plouhinec-Audierne, une agglomération intra-départementale dont elle est ville-centre,. La commune est en outre hors attraction des villes,.
La commune, bordée par l'océan Atlantique, est également une commune littorale au sens de la loi du 3 janvier 1986, dite loi littoral. Des dispositions spécifiques d'urbanisme s'y appliquent dès lors afin de préserver les espaces naturels, les sites, les paysages et l'équilibre écologique du littoral, tel le principe d'inconstructibilité, en dehors des espaces urbanisés, sur la bande littorale des 100 mètres, ou plus si le plan local d'urbanisme le prévoit.

### Occupation des sols

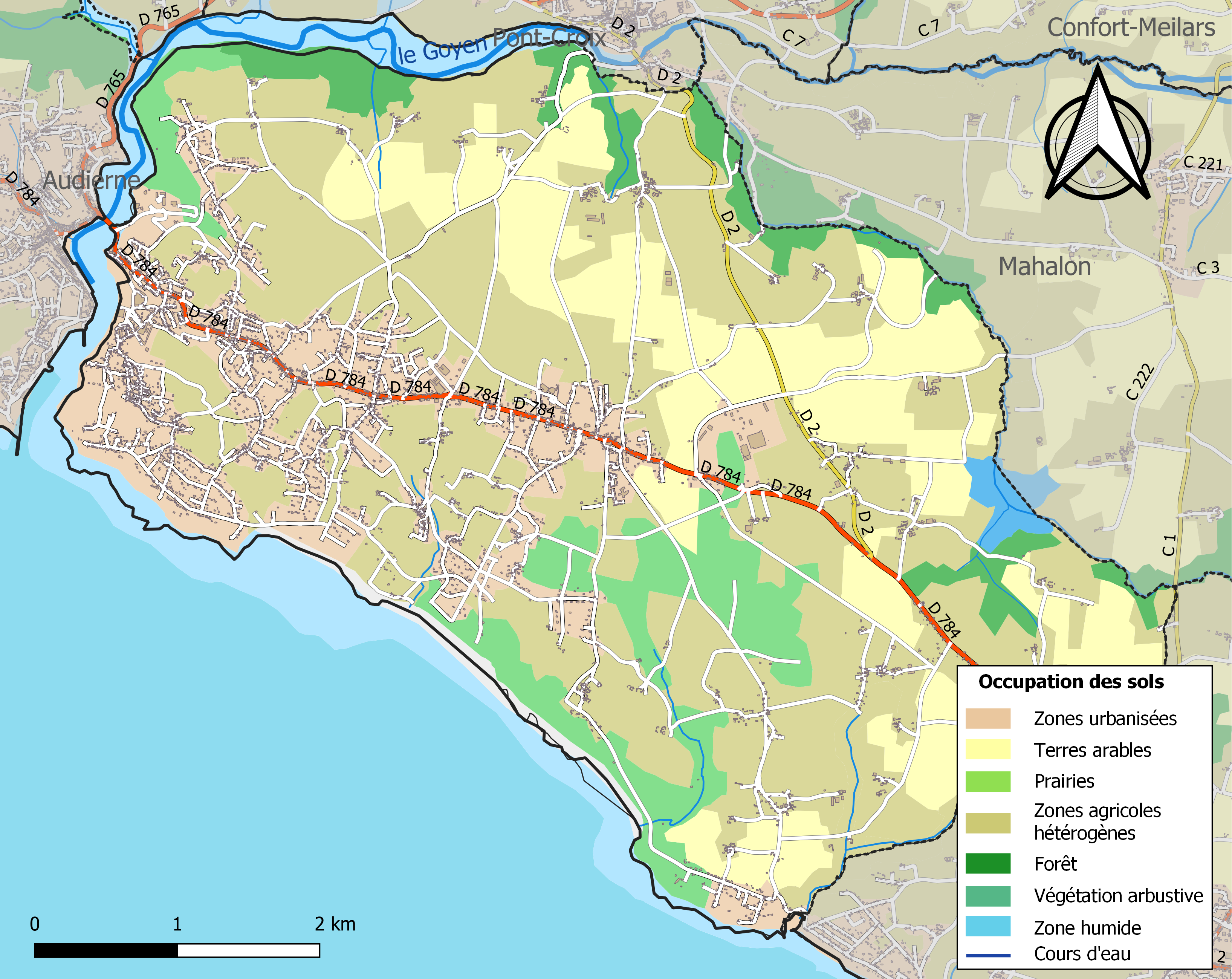
Carte des infrastructures et de l'occupation des sols de la commune en 2018 (CLC).

L'occupation des sols de la commune, telle qu'elle ressort de la base de données européenne d'occupation biophysique des sols Corine Land Cover (CLC), est marquée par l'importance des territoires agricoles (68,5 % en 2018), en augmentation par rapport à 1990 (63,4 %). La répartition détaillée en 2018 est la suivante :
zones agricoles hétérogènes (48,3 %), terres arables (20,2 %), zones urbanisées (16,3 %), milieux à végétation arbustive et/ou herbacée (8,6 %), forêts (4,8 %), zones industrielles ou commerciales et réseaux de communication (0,9 %), eaux continentales (0,7 %), espaces ouverts, sans ou avec peu de végétation (0,1 %), zones humides côtières (0,1 %).
L'IGN met par ailleurs à disposition un outil en ligne permettant de comparer l'évolution dans le temps de l'occupation des sols de la commune (ou de territoires à des échelles différentes). Plusieurs époques sont accessibles sous forme de cartes ou photos aériennes : la carte de Cassini (XVIIIe siècle), la carte d'état-major (1820-1866) et la période actuelle (1950 à aujourd'hui).

## Toponymie
Le nom de la commune est Ploeneg en breton.
Attestée sous les formes Ploehinec en 1264 et Plozeineuc  en 1287, Ploe-Yzineuc au XIVe siècle, Plebs-Ithinuc.
Selon une hypothèse, le nom de Plouhinec serait issu de l'ancien breton. Il s'agirait de la concaténation de ploe (« paroisse » en breton) et ethin « ajonc », avec le suffixe -ec. Ithinuc ou Ecthinoc signifie « endroit couvert d'ajoncs ». En breton, la commune se nomme Ploeneg. Selon une autre hypothèse, le nom proviendrait de ploe et de saint Winoc, patron de l'église paroissiale qui lui est consacrée.

## Histoire

### Préhistoire
La grotte marine de Menez Dregan, la nécropole mégalithique de la pointe du Souc'h et l'allée couverte de Menez Korriged témoignent de l'ancienneté du peuplement sur l'actuelle commune de Plouhinec.
Menez Dregan est une ancienne grotte marine, aujourd'hui en partie effondrée, habitée par divers groupes humains successifs au Paléolithique inférieur, qui fait l'objet d'une fouille depuis 1988 ; elle se caractérise par une alternance de couches naturelles (galets marins, plage, dépôts d'érosion, attestant des variations successives du niveau de la mer) et anthropiques (sols d'occupations humaines successives) se répétant au moins à quatre reprises entre 500 000 et 250 000 av. J.-C. Les groupes humains ayant occupé cette grotte ont laissé un abondant mobilier lithique (galets aménagés, petit outillage formé de nombreux éclats de pierre et servant à la découpe de la viande, au travail de peaux et du bois) qu'ils ont abandonné sur les sols où ils s'installaient. « Les périodes d'installation des groupes humains se placent dans un contexte relativement tempéré, un climat océanique où l'influence du gel est peu marquée. (...) La bande côtière était sans doute fréquentée par des troupeaux de grands herbivores (...) ». Le site de Menez Dregan doit principalement sa notoriété aux vestiges de foyers qui y ont été découverts : ces structures de combustion sont en effet à ce jour parmi les plus anciennes traces actuellement connues dans le monde de la maîtrise du feu par l'homme.

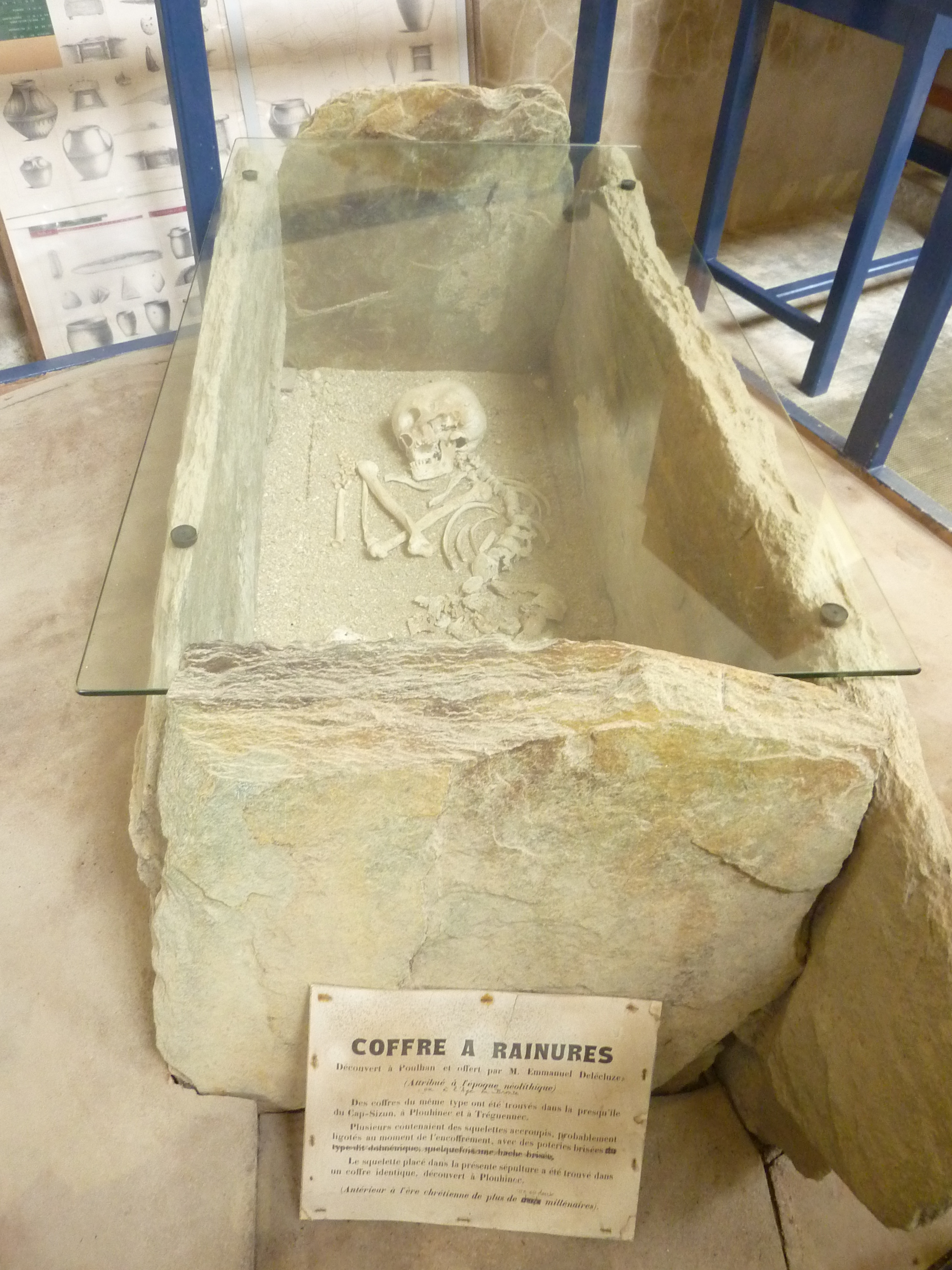
Squelette trouvé à Plouhinec (Finistère), placé dans un coffre à rainures trouvé à Poullan-sur-Mer, datant de l'âge du bronze ou du néolithique (Musée de la Préhistoire finistérienne de Penmarch)

Les deux cairns néolithiques de la Pointe du Souc'h ont été partiellement fouillés : les dalles des dolmens sont de gros galets prélevés sur l'estran voisin, les autres pierres proviennent de carrières d'orthogneiss situées sur place, la découpe des pierres ayant été facilitée par la présence d'un réseau de diaclases perpendiculaires ; des pierres ayant servi de percuteurs, certaines atteignant 50 kg, ont été retrouvées.

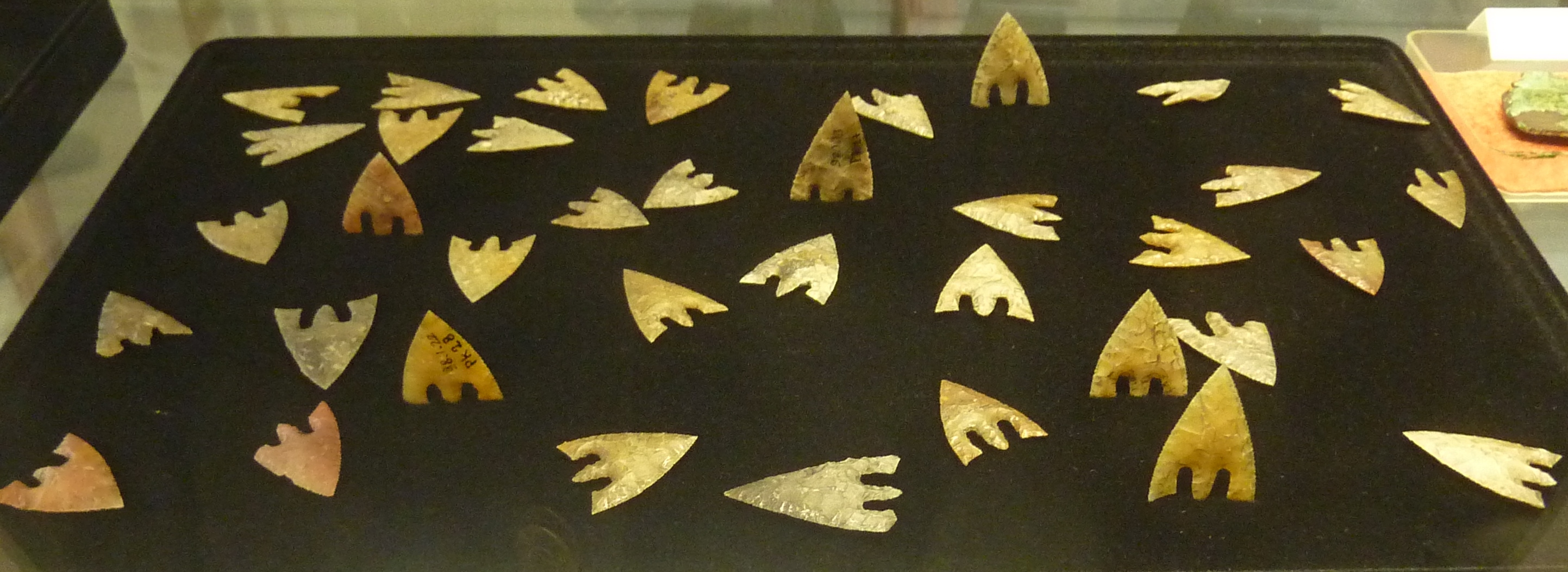
Pointes de flèche en silex trouvées dans le tumulus de Kersandy (Musée de la Préhistoire finistérienne de Penmarch)

Le tumulus de Kersandy a été fouillé en 1975 par Jacques Briard : la butte funéraire, avant son arasement, mesurait quatre mètres de hauteur apparente pour un diamètre d'une quarantaine de mètres ; elle constituait un cairn comprenant une grande tombe centrale couverte d'une grosse dalle en granite dessinant un appendice céphalique et des épaulements ; il s'agit vraisemblablement d'une Déesse mère datant du mésolithique réutilisée comme dalle de couverture pour ce caveau datant de l'Âge du bronze. Ce caveau contenait les restes d'un grand coffre en bois, des pointes de flèche en silex de modèle armoricain ogival et les restes d'un poignard.
Un tumulus datant de l'âge du bronze ancien, situé près du bois de Lescongar, a été fouillé dès 1869 par le chanoine Abgrall qui y trouva, dans une chambre funéraire, notamment un vase et une hache en bronze. Les restes d'un autre tumulus, découvert en 1965 à l'emplacement d'un ancien moulin détruit qui était alors fouillé, furent alors découverts, livrant un caveau datant lui aussi de l'âge du bronze ; des tessons de poteries, des pointes de flèches et des poignards en os y ont été trouvés.
Entre le bourg de Plouhinec et la mer, 60 coffres de l'âge du bronze, formés de dalles emboîtées, furent trouvés en 1925. Chaque coffre était formé de 5 pierres plates, les 4 parois verticales s'ajustant parfaitement dans les rainures. Des squelettes aux jambes repliées ont été retrouvés dans plusieurs d'entre eux (quelques-uns ont été reconstitués sur la pelouse du jardin paroissial de Plouhinec).

### Antiquité
Le journal Comœdia écrit en 1928 :

« À la suite de fouilles faites dans une pièce de terre près du manoir de Lescongar en Plouhinec, dans le Finistère, des substructions très apparentes révélèrent l'existence d'un village gallo-romain. On y a trouvé beaucoup de poteries, les unes épaisses et grossières, les autres fines et à couvertes rouges, dites samiennes, ainsi qu'un énorme galet rond qui a pu servir de broyeur ou de meule à main. Jusqu'alors, les paysans appelaient cet endroit le champ de tir parce qu'ils ont quelquefois exhumé des urnes contenant des cendres analogues à de la poudre de fusil. Cette poudre de fusil n'était tut simplement que des restes humains. »

### Moyen Âge
Au Moyen Âge la paroisse de Plouhinec faisait partie du Cap Caval, plus précisément du Quéménet (ou Kemenet) dont le siège se trouvait à Penhars, dit encore Quéménet-Even, à l'origine du nom de la commune de Quéménéven (car il aurait appartenu à Even, comte de Léon au Xe siècle, puis à sa descendance), châtellenie des vicomtes du Léon enclavée dans le comté de Cornouaille au XIIe siècle. Il est possible qu'elle se soit étendue à l'origine sur les deux pagi (« pays ») du Cap Sizun et du Cap Caval, mais, au XIIIe siècle, elle ne se composait plus que d'une douzaine de paroisses (dont Plouhinec, Plozévet, Pluguffan, Penhars, Plonéis, Guengat et Plogonnec) au sud-ouest et à l'ouest de Quimper,.
La réformation de 1426 cite les manoirs de Kergnisieuc (au sieur de Langueouez), de Kersandy (à la veuve d'Alain Cren), de Tuongouzien (à Hervé de Saint-Alouarn), Kerambartz (à la dame de Kervastar) et de Lezongar. La réformation de 1455 en cite plusieurs autres : Poultouzec, Kerguennec, Guermeur, Kergoazec, Kermazedo, Kerbiheuc, Kergorlay, Lezoualc'h. Le manoir de Lescongar (son nom signifie "cour de Congar", lequel serait peut-être saint Congar) a été bâti au XVe siècle, mais fut remanié plus tard ; il appartint, en raison des mariages à chaque fois des héritières, successivement à Yvon Kerrenniel en 1426, puis en 1455 à Rolland de Lescongar, en 1481 à Derien Le Dimanach, avant de passer au XVIe siècle aux mains de la famille de Kerhoant, puis en 1600 en celles de Vincent de Plœuc.

### Temps modernes
En 1644 Julien Maunoir prêcha une mission à Plouhinec, affermissant la conversion des fidèles « par un spectacle propre à inspirer une crainte salutaire », une pièce de théâtre où  « les voix lugubres qui exprimaient les supplices des damnés, sortant de dessous le théâtre comme du fond de l'abîme, effrayèrent tellement ce grand peuple au nombre de plus de quatre mille personnes, que chacun se frappa la poitrine et forma de nouvelles résolutions de faire pénitence et d'éviter le péché ».
Marie Hamon, veuve d'Allain Le Rougeart, écuyer et sieur de Loquéran, voit confirmer les titres de noblesse de son mari et de ses fils, Allain-Jean et René Le Rougeart, devant la chambre de réformation de la noblesse de Bretagne par le Parlement de Bretagne en janvier 1668, en prouvant que leurs ancêtres Henry Le Rougeart et Daniel Le Rougeart étaient déjà cités comme nobles de la paroisse de Plouhinec respectivement en 1481 et 1487.
En 1640, Jean de Plœuc, fils de Vincent de Plœuc de Tymeur et Suzanne de Coetanezre, vendit ses deux manoirs de Lescongar et de Poulguidou (ce dernier situé en Mahalon) à un riche marchand de Pont-Croix, Pierre Le Barz, sieur de Kerlambert. Vers 1700, le manoir de Lescongar devint la propriété de Denys Riou, sieur de Kerlaban, puis fut vendu en 1765 à Jean-Louis Floc'h, capitaine d'infanterie garde-côte du bataillon de Pont-Croix ; il fut à nouveau vendu quelques années plus tard par Paul Chevalier, marquis de la Porte-Vezins, capitaine de vaisseau, qui émigra pendant la Révolution française, mais dont la femme Marie de Kerouartz, demeura à Lescongar et accepta de donner les grilles de l'enclos du manoir aux sans-culottes de Pont-Croix, ce qui permit au manoir de Lescongar de ne pas être vendu comme bien national.
Une confrérie du Rosaire existait dans l'église Saint-Winoc au XVIIe siècle. Le célèbre prédicateur Julien Maunoir prêcha une mission à Plouhinec en 1644.
Le 17 juin 1725, jour du pardon de Saint-Tujan (en Primelin), 52 personnes se noyèrent lors du naufrage du bac qui les transportait d'Audierne à Poulgoazec.
En 1741, une épidémie de dysenterie sévit : « Dans chacune des paroisses de Goulien, Plogoff, Esquibien, Plouinec [Plouhinec], Plozévet, Mahelon, Poulan, Beuzet-Cap-Sizun, Pouldergat, Douarnenez, on compte le chiffre énorme de dix à douze morts par jour ».
Le 19 octobre 1723, selon les archives de l'Amirauté de Quimper, 2 navires (le Saint-Honoré, un bateau de 25 tonneaux, de Lannion et la Sainte-Anne, 100 tonneaux, de Rhuys, chargé de bois) vinrent se briser lors d'une tempête sur la côte de Plouhinec. Le 3 décembre 1742 la Catherine, du Croisic, fit naufrage sur la côte de Plouhinec, à Saint-Dreyer près de Poulgoazec. Le syndic de la paroisse de Plouhinec, Jean Pichon, déclara que, pendant la nuit, les naufragés et les gardiens furent entourés par une infinité de paysans. Il courut chercher du secours et des armes, mais à son retour Jean Chapalain, qu'il avait nommé gardien de l'épave, lui dit que « courant après des personnes qui avaient coupé du grelin, il attrapa un coup de bâton ; que ces gens étaient couverts de poches qu'ils avaient par-dessus la tête et que, la nuit étant obscure, il ne lui avait pas été possible de reconnaître personne.. ».
En 1759, une ordonnance de Louis XV ordonne à la paroisse de Plouhinec de fournir 26 hommes et de payer 170 livres pour « la dépense annuelle de la garde-côte de Bretagne ».
Jean-Baptiste Ogée décrit ainsi Plouhinec en 1778 :

« Plouhinec ; sur une hauteur ; à 6 lieues un quart à l'ouest de Quimper, son évêché et son ressort ; à 45 lieues de Rennes et à trois-quarts de lieue de Pontcroix, sa subdélégation. On y compte 2 000 communiants ; la cure est à l'alternative. Ce territoire, bordé à l'ouest par la rivière d'Audierne et au sud par la mer, renferme des terres fertiles en grains de toutes espèces. »

Les premiers naufrages sur la côte de Plouhinec dont l'histoire a conservé la trace sont ceux du Saint-Jacques (un voilier parti de Saint-Malo à destination de Chypre) le 16 décembre 1684 (un archevêque grec, Iustani, qui se trouvait à son bord et dont le corps retrouvé fut inhumé à Plouhinec), d'un autre Saint-Jacques, de Nantes (ses débris furent vendus le 31 mars 1734), du Catherine, du Croisic le 18 décembre 1742 (le bateau était ancré face à la côte de Plouhinec dans l'attente d'un moment favorable pour appareiller ; les riverains coupèrent le grelin, poussèrent le navire jusqu'aux rochers de façon qu'il s'abîme suffisamment pour ne pas pouvoir repartir ; les naufragés furent attaqués par « des gens couverts de poches qu'ils avaient par-dessus la tête », du Saint-Antoine, de Barcelone, le 18 février 1762, du Peggy le 11 février 1776 (ce bateau fut pillé par des riverains jusqu'à ce que le procureur terrien de Plouhinec, avisé du naufrage, ne fasse garder l'épave ; 29 habitants de Plouhinec et des paroisses voisines furent condamnés par le tribunal de Quimper), de la Vigilante, un navire corsaire de Bristol, le 11 décembre 1778 et de la Miséricorde (un bateau parti de Bordeaux ; ce naufrage fit neuf noyés et trois survivants) le 1er janvier 1782. Une gwerz, Ar Vag Kollet (Le bateau naufragé) évoque un naufrage qui serait survenu dans le courant du XIXe siècle et les noyés inhumés dans le cimetière de la chapelle Saint-Julien de Poulgoazec.

### Révolution française et Empire
La paroisse de Plouhinec, qui comprenait alors 230 feux, élit quatre délégués (Denis Kerdreac'h, Yves Mourain, Henry Le Gouil, Guillaume Kerdreac'h), pour la représenter à l'assemblée du tiers état de la sénéchaussée de Quimper au printemps 1789.
Le 15 floréal an III (4 mai 1794), un instituteur, Jean Donnars, est nommé à Plouhinec. Il déclare : « Depuis le 15 floréal dernier que je fais ces écoles dans la commune de Plouhinec, j'ai eu, lorsque j'en ai eu le plus, 97 élèves, et lorsque j'en ai eu le moins, 46 (...). Ils ont assez assidûment fréquenté mes écoles, si ce n'est pendant la récolte et dans le temps de l'ensemencement où plusieurs d'un certain âge étoient indispensables à leurs familles pour les travaux champêtres. Je vois avec plaisir et satisfaction que mes élèves ont, en général, profité de mes leçons ; ceux qui, à leur entrée à l'école, ne connaissaient pas leur alphabet, épellent assez bien ; ceux qui avaient quelques notions de leurs lettres commencent à lire ; ceux qui commençaient à lire se sont beaucoup perfectionnés et commencent à écrire et à faire quelque petit calcul. (...) ».
Jacques Kerdréac'h, né le 20 juin 1759 à Ros Daniélou en Plouhinec, nommé vicaire de Pouldreuzic en 1784, fut un prêtre réfractaire qui, bien que pourchassé par le directoire du district de Pont-Croix, fut très actif, faisant notamment des baptêmes et des mariages clandestins, entre 1793 et 1798. Nommé recteur de Lababan le 16 juillet 1803, il mourut le 19 décembre 1803.

### LeXIXesiècle

#### Plouhinec et Poulgoazec vers le milieu duXIXesiècle
Jean-François Brousmiche décrit ainsi Poulgoazec en 1841 :

« On ne voit plus à Poulgoazec qu'une population malheureuse, misérable., rebut de celle d' Audierne, végétant sur un sol inculte, infertile et presque abandonné, au sein de masières [masures] à peine abritées contre les vents et les tempêtes. »

A. Marteville et P. Varin, continuateurs d'Ogée, décrivent ainsi Plouhinec en 1853 :

« Plouhinec ; commune formée par l'ancienne paroisse du même nom, aujourd'hui succursale. (...) Principaux villages : Poulgoazec, Keridreuff, Trohonan, Bourg, Kerouer, Kerfréost, Lesvoalic, Lesvoalc'h. Manoir de Lescongar. Superficie totale : 2 805 hectares, dont (...) terres labourables 1 034 ha, prés et pâtures 68 ha, bois 35 ha, vergers et jardins 30 ha, landes et incultes 1 506 ha (...). Moulins : 3 (de Keridreuff, de Remousin [sic, en fait Tréouzien], à eau). Un pont jeté sur le bras de mer qui sépare la commune de Plouhinec de celle de Pontcroix fait communiquer cette ville avec le village de Keridreuff que, nous ne savons pour quelle raison, l'on prétend avoir été l'ancien Pontcroix, ou tout au moins, avoir eu une existence propre bien avant cette ville. Il y avait autrefois en Plouhinec, outre l'église paroissiale, les chapelles de Lambabu, de Saint-They et de Saint-Jean ; une seule de celles-ci existe encore [sic : les deux chapelles de Lambabu et de Saint-They existent encore de nos jours]. Géologie : constitution granitique. On parle le breton. »

Plusieurs chapelles disparues de nos jours existaient alors à Plouhinec : la chapelle Saint-Mahal à Keridreuff (vendue le 17 juin 1795 comme bien national), la chapelle Saint-Jean (à Loquéran ; elle relevait de la commanderie du Paraclet, située à Saint-Laurent, dépendant des Hospitaliers de l'ordre de Saint-Jean de Jérusalem), la chapelle Saint-Jérôme (chapelle privée du manoir de Loquéran), ainsi qu'un oratoire Saint-Tugdual.
En 1839, Marie de la Porte-Vezins, fille de Jacques de la Porte-Vezins (lequel fut maire de Plouhinec), vendit le manoir de Lescongar à Théodore Hamel, lequel fit subir au manoir des transformations importantes. Alexandre Hamel, fils du précédent, le vendit en 1894 à Louis Nouët, ancien gouverneur des Indes françaises. Ce manoir a été par la suite revendu en 1922 à Pierre Quinquis, de Douarnenez.
Henri Colin, né le 17 mai 1827 à Kervaguen en Plouhinec, fut guillotiné le 15 mars 1854 à Quimper pour le meurtre de son beau-père Jacques Le Bourdon, commis le 26 septembre 1853 au lieu-dit Gouren Loch'h Kel en Plozévet.

#### Plouhinec et Poulgoazec vers la fin duXIXesiècle
Le bourg de Plouhinec était au XIXe siècle peu important : Benjamin Girard écrit en 1889 que sa population agglomérée n'était que de 312 habitants alors que la population totale de la commune était alors de 4 596 habitants. Les deux principaux centres de population étaient alors « le village de Kerydreuff, qu'un pont jeté sur le Goyen réunit à Pont-Croix, dont il peut être considéré comme le faubourg et le petit port de Poulgoazec (...) où il existe plusieurs établissements de pêche importants ».
Poulgoazec comptait en 1876 une conserverie de sardines employant en saison 130 ouvriers. À partir de 1886, l'usine travailla aussi les légumes (petits pois et haricots verts) pendant les deux mois de la saison d'été, employant alors 70 ouvriers. Auguste et Charles Chancerelle ouvrent une conserverie à Poulgoazec en 1880, Arsène Saupiquet la même année à Pen ar March'at, Henri de Lécluse en 1880 (laquelle fonctionna jusqu'en 1914) ; Eugène Rio et le nantais Paul Audigan en 1901, laquelle fut reprise en 1908 par ce dernier sous la raison sociale "Audigan Frères", en raison de son association avec son frère Henri ; celle-ci fonctionna aussi jusqu'en 1914.
L'insalubrité provoquait de fréquentes épidémies. Le "Bulletin de l'Académie nationale de médecine" écrit en 1886 qu'« à Audierne et à Poulgoazec (...), sur une population de 2 000 habitants, on observe par an près de 200 cas de fièvre typhoïde ». L'habitat était souvent sale et encombré :

« À Poulgoazec, nous avons vu, au rez de chaussée, dans une même pièce, peu spacieuse et munie d'une seule petite fenêtre, deux grands lits-armoires, des filets mouillés, un grand nombre d'ustensiles de pêche, des poules, das carottes éparses dans la pièce, des amas de linge sale. Cette chambre est l'unique local où habitent trois personnes adultes et cinq enfants. Devant la maison, dont le rez de chaussée est en contre-bas, se trouve un amas de fumier ; le purin peut pénétrer à l'intérieur du logement. Derrière la maison existe une porcherie. »

Une épidémie de choléra survint entre le 16 novembre 1885 et le 23 février 1886, qui provoqua 49 décès dont 33 (pour 99 malades atteints) dans le seul village de Poulgoazec, les autres étant survenus dans les autres hameaux de la commune.

« Poulgoazec n'est séparé d'Audierne que par un bras de mer très étroit. Lorsque les marins viennent pêcher dans les eaux d'Audierne ou vendre leur poisson aux usines de cette ville, ils débarquent à Poulgoazec si les logements d'Audierne sont trop encombrés. (...). Le 16 novembre 1885, un marin pêcheur, âge de cinquante-deux ans, mourait du choléra. (...) Les décès se succèdent alors rapidement. (...) Les relations journalières des pêcheurs de Poulgoazec avec la population contaminée d'Audierne ont du renouveler sans cesse l'apport des germes morbides (...). À Poulgoazec, comme partout, l'absence de toute notion d'hygiène, l'insalubrité des maisons, la mauvaise tenue des voies publiques facilitaient la propagation de la maladie. Les immondices séjournaient aux alentours des maisons et dans les rues. Partout des eaux croupissantes ou s'écoulant doucement vers un des deux puits d'où les habitants tiraient leur eau de boisson. (...). L'un de ces puits se trouve près de la mer, au bas du village. La rue principale y aboutit. Ses abords, quand je le visitai pour la première fois, étaient dans un état de saleté repoussante. Pour en approcher, il fallait marcher dans un fumier. C'est que la rue principale, outre les immondices de toutes sortes qu'elle charriait, recevait par des ouvertures pratiquées dans les pignons, sur le bord du chemin, le purin s'écoulant des soues à porc que presque tous les habitants avaient installé dans leur logis. L'autre puits est situé à côté de l'école des filles. Il n'était pas moins malpropre. (...) »

Quelques mesures sanitaires simples, comme la création de caniveaux et de remblais pour empêcher les écoulements des eaux putrides dans les deux puits suffirent pour juguler rapidement l'épidémie. Une autre épidémie, moins grave, survint toutefois en 1893.
En décembre 1894 à Audierne et en janvier 1895 à Poulgoazec, les ouvriers-soudeurs (qui soudaient les boîtes de sardines) se mettent en grève, protestant contre l'installation de sertisseuses. En janvier 1899, Le Journal de la jeunesse évoque « le gros village de pêcheurs de Poulgoazec, enveloppé dans l'épais nuage de fumée odorante que dégagent ses deux ou trois usines à sardines ».

### LeXXesiècle
Le 20 janvier 1901 le vicomte Alain Le Gualès de Mézaubran demanda « la concession de mines de houille, schistes bitumineux, anthracite, lignite ou pétrole » qui pourraient se trouver sur les communes de Cléden-Cap-Sizun, Plogoff, Primelin, Audierne, Plouhinec, Pont-Croix et Goulien.

#### Le port de Poulgoazec
Le nombre des inscrits maritimes est en 1903 de 1 025 à Plouhinec pour une population totale qui est alors de 6 402 habitants.

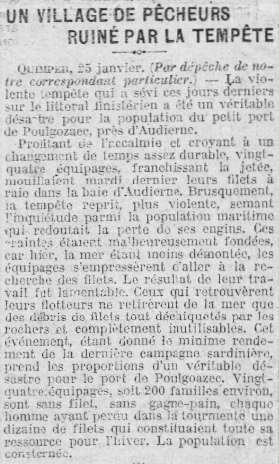
Les conséquences de la tempête de décembre 1913 à Poulgoazec (extrait du journal Le Journal)

Dans les premières décennies du XXe siècle, le port de Poulgoazec connu un essor important (en 1901, 1 625 inscrits maritimes à Plouhinec, dont la plupart à Poulgoazec, soit plus qu'à Audierne même où ils sont à cette même date 1612), la place manquant côté Audierne de l'estuaire du Goyen ; plusieurs conserveries s'y installèrent. En 1901 la conserverie Chancerelle, gérée par Eugène Solm, employait 119 personnes dont 39 soudeurs et 65 apprêteuses ; la conserverie Le Gall-Rio, dirigée par Eugène Rio, 84 personnes dont 21 soudeurs et 58 apprêteuses ; d'autres conserveries existaient : Pellier, Ouizille, Béziers, de L'Écluse. En 1906, Poulgoazec compte 110 barques de pêche jaugeant 682 tonneaux et embarquant 625 hommes d'équipage ; la même année on y comptait quatre conserveries employant 520 ouvriers (surtout des ouvrières) pendant la saison de la pêche à la sardine et pouvant travailler en tout jusqu'à  600 000 sardines chaque jour. Poulgoazec était quasi exclusivement un port de pêche : il n'y avait pas de mareyeurs, les poissons (sardines essentiellement) étant vendus à Audierne. Ce n'était donc pas un port de commerce ; ce n'est qu'exceptionnellement, au moment des vives-eaux, que quelques bateaux de commerce venaient y accoster.
L'hiver 1912-1913 fut difficile en raison du mauvais temps persistant. « Le 21 janvier 1913, pendant une accalmie, vingt-quatre équipages de Poulgoazec (...) avaient mouillé leurs filets dans la baie [d'Audierne]. La tempête ayant repris subitement, il fallut attendre jusqu'au 26 que la mer fût moins grosse pour aller les rejoindre : ceux que l'on trouva n'étaient plus qu'une loque ».
En 1929, ce faubourg maritime de Plouhinec atteint près de 3 000 habitants. Mais l'entrée du port, commune aux deux ports d'Audierne et de Poulgoazec, était dangereuse, notamment en raison de brisants et de bancs de sable formant une barre, rendant à maintes reprises nécessaire l'aide du canot de sauvetage d'Audierne, dès que la mer était forte, comme le 14 décembre 1904, où le Général Béziat (le canot de sauvetage d'Audierne) dût faire plusieurs sorties successives pour secourir des barques de pêche en difficulté. Plusieurs bateaux de Poulgoazec furent victimes de cette barre, par exemple la chaloupe de pêche no 702 le 2 décembre 1882, l' Ange-Raphaël le 25 janvier 1911, l' Élisabeth dans la nuit du 22 au 23 février 1913, etc., sans compter ceux survenus antérieurement, comme l'illustre par exemple cet extrait du Journal des débats, décrivant un naufrage survenu lors d'une tempête le 2 décembre 1860 :

« (...) Vers une heure de l'après-midi, les vents soufflèrent en tempête ; la mer devint grosse. Les embarcations qui se trouvaient au vent du port y entrèrent facilement ; celles sous le vent louvoyèrent tout près de terre et purent rentrer, à l'exception de trois, dont une, n'ayant pu doubler la barre nommée Poul-du, y reçut un coup de mer qui la submergea, et les sept hommes qui la montaient furent engloutis sans qu'il fut possible à l'embarcation qui la suivait de porter secours à ces malheureux, qui périrent dans les brisants de la barre dans laquelle ils se trouvaient. (...). Cet équipage et la chaloupe appartenaient au village de Poulgoazec, rive gauche du port d'Audierne. Les sept cadavres sont venus s'échouer sur le rivage les 3 et 4 décembre. »

La vie des marins était difficile : à la crise sardinière, qui frappa surtout en 1903 Poulgoazec comme les autres ports de pêche de la région, s'ajoutait les dangers et les dommages provoqués par les tempêtes : par exemple en janvier 1913 24 équipages de pêcheurs de Poulgoazec, qui avaient mouillé leurs filets en baie d'Audierne en profitant d'une accalmie, virent ceux-ci déchiquetés par la tempête, qui avait redoublé de force, les rendant inutilisables. Pendant l'été 1932, le marasme de l'industrie sardinière frappa Poulgoazec comme les autres ports de la région ; la plus grande partie des pêcheurs de Poulgoazec désarmèrent leur bateau.

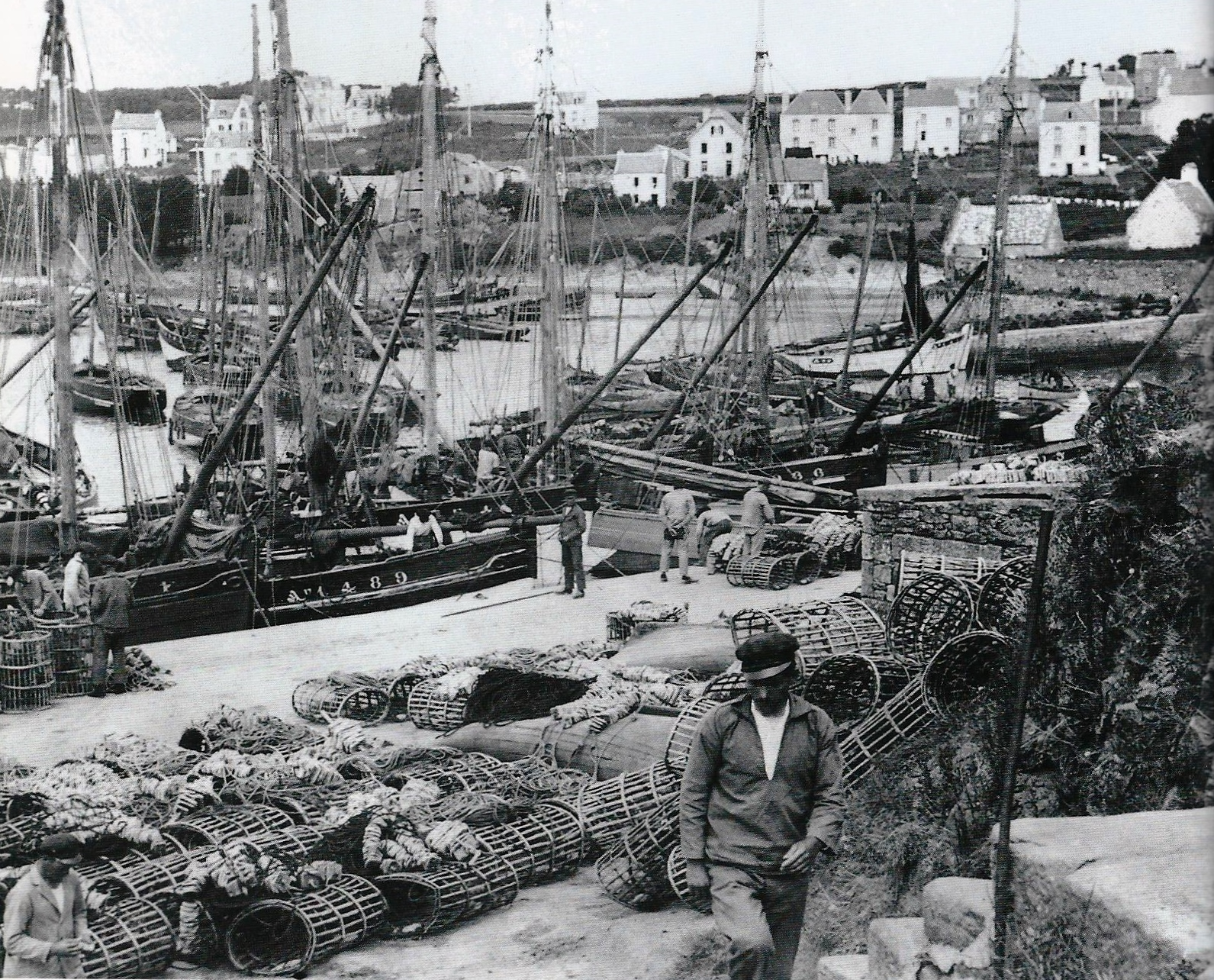
Le port de Poulgoazec en 1934 (photo prise par Jacques de Thézac)
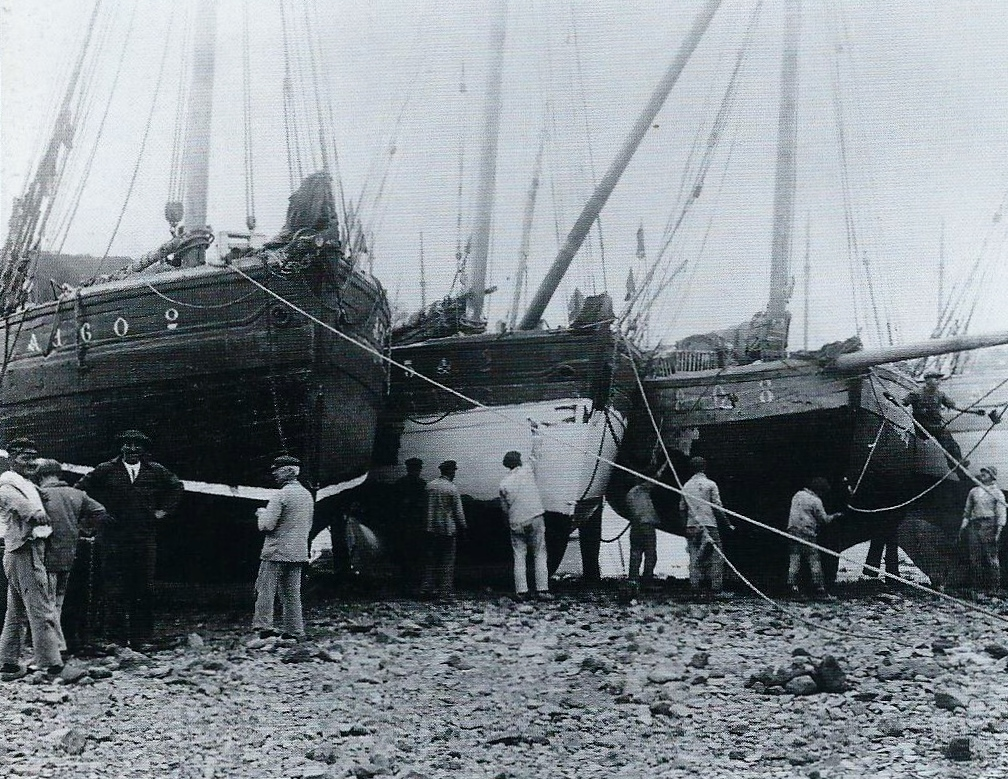
Marins passant du coaltar sur leurs bateaux, des sloups langoustiers, à marée basse (photo prise par Jacques de Thézac au printemps 1934)

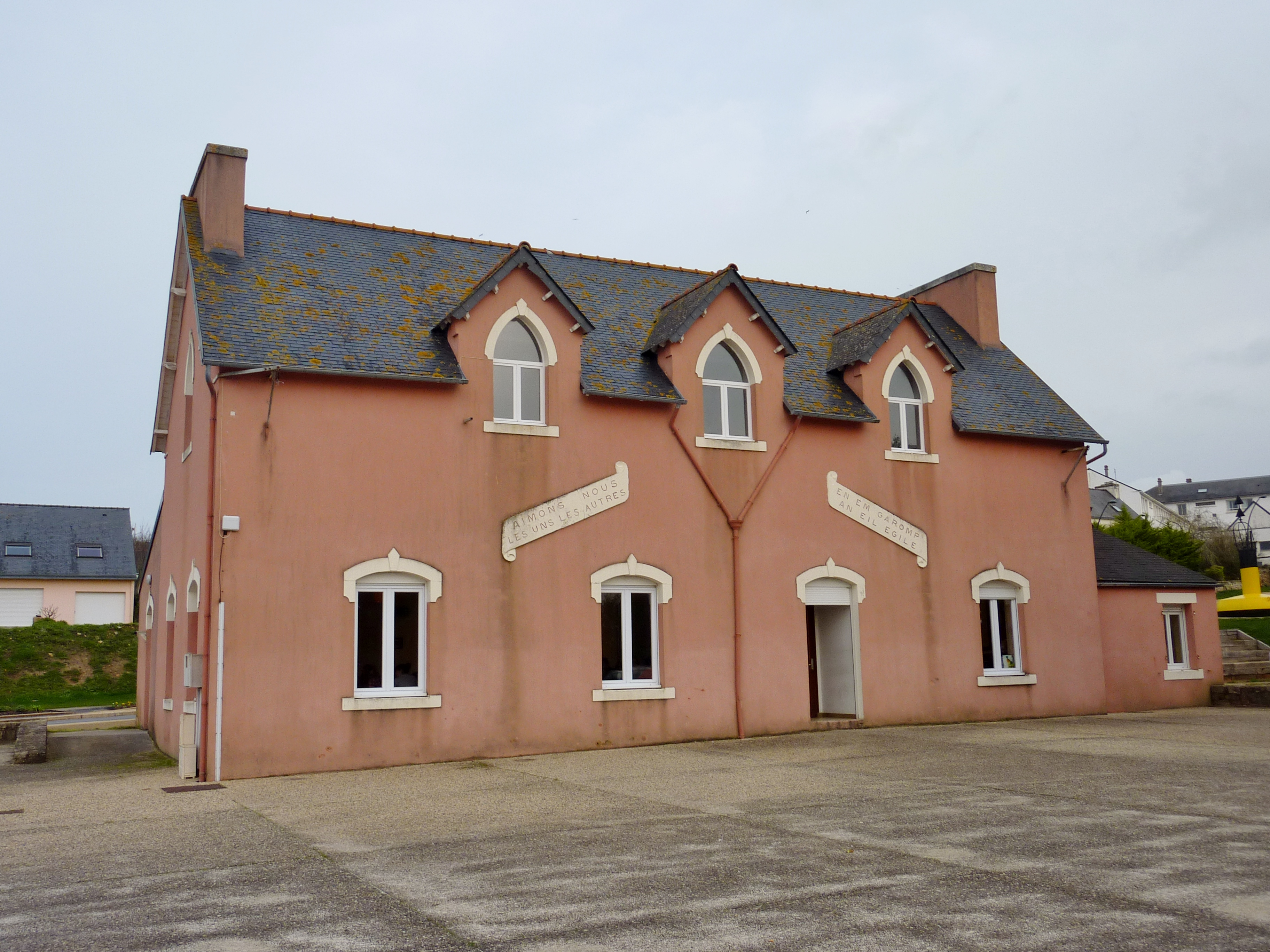
L'Abri du marin de Poulgoazec

Le port de Poulgoazec passait pour être conservateur face à Audierne, surnommé "La Rouge" ; Albert Touchard décrit en ces termes Poulgoazec en 1930 :

« Cinquante mètres à peine séparent Poulgoazec d'Audierne. Un fossé ? Un abîme. Abîme de mœurs et de traditions divergentes, de particularités. (...) Le port de Poulgoazec compte aujourd'hui plus d'un millier de marins pêcheurs et 140 barques. (...) Lorsque survient l'hiver, un hiver de douces tempêtes comme celui de 1929-1930, si clément aux terriens, si dur aux gens de mer, livrera sans défense possible le pauvre et vaillant tâcheron de mer de Poulgoazec aux 74 débits de la localité, un pour treize habitants, dont trente ouvrent sur le quai pour happer le pêcheur, dès son débarquement, de leur gueule empoisonnée. »

L'Abri du marin de Poulgoazec est inauguré le 19 novembre 1933, béni par Auguste Cogneau, évêque auxiliaire de Quimper ; son financement a été difficile : une souscription lancée en 1930 par le journal Le Figaro n'obtint pas le succès escompté ; c'est grâce à un prix décerné à Jacques de Thézac par l'Académie des sciences morales et politiques et à la vente de l'Abri du marin de l'Île-Tudy que le financement de sa construction fut assuré. La première Résidence Sociale, donnant notamment des cours d'enseignement ménager, créée par les Abris du Marin fut créée à Poulgoazec en 1937. L'Abri du marin de Poulgoazec ferma en 1985 et appartient désormais au Comité local des pêches, servant de local à plusieurs associations.

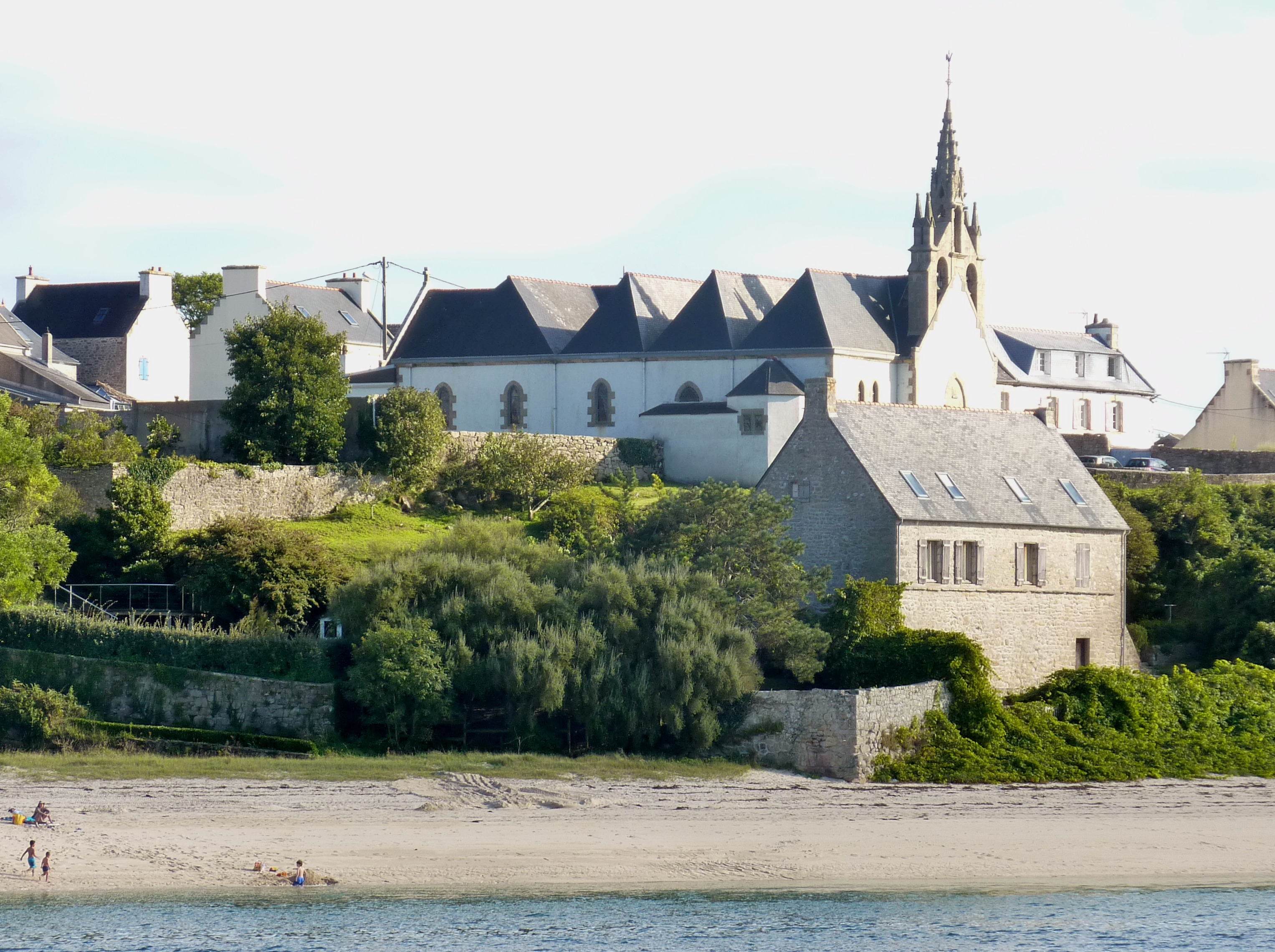
Poulgoazec et son église Saint-Julien-le-Passeur vus depuis le port d'Audierne

En 1937, Paul Nédélec décrit les différences entre le bourg de Plouhinec et le port de Poulgoazec :

« Sur la rive gauche du [Goyen], une cale modeste accolée à un port minuscule constitue tout le port de Poulgoazec, dépendance cependant considérable du gros bourg [Plouhinec] situé sur la hauteur, à 4 kilomètres de l'océan, et dont la population semble différer totalement, par les habitudes, des paisibles cultivateurs du haut pays. Les marins de Poulgoazec ont le verbe plus haut et le geste plus prompt que leurs compatriotes terriens ; les mœurs y sont plus tapageuses et la boisson trop gaie. Néanmoins, de tout petit hameau, Poulgoazec, grâce aux puissantes usines élevées dans son enceinte, est devenu escale régulière, et il a fallu, en raison de l'éloignement de l'église paroissiale, fixer à la petite chapelle de Saint-Julien, posée sur la falaise, deux prêtres desservants. »

«Les gars de Poulgoazec, pêcheurs saisonniers aux filets, se considèrent plus ou moins comme des marins d'une essence différente [par rapport à ceux d'Audierne]. Ils désignaient ironiquement les ligneurs de la rive droite [du Goyen] du nom de paotred burug ("chercheurs de vers de vase"). (...) Derrière cette opposition psychologique et professionnelle, on peut discerner un clivage classique (...) entre les petits pêcheurs aux lignes, peu fortunés, et ceux qui s'associent pour les pêches aux filets multiples ». Déjà à la fin du XIXe siècle, Henri Le Carguet se demandait pourquoi ces derniers, lorsque les sardines manquaient, n'allaient jamais pêcher une cotriade à la côte, où en canot, mais c'eût été pour eux déroger. « Derrière cette opposition s'en profile une autre (...) : Audierne est d'abord la "ville", où se regroupent les fonctions du négoce et de l'administration ; les pêcheurs y sont rares. Poulgoazec, c'est le "port", la grande communauté des travailleurs de la mer, régie par des valeurs spécifiques où l'argent ne tient pas tout à fait la même place ».

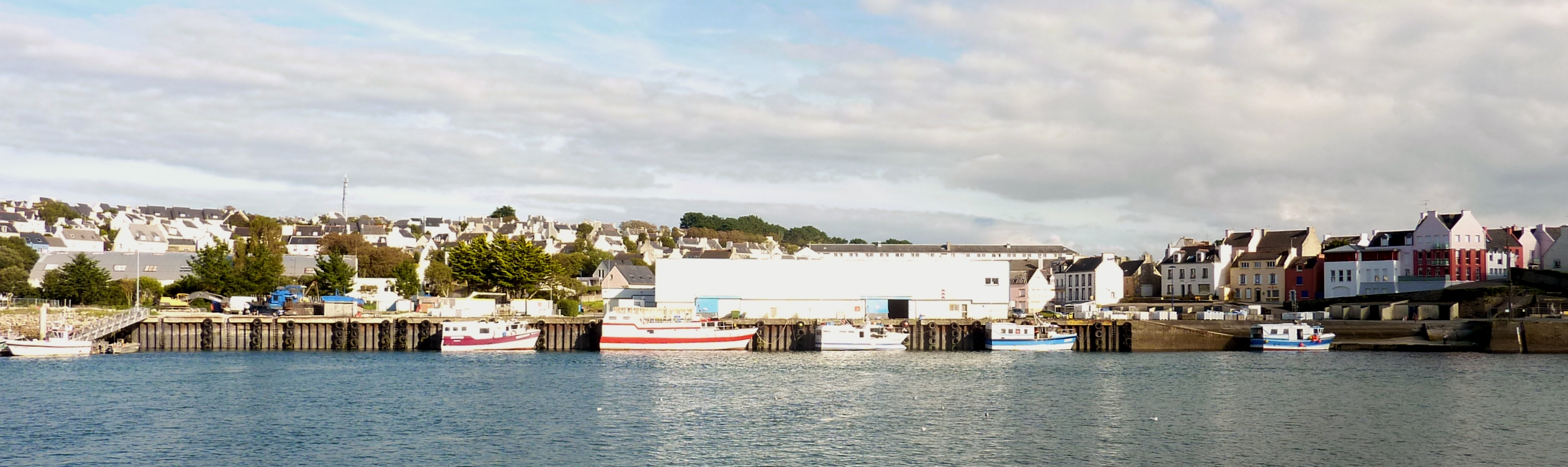
Le port de Poulgoazec et sa criée vus depuis le port d'Audierne

#### Pors Poulhan
Pors Poulhan est principalement situé sur la commune de Plozévet, mais son port est à cheval sur cette commune et celle de Plouhinec.

#### La confection de la dentelle au début duXXesiècle

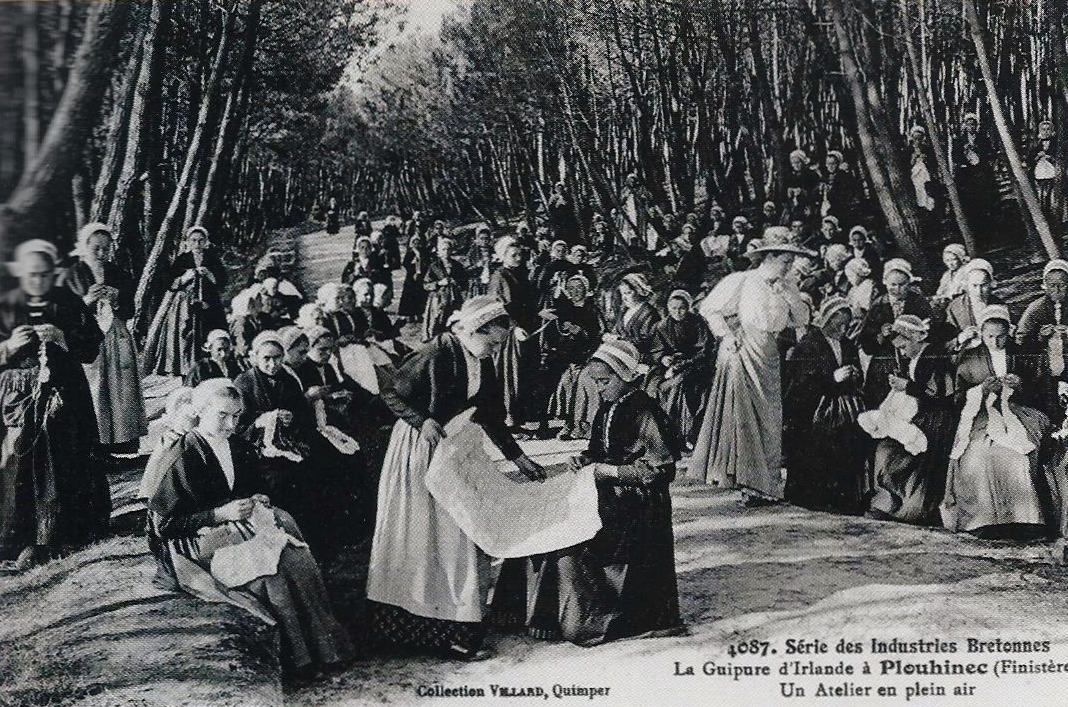
Madame de Lécluse animant un atelier en plein air de guipure d'Irlande dans le parc du château de Locquéran en Plouhinec (vers 1910, carte postale Villard)

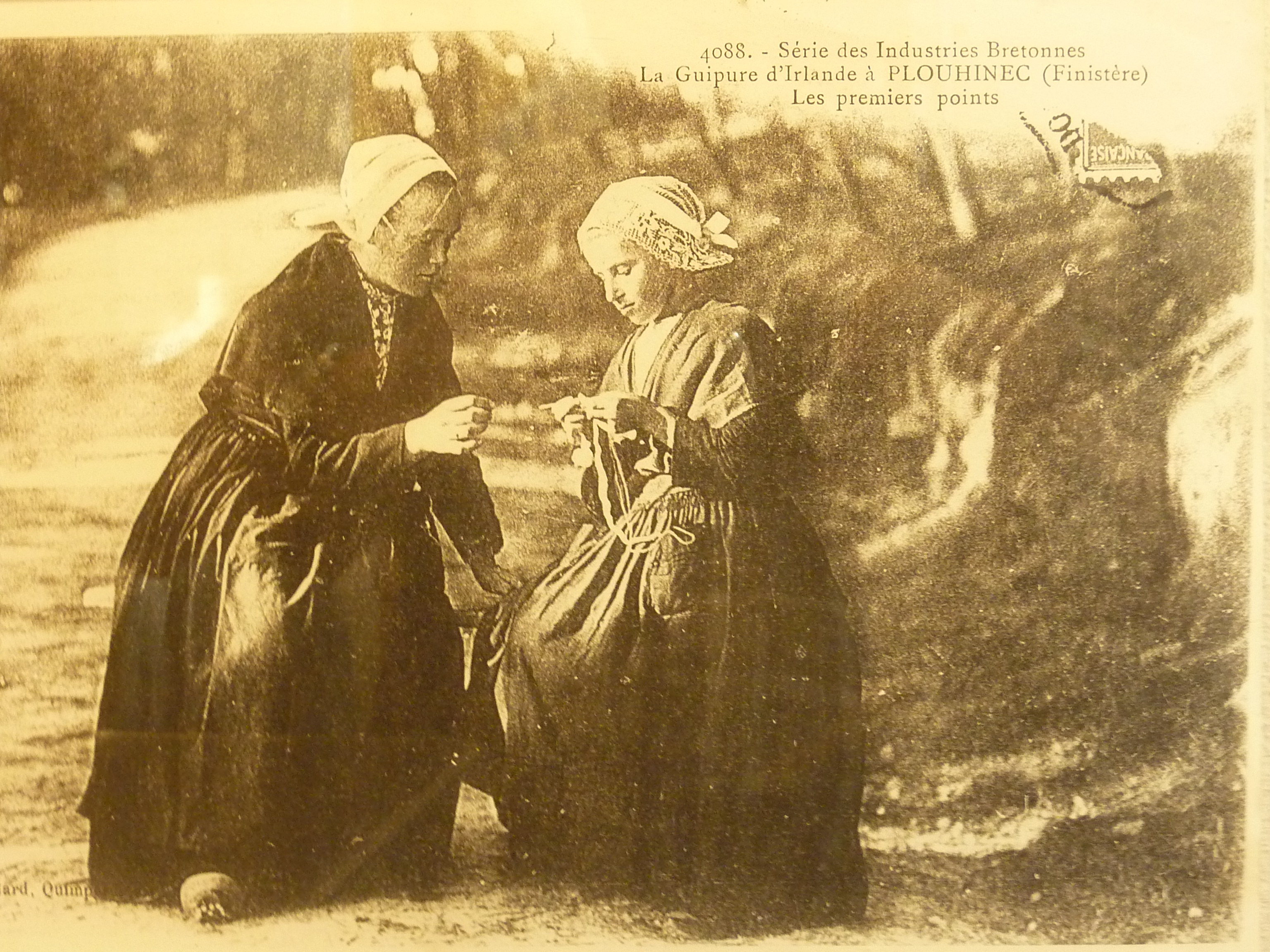
Broderie de guipure d'Irlande à Plouhinec (vers 1910)

En 1903, Mme Henri de Lécluse-Trévoëdal fonde dans son château de Locquéran en Plouhinec un atelier de fabrication de dentelles irlandaises en vue de doter d'un métier les filles des pêcheurs, ainsi que les femmes mariées, créant même une variante du "point d'Irlande", appelé le "point breton". Le journal La Croix décrit, face à la crise sardinière, l'assistance par le travail grâce à la fabrication de dentelle en 1907 :

« [La fabrication de dentelle de Plouhinec] compte 420 ouvrières dont 120 travaillent en atelier et 300 chez elles. Les jeunes filles sont seules admises à l'atelier. (...) L'atelier de Plouhinec est en bois, bien éclairé, peint de claires couleurs. Il reçoit les ouvrières, le matin, de 8 h. à midi ; le soir de 1 h. ½ à 6 h. ½ ; un quart d'heure de repos leur est accordé à 4 heures. En été, lorsque le temps le permet, elles travaillent en plein air sous les frais ombrages du parc de Mme Henri de Lécluse. »

#### La mission de 1910
La mission organisée en 1910 dura 4 semaines. « Quarante-huit prédicateurs se succédèrent, à raison de 12 par semaine, exposant les grandes vérités, expliquant les commandements (...). Sur une population de moins de 7 000 habitants, il y a eu 4 028 communions de grandes personnes et un peu plus de 500 communions d'enfants. (...) Les abstentionnistes, rares, Dieu merci, se comptent presque exclusivement parmi les esclaves de la politique sectaire (...).

#### La Première Guerre mondiale
Le monument aux morts de Plouhinec (œuvre de René Quillivic, il représente une personne du pays dans une attitude pensive et recueillie) porte les noms de 239 soldats et marins morts pour la France pendant la Première Guerre mondiale.

#### Le crime d'Yves Le Floch
Yves Le Floch, âgé de 34 ans, mi-cultivateur, mi-pêcheur, demeurant à Kerfandal, ivre au moment des faits, étrangla le 1er janvier 1930 à Plouhinec madame Collin et sa fille, avant de voler une somme de 930 francs et de mettre le feu à la maison. Condamné à mort par la cour d'assises, il fut le dernier guillotiné du Finistère le 5 août 1930 à Quimper.
Une gwerz, "Le crime affreux de Plouhinec", dit entre autres :
 Il a failli être complètement massacré

 Par les gens sur son passage

 Quand il était emmené en prison

 La mort, pour cette sorte d'homme

 Est beaucoup trop insignifiante.

 On devrait l'écarteler

 Comme autrefois avec des chevaux.
Cette gwerz vendue par des colporteurs moins de trois semaines après le crime fut interdite par les maires de Plouhinec et de Pont-Croix. Le jour de son exécution, vers 5h30 du matin, le tocsin au moment de sa mise à mort dans plusieurs communes du Cap Sizun et du Pays bigouden.

#### L'Entre-deux-guerres et la création de la paroisse de Poulgoazec
La ligne ferroviaire à voie métrique surnommée "train carottes", exploitée initialement par les Chemins de fer armoricains, fut inaugurée le 1er octobre 1912 et ferma le 30 juin 1935, ne fonctionnant donc que 33 ans à peine. La voie ferrée partait de Pont-l'Abbé et desservait les gares de Plonéour-Lanvern, Tréogat, Pouldreuzic, Plozévet, Plouhinec, Pont-Croix, pour aboutir à Audierne ; la ligne desservait aussi des arrêts facultatifs supplémentaires comme celui de Plovan. « C'était un train mixte de marchandises et de voyageurs, qui a eu un impact important sur la vie économique et sociale en pays Bigouden et dans le cap Sizun » a écrit l'historien Serge Duigou.
Trois prêtres ont joué un rôle important à cette époque : François Cornou, fils d'un armateur de Poulgoazec, fonda en 1907 le Progrès de Cornouaille ; il fut aussi sous le pseudonyme de "Goyen" un auteur de pièces de théâtre. Deux prêtres ont contribué à faire de Poulgoazec un port catholique : le père Abraham entre 1893 et 1925 (il obtint notamment une relique de saint Winoc, saint patron de Plouhinec) et son successeur l'abbé Billant.
La paroisse Saint-Julien de Poulgoazec est créée le 12 avril 1926 par la scission de la paroisse de Plouhinec. L'ancienne chapelle du Passage dédiée à Saint-Julien le Passeur, qui était en ruines, avait été reconstruite en 1885-1886 sur les plans de Jean-Marie Abgrall. Elle fut totalement transformée par l'architecte Charles Chaussepied pour devenir en 1929 l'église paroissiale Saint-Julien de Poulgoazec.
En 1930, le journal L'Ouest-Éclair écrit :

« Depuis quatre ans (...) Poulgoazec est paroisse distincte de Plouhinec. La Saint-Julien s'y célèbre le jour de la Pentecôte et le lendemain se déroulent les réjouissances consistant principalement en courses de bateaux à voiles et de canots à rames, dont les marins sont si friands. À cette occasion, toutes les barques arborent chaque année le grand pavois. (...). »

Un drame de la mer, les naufrages de trois barques de pêche de Poulgoazec, Joséphine-Yvonne, Pourquoi-Pas et Bien-Aimé, survenus le 22 août 1931 à cause d'une forte tempête, firent en tout 7 morts (7 veuves et 14 orphelins) et un seul rescapé.
Plusieurs faits divers dramatiques, souvent dus à l'alcoolisme, survinrent dans la décennie 1930, en particulier l'assassinat à Poulgoazec d'un conseiller municipal d'Audierne, Célestin Kersaudy, en juin 1930, celui d'un marin-pêcheur, François Lagadec, le 17 novembre 1935 ou encore l'attaque au couteau de deux marins-pêcheurs par un électeur ivre un soir d'élection le 7 octobre 1934.
En 1936, la paroisse de Plouhinec compte 3 672 habitants et celle de Poulgoazec 2 960 habitants, soit une population totale pour l'ensemble de la commune de 6 632 habitants.
387 réfugiés républicains espagnols furent hébergés dans le centre de colonies de vacances de Poulgoazec à partir de mai 1937. Le curé de Poulgoazec défendit en chaire à ses ouailles de donner quoi que ce soit aux enfants espagnols sous peine de péché mortel !

#### La Seconde Guerre mondiale
Le monument aux morts de Plouhinec porte les noms de 111 personnes mortes pour la France pendant la Seconde Guerre mondiale. Parmi elles, 20 au moins sont des marins disparus en mer ; (Henri Mourrain, Louis Poulhazan, Jean Prigent sont trois marins victimes de l'attaque de Mers el-Kébir le 6 juillet 1940 (ils se trouvaient tous les trois à bord du croiseur Dunkerque attaqué par les Anglais) ; Jacques Pennec et Allain Guillou, eux aussi marins, sont morts à Casablanca (Maroc), de même qu'Albert Guillou à Dakar (Sénégal), Louis Le Borgne (maître d'équipage, victime du naufrage du paquebot Président Doumer, torpillé par le sous-marin allemand U-304 le 30 octobre 1942), Yves Burel dont le bateau fut torpillé le 12 décembre 1942 au large de Mazagan (Maroc), Mathieu Cabillic dont le bateau fut sabordé le 9 novembre 1942 à Oran et qui mourut quelques mois plus tard le 3 septembre 1943 à El Biar (Algérie) et Alain Colin, mort lui aussi à El Biar ; Ange Gauffeny, membre des Forces françaises libres, marin à bord de la corvette Mimosa, est mort le 20 juillet 1941 à Glasgow (Royaume-Uni) ; Jean Bontonnou est mort en déportation au camp de concentration de Ravensbrück le 29 avril 1945 ainsi que Pierre Bourhis, mort au camp de concentration de Flossenbürg le 15 février 1945.
Sept soldats britanniques, probablement des aviateurs, sont inhumés dans le carré militaire du cimetière de Plouhinec (six d'entre eux sont morts le 1er juillet 1941 et un le 19 décembre 1942.
Le 3 février 1944, Pierre Brossolette et trois de ses camarades sont arrêtés à Plouhinec alors qu'ils venaient de débarquer du chalutier Jouet des Flots, qui, parti de l'Île-Tudy en transportant 32 aviateurs et résistants, dont Pierre Brossolette, Yves Le Hénaff, Émile Bollaert et Edmond Jouhaud, s'était échoué, pris dans la tempête à Feunteun Aod en Plogoff.
Le 20 mars 1944, une forteresse volante britannique "Jaynee B" fut abattue au large de Plouhinec par les Allemands ; les aviateurs furent sauvés par l'équipage du bateau de pêche L'Avant-Garde partis de Pors-Poulhan pour se porter à leur secours.

#### L'après Seconde Guerre mondiale
Deux soldats originaires de Plouhinec sont morts pour la France sur des théâtres d'opérations extérieures (Jean Guillou le 28 novembre 1947 à Colomb-Béchar (Algérie) et P. Moalic dans des circonstances non précisées), un (Yves Moalic pendant la Guerre de Corée et deux (Jacques Normant et Jean-Pierre Youinou) pendant la Guerre d'Algérie.
En 1976, une halle à marée, avec une nouvelle criée, est construite sur une anse comblée de l'estuaire du Goyen, côté Poulgoazec ; une glacière et des entreprises portuaires s'installent à proximité.

### LeXXIesiècle
À sa mort en 2017 Jean Rota a légué une somme de plus de 500 000 euros à la commune de Plouhinec. Cette somme a servi à financer un centre de loisirs.

#### Les Ateliers Jean Moulin
Le lycée professionnel Jean Moulin, qui dispensait une formation de charpente maritime, a fermé en 2018. En juillet 2019, la Région Bretagne annonce être entrée en négociation exclusive avec le groupement La Nouvelle Imagerie-Plateau Urbain pour assurer la gestion du site, sous le nom "Les Ateliers Jean Moulin" géré par l'Association pour l'animation des Ateliers Jean Moulin". Vaste de 17 000 m² de bâti, c'est devenu le plus important tiers-lieu de Bretagne installé en milieu rural ; il abrite des artisans venus d'un peu partout en France,ainsi qu'une friperie et une épicerie solidaires, des logements pour travailleurs saisonniers, marins, stagiaires, sauveteurs de la SNSM, un fablab, un atelier de charpentiers de marine, etc..

## Héraldique
| Blason de Plouhinec | Blason  | Taillé: au 1er de gueules à la gerbe de blé d'or, au 2e de sinople au thon d'or ; à la barre d'argent chargée de cinq mouchetures d'hermine de sable posées à plomb, brochant sur la partition. Devise / Criwar zouar ha war vor (sur terre et sur mer). |
| Blason de Plouhinec | Détails | Le statut officiel du blason reste à déterminer. |

## Politique et administration

### Liste des maires
| Période          | Période     | Identité                                       | Étiquette   | Qualité |
| ---------------- | ----------- | ---------------------------------------------- | ----------- | --- |
| 31 décembre 1792 | An VIII     | Pierre Cavarlé                                 |             | |
| An VIII          | An IX       | Jean Corentin Donnars                          |             | Laboureur |
| An IX            | 1807        | Jérôme André Le Borgne                         |             | |
| 1807             | 1810        | Pascal Le Berre                                |             | Cultivateur |
| 1810             | 1818        | Jacques Marie Paul Chrétien de La Porte-Vezins |             | Comte |
| 1818             | 1832        | Pascal Le Berre                                |             | Cultivateur et déjà maire de 1807 à 1810 |
| 1832             | 1840        | Jean Marie Autret                              |             | Cultivateur |
| 1840             | 1870        | Henri Colin                                    |             | Cultivateur |
| 1870             | 1874        | Guillaume Alexandre Piriou (père)              |             | Praticien |
| 1874             | 1876        | Pierre Schang                                  |             | Gendarme retraité |
| 1876             | 1888        | Guillaume Alexandre Piriou (père)              |             | |
| 1888             | 1904        | Guillaume Piriou (fils)                        |             | |
| 1904             | 1919        | Henri de Lécluse-Trevoëdal                     |             | Capitaine de cavalerie pendant la Première Guerre mondiale. Habitait le château de Locquéran                                                                        |
| 1919             | 1934        | Jean Christophe Cosquer                        | Républicain | |
| 1934             | 1945        | Yves Guillou                                   |             | |
| 1945             | 1959        | Pascal Burel                                   |             | |
| 1959             | 1965        | Pierre Quéré                                   |             | |
| mars 1965        | juin 1995   | Henri Cogan                                    | UDF-CDS     | Maraîcher Conseiller général de Pont-Croix (1979 → 2004) |
| juin 1995        | mars 2014   | Jean-Claude Hamon                              | SE          | Retraité de la Marine nationale |
| mars 2014        | 28 mai 2020 | Bruno Le Port                                  | SE,         | Retraité de la Marine marchande Président de la CC Cap Sizun - Pointe du Raz (2014 → 2020)                                                                          |
| 28 mai 2020      | En cours    | Yvan Moullec                                   | UDI         | Commerçant Conseiller régional de Bretagne (2021 →) Conseiller départemental de Landerneau (2015 → 2021) Vice-président de la CC Cap Sizun - Pointe du Raz (2020 →) |

### Jumelages
- Le 14 décembre 2005, un comité de jumelage voit le jour entre la ville de Plouhinec et celle d'Arbent dans l'Ain, les deux communes affichant leurs diversités : tourisme et mer pour l'une, industrie et montagne pour l'autre. Elles offrent d'intéressants échanges culturels, sportifs et scolaires qui se concrétisent dès 2007, avec des enfants de Plouhinec découvrant la neige et ceux d'Arbent profitant des initiations nautiques. La même année a lieu un premier voyage d'adultes à Plouhinec. Depuis les échanges sont réguliers et s'alternent généralement d'une année sur l'autre. En 2022, la municipalité d'Arbent décide toutefois de stopper ce jumelage, lequel prend fin officiellement le 30 septembre 2022 par dissolution du comité de jumelage Plouhinec-Arbent en assemblée générale extraordinaire. Les panneaux à l'entrée de la ville sont retirés.
- Depuis le 5 juin 2015, Plouhinec est également jumelée avec[135] Mountrath (Irlande).

## Population et société

### Démographie
Les habitants de la commune sont appelés les Plouhinécois en français et ar Ploenegerien en breton.
L'évolution du nombre d'habitants est connue à travers les recensements de la population effectués dans la commune depuis 1793. Pour les communes de moins de 10 000 habitants, une enquête de recensement portant sur toute la population est réalisée tous les cinq ans, les populations de référence des années intermédiaires étant quant à elles estimées par interpolation ou extrapolation. Pour la commune, le premier recensement exhaustif entrant dans le cadre du nouveau dispositif a été réalisé en 2006.

En 2022, la commune comptait 3 923 habitants, en évolution de −0,93 % par rapport à 2016 (Finistère : +2,16 %, France hors Mayotte : +2,11 %).
| 1793  | 1800  | 1806  | 1821  | 1831  | 1836  | 1841  | 1846  | 1851  |
| ----- | ----- | ----- | ----- | ----- | ----- | ----- | ----- | ----- |
| 1 854 | 1 792 | 1 826 | 2 304 | 2 579 | 2 732 | 2 815 | 3 014 | 3 052 |

| 1856  | 1861  | 1866  | 1872  | 1876  | 1881  | 1886  | 1891  | 1896  |
| ----- | ----- | ----- | ----- | ----- | ----- | ----- | ----- | ----- |
| 3 190 | 3 378 | 3 736 | 3 744 | 4 023 | 4 262 | 4 596 | 4 921 | 5 507 |

| 1901  | 1906  | 1911  | 1921  | 1926  | 1931  | 1936  | 1946  | 1954  |
| ----- | ----- | ----- | ----- | ----- | ----- | ----- | ----- | ----- |
| 6 042 | 6 435 | 6 512 | 6 549 | 6 783 | 6 738 | 6 573 | 6 219 | 6 319 |

| 1962  | 1968  | 1975  | 1982  | 1990  | 1999  | 2006  | 2011  | 2016  |
| ----- | ----- | ----- | ----- | ----- | ----- | ----- | ----- | ----- |
| 6 036 | 5 792 | 5 361 | 4 900 | 4 524 | 4 106 | 4 177 | 4 114 | 3 960 |

| 2021  | 2022  | - | - | - | - | - | - | - |
| ----- | ----- | - | - | - | - | - | - | - |
| 3 932 | 3 923 | - | - | - | - | - | - | - |

### Enseignement
- Crèche Les Petits Korrigans
- École maternelle et primaire Les Ajoncs - groupe scolaire public
- École maternelle et primaire privée Notre-Dame de Lorette (fermée en 2015)[140]
- École primaire publique Menglenot (fermée en 2003)
- Collège public du Bois de Locquéran
- Lycée professionnel Jean Moulin (fermé en 2018)[141]. En 2017, cet établissement public - disposant de 250 places - n'accueillait plus que 42 élèves répartis en trois formations : charpenterie de marine, menuiserie installation et technicien agenceur. En 2019, après plusieurs appels à projets, le Conseil régional de Bretagne (propriétaire) transforme le site en un tiers-lieu, lequel prend le nom des "Ateliers Jean Moulin"[142].

### Manifestations culturelles et festivités
- Route de l'amitié : rassemblement estival de voiliers de toutes catégories pour caboter en Bretagne-Sud, depuis 1998.
- Soupers du pêcheur (organisés par l'Association sportive plouhinécoise, en juillet et en août)
- Pardon de saint They (organisé par le Comité de restauration des édifices religieux)
- Festival Rock'n Wheels (organisé par l’association Cap Events, chaque année depuis 2022)

### Equipements de loisirs
- Salle omnisports du Cap-Sizun
- Stade municipal Robert Normant
- Centre de loisirs Les Ajoncs (périscolaire et centre aéré, de 3 à 10 ans)
- Centre équestre de Lambabu
- Base ULM
- Pôle intergénérationnel culturel et sportif (PICS) Gisèle Rota Le Quéré[143] (médiathèque, pumptrack et aire de jeux)

### Associations
- Société nationale de sauvetage en mer (SNSM)
- Comité de restauration des édifices religieux (CRER)
- Fédération nationale des anciens combattants en Algérie, Maroc et Tunisie (FNACA)
- Association pour la sauvegarde et la promotion du patrimoine de Plouhinec (AS3P)
- Association Arzourien Ploeneg (peinture)
- Association École de musique du Cap-Sizun
- Association Voies de terre (poterie)
- Association Art et création
- Société de chasse de Ménez-Rheun
- Association Ar C'hab E Tansal (danses bretonnes)
- Association des horticulteurs et jardiniers de France
- Association Les Voleurs de Feu (culture et cinéma)
- Amicale sportive plouhinécoise (ASP)
- Centre nautique de Plouhinec (kayak de mer, stand up paddle et voile)
- Club haltérophilie et musculation (CHM Plouhinec)
- Cap Sizun Cyclisme

## Culture locale et patrimoine

### Lieux et monuments
La commune compte deux monuments répertoriés à l'inventaire des monuments historiques et 35 lieux et monuments répertoriés à l'inventaire général du patrimoine culturel. Par ailleurs, elle compte 6 objets répertoriés à l'inventaire des monuments historiques et 68 objets répertoriés à l'inventaire général du patrimoine culturel.

#### L'église paroissiale Saint-Winoc
Cette église est construite au XVIe siècle (remaniée au XVIIIe siècle) en remplacement d'une église antérieure consacrée à saint Conogan avant le XIVe siècle. Cette église en forme de croix latine est la seule du diocèse de Quimper à être consacrée à saint Winoc ; son portail et son clocher, ainsi que les deux branches du transept et l'abside, datent de la fin du XVe siècle ou du tout début du XVIe siècle. « La grande porte principale est entourée de nervures prismatiques et de guirlandes feuillagées qui se terminent en une arcade surmontée de deux rampants appliqués au mur, formant un fronton aigu. Le clocher a une base massive couronnée par une galerie à hautes arcatures » selon le style de Pont-Croix. « La nef se compose d'une foule de petites travées étroites formées par des piles carrées portant des arcades ogivales très frustes auxquelles il est difficile d'assigner une date ». Le maître-autel date du XVIIIe siècle et est surmonté d'un retable à trois étages. Une statue en bois de saint Winoc, située à gauche du retable et datant du XVIIe siècle, le représente en robe de bénédictin et portant une crosse. Une relique de saint Winoc, enfermée ans une châsse en bois, fut donnée en 1823 par la paroisse de Bergues à celle de Plouhinec sur décision de l'évêque de Cambrai sollicité à cet effet et reçue solennellement le 5 août 1823 dans l'église paroissiale Saint-Winoc. Une autre relique du même saint fut reçue solennellement le 5 août 1900, provenant également de Bergues, en présence d'une foule nombreuse et de François-Virgile Dubillard, évêque de Quimper et de Léon.
Le chanoine Pérennès a décrit longuement l'église Saint-Winoc, ainsi que les autres lieux de cultes de la paroisse, dans sa monographie consacrée aux paroisses de Plouhinec et Poulgoazec publiée en 1942.

#### L'église Saint-Julien-le-Passeur à Poulgoazec
L'église Saint-Julien-le-Passeur, dite aussi église Saint-Julien-l'Hospitalier, de la paroisse de Poulgoazec a été construite en 1885 et bénie en 1886, mais largement transformée et agrandie en 1929. Elle a été construite à l'emplacement d'une ancienne chapelle Saint-Julien, vendue comme bien national le 17 juin 1795 et totalement ruinée.

#### La chapelle Saint-They

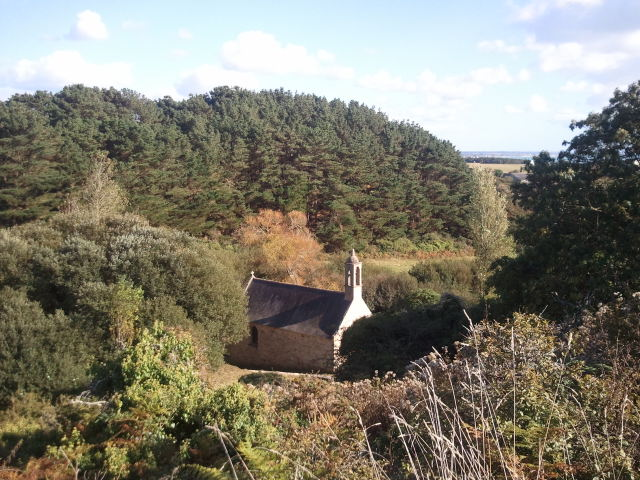
Chapelle Saint-They.

Cette petite chapelle de plan rectangulaire date du XVIe siècle, mais a été largement remaniée au XVIIIe siècle ; elle possède un petit clocheton à dôme et abrite des statues de saint They et de saint Pierre. Une inscription est visible au-dessus de la porte de la chapelle : « Gvillavme 1676 ». Cette chapelle est dédiée à saint They, un saint peu connu du début du IVe siècle qui aurait été un disciple de saint Guénolé à l'Abbaye Saint-Guénolé de Landévennec.
Située à ses côtés, la fontaine Saint-They est vraisemblablement contemporaine de la chapelle. Néanmoins, elle a été remaniée en 1976. La niche de style ogival abritait une statue de bois drapée d'un ou plusieurs vêtements blancs de nourrissons locaux.
La légende veut que l'eau de la fontaine guérisse les personnes atteintes de rhumatismes. On y baignait les membres malades et on y plongeait même les enfants qui tardaient à marcher. D'ailleurs, la tradition voulait que la robe de baptême d'un nourrisson malade soit jetée à l'eau durant le pardon. Si le vêtement flottait, l'état du bébé allait s'améliorer. S'il coulait, l'enfant était condamné.
Vendue comme bien national le 17 juin 1795, elle fut redonnée à la paroisse en 1805 par son acquéreur, Jean Le Berre.

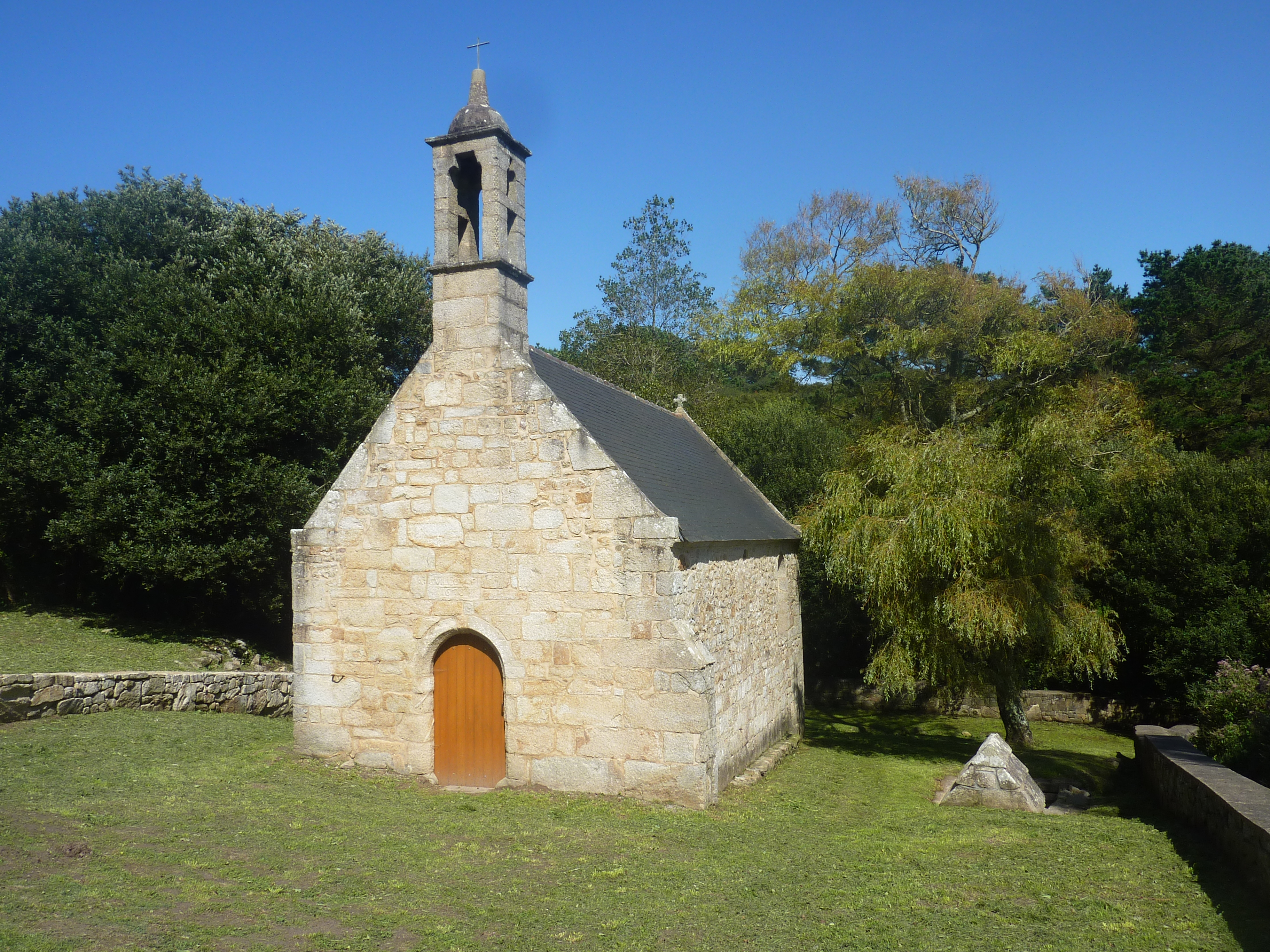
Plouhinec (Finistère) : la chapelle Saint-They, vue extérieure d'ensemble
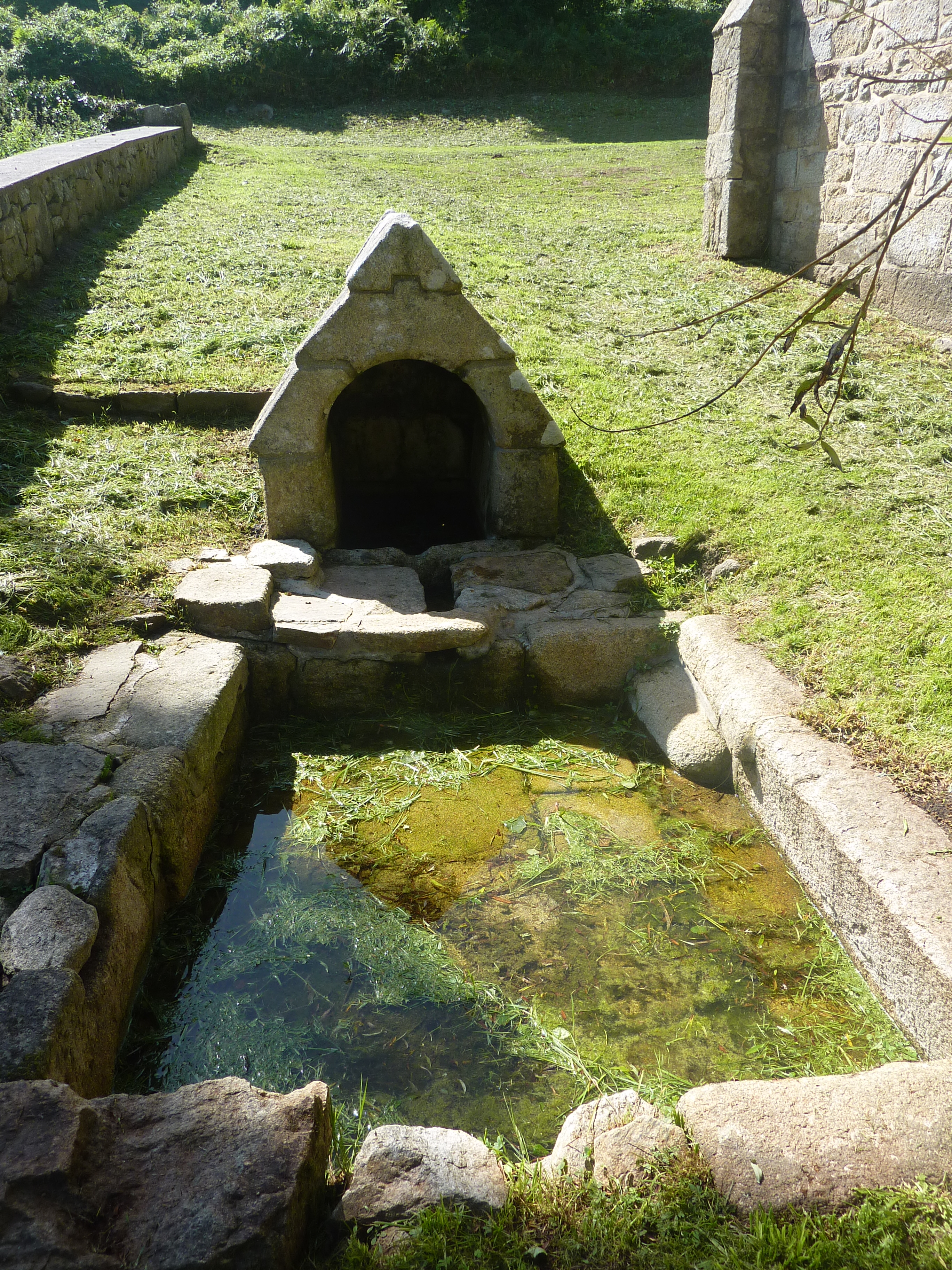
Plouhinec (Finistère) : la fontaine près de la chapelle Saint-They

#### La chapelle Saint-Tugdual au village de Lambabu
Cette chapelle de plan rectangulaire date de 1553 et est surmontée d'un beffroi portant une flèche octogonale ; sa sacristie date de 1737 ; la chapelle abrite des statues de saint Tugdual et saint Sébastien. À Lambabu, la chapelle avoisine des maisons en pierre qui datent des XVIIIe siècle et XIXe siècle ; à son sud, la fontaine Saint-Tugdual est réputée guérir les abcès et les furoncles. Son pardon se déroule le premier dimanche de mai.

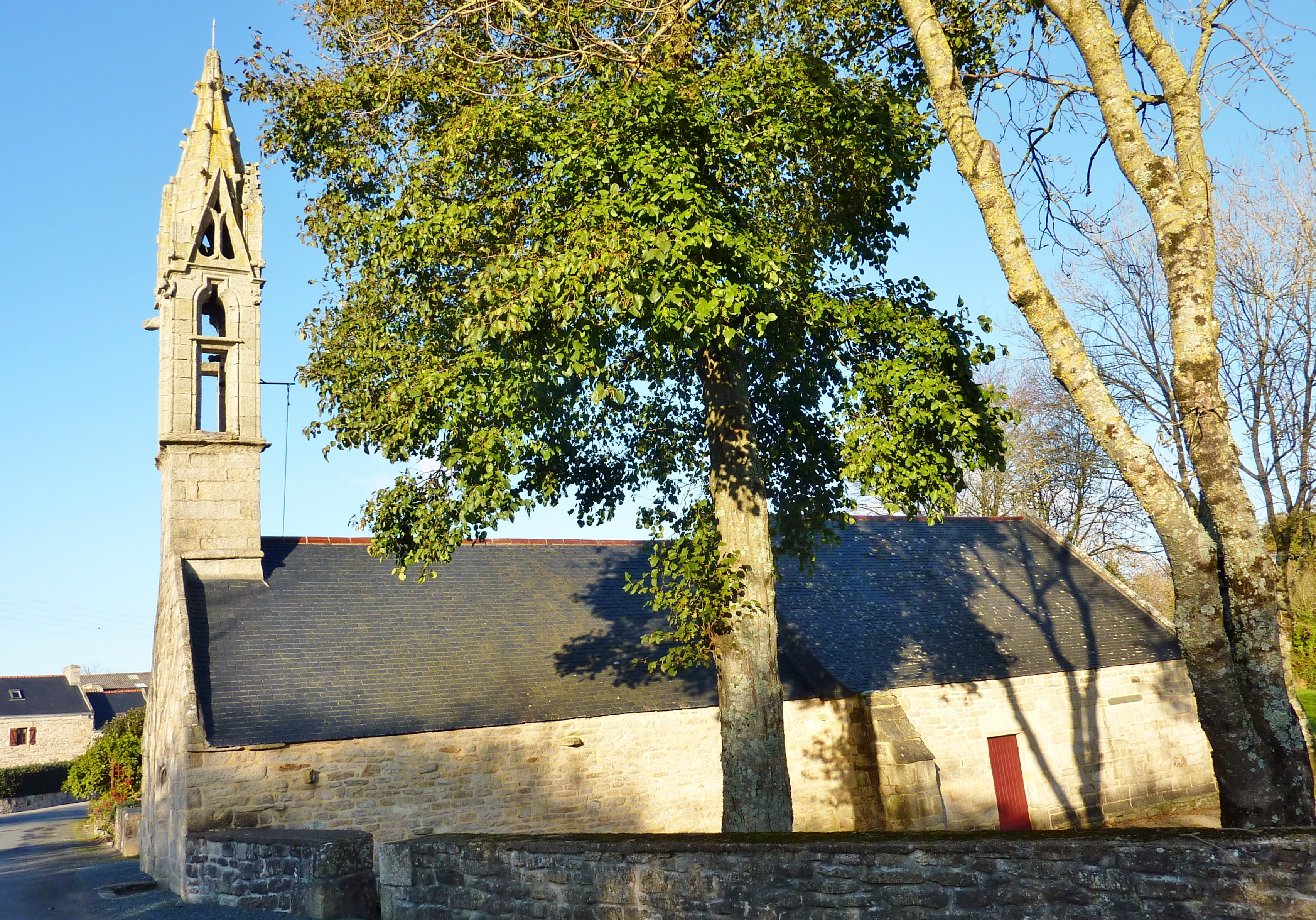
La chapelle Saint-Tugdual à Lambabu, vue extérieure 1
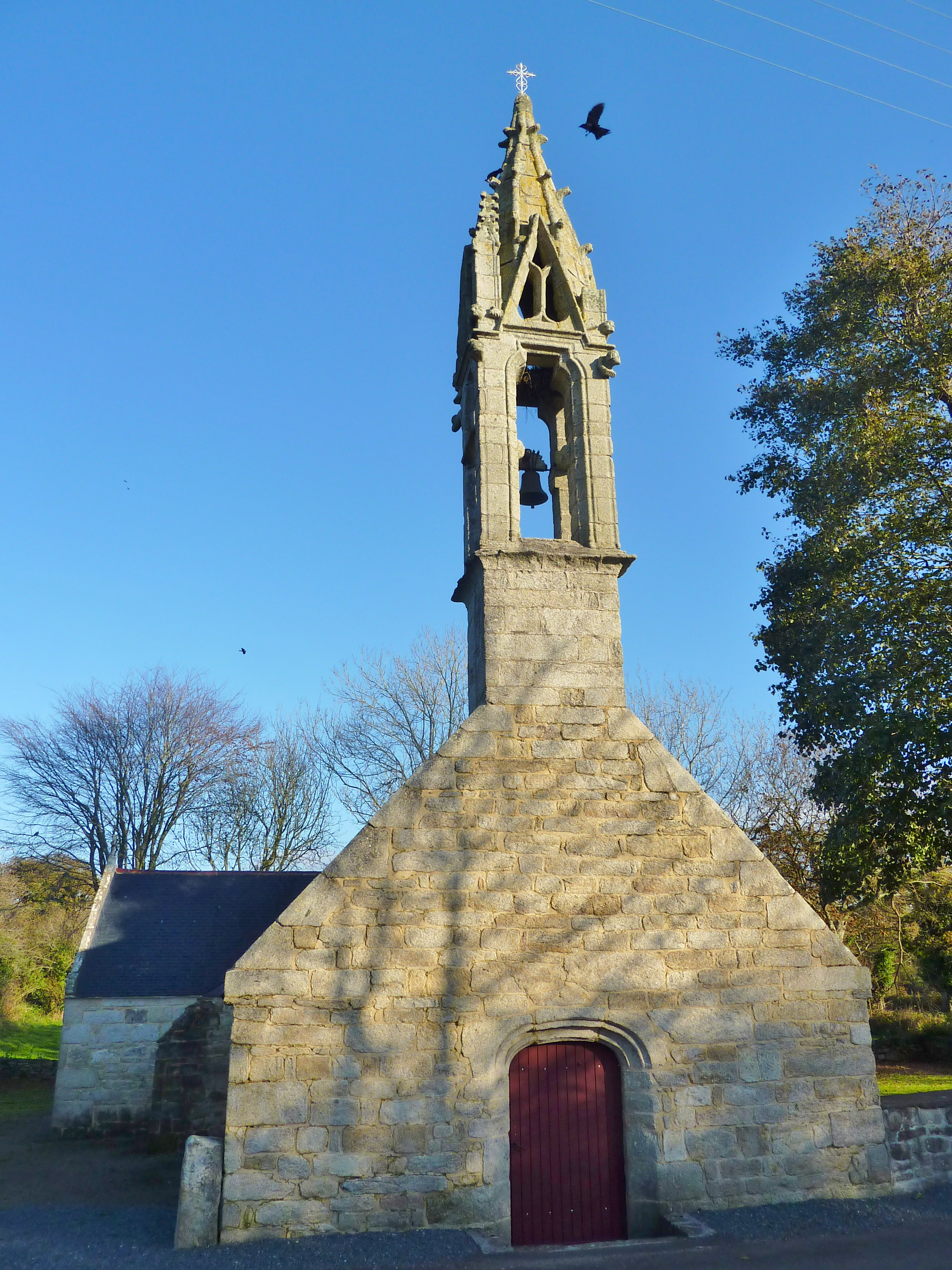
La chapelle Saint-Tugdual à Lambabu, vue extérieure 2
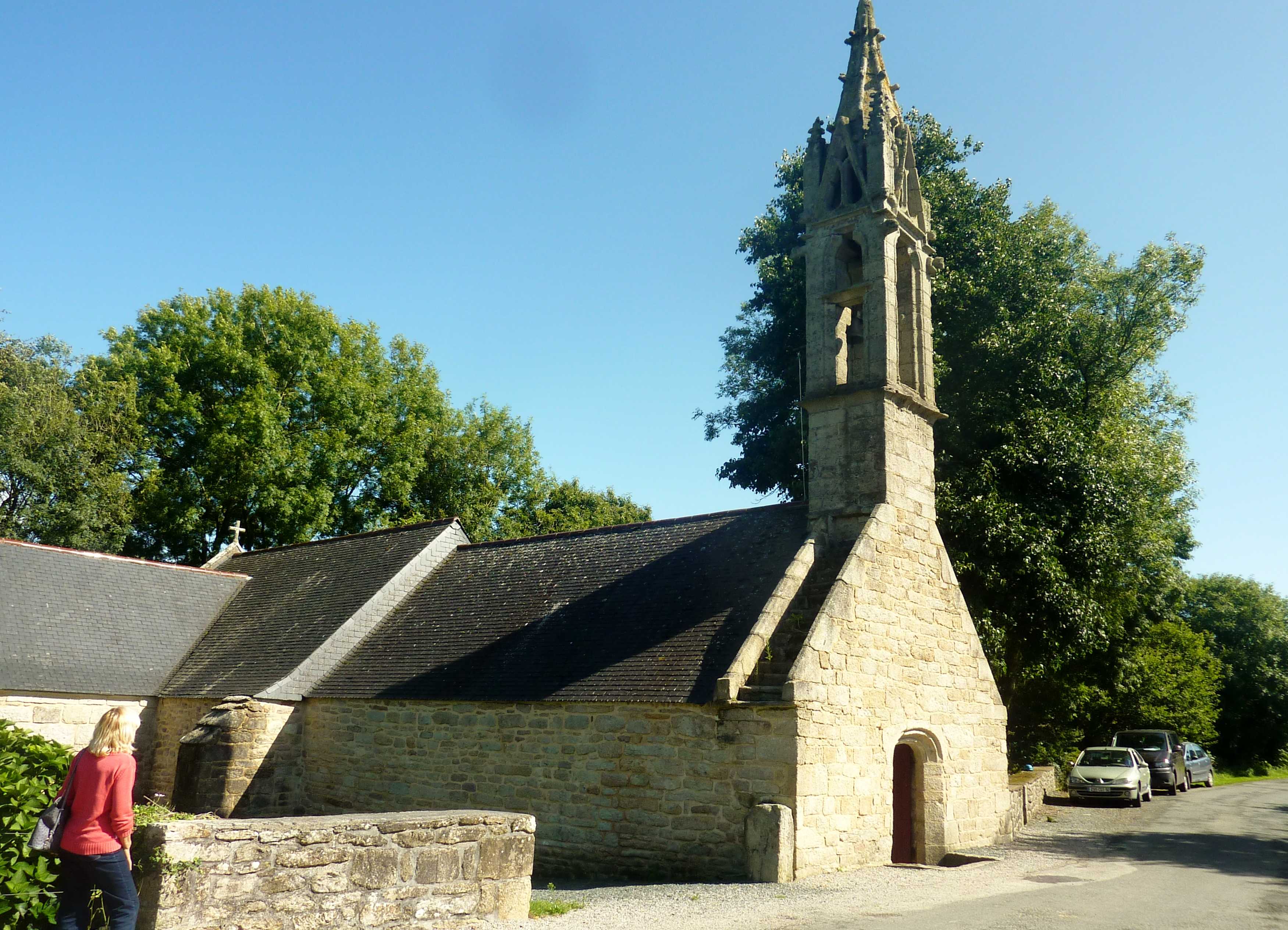
La chapelle Saint-Tugdual à Lambabu, vue extérieure 3
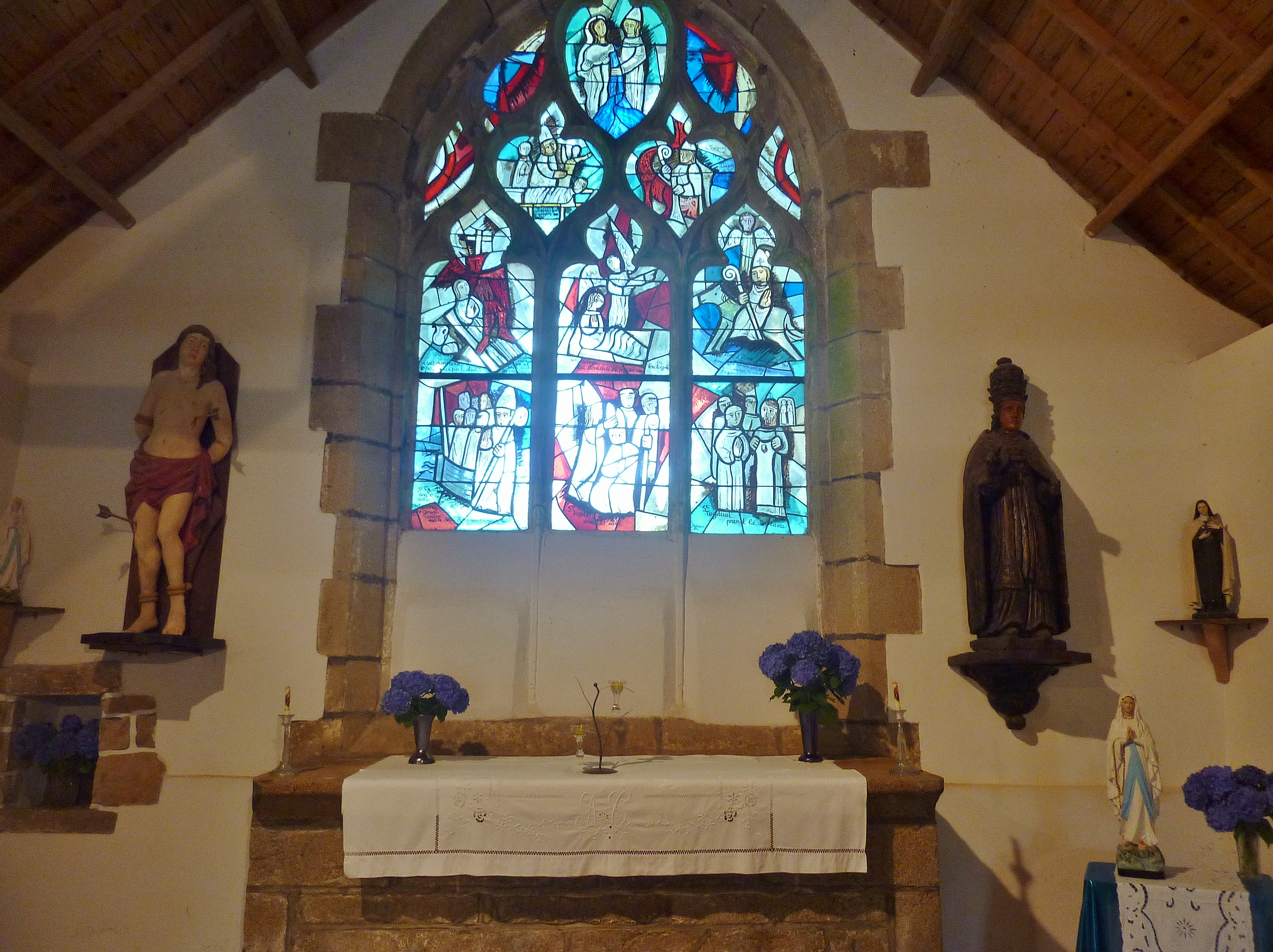
La chapelle Saint-Tugdual à Lambabu, vue intérieure
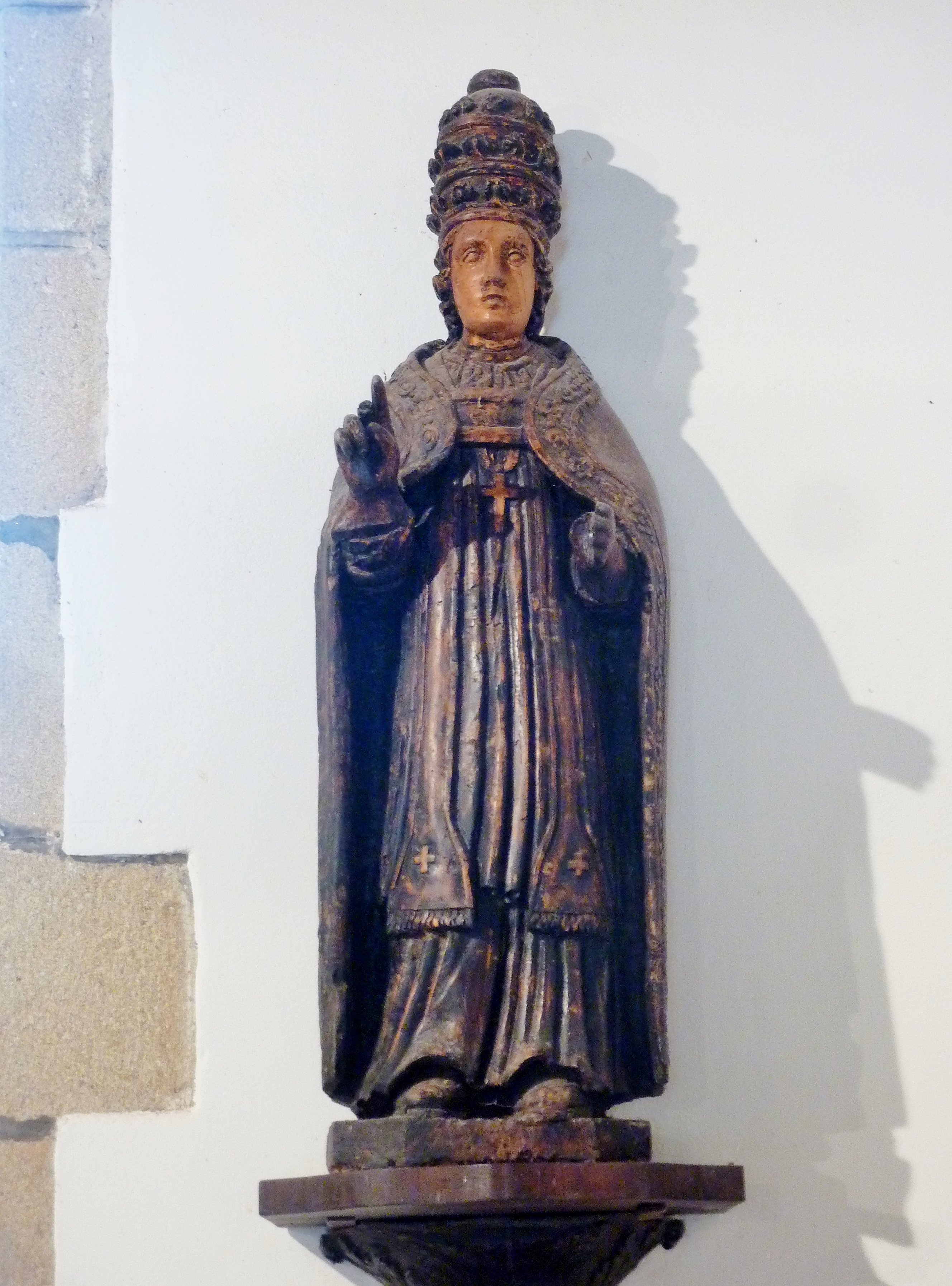
La chapelle Saint-Tugdual à Lambabu, vue intérieure, statue de saint Tugdual

#### Corps de garde du Souc'h

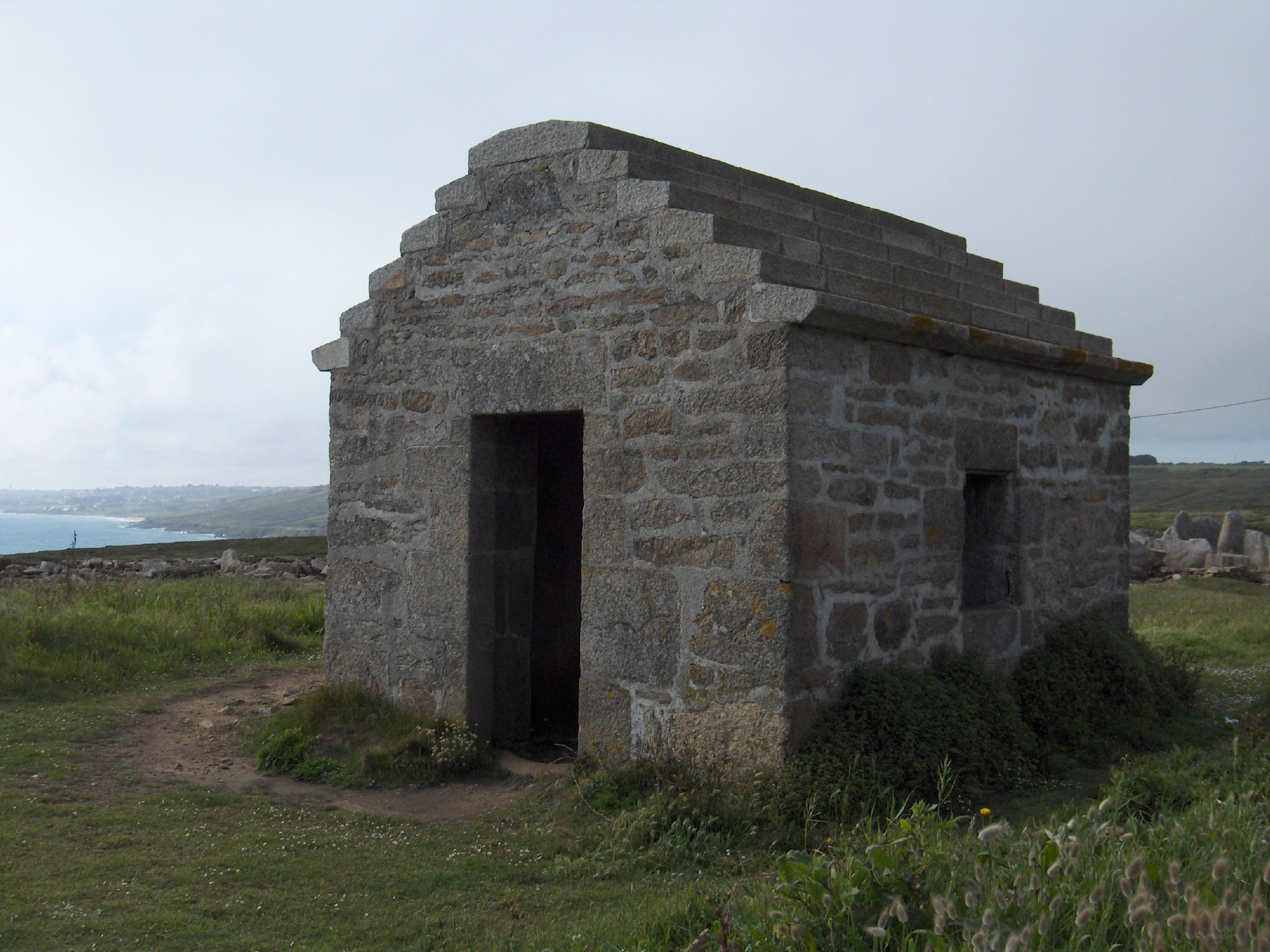
Corps de garde de la pointe du Souc'h.

Le corps de garde du Souc'h fut construit en 1747. Cette bâtisse servait aux garde-côtes pour surveiller les mouvements des navires ennemis et prévenir toute tentative d'attaque, principalement contre les invasions de pirates ou d'Anglais.
En 1815, il est déclassé et affecté aux services des douanes, avant d'être laissé à l'abandon. Sa restauration date de 1997 pour les murs et de 1998 pour la toiture.

#### Les autres monuments
- Calvaire Croaz ar Vered Coz (croix de l'ancien cimetière) du placître de l'église Saint-Winoc (XVIe siècle)[155]
- Croix de la maison du sculpteur (XVIe siècle)[156]
- Manoir de Lescongar (XVIe siècle)[157]
- Calvaire Croaz Belec Gouzien (1626), du nom du prêtre Gouzien qui l'a commandité[158]
- Moulin à eau de Meil Venec (XVIIe ou XVIIIe siècle)[159]
- Village de Lambabu (XVIIIe siècle), restauré au XIXe siècle[160]
- Moulins de Tréouzien (1812 et 1835), partiellement restaurés en 2015
- Fours à goémon (milieu du XIXe siècle)
- Croix de mission, dite "croix neuve" (1893), à 400m à l’ouest de l'église
- Croix Godec (1926), du nom du sculpteur de Pont-Croix qui l’a réalisée, à 300m au nord de l’église
- Croix du cimetière de Plouhinec (1928)
- Croix de Poulgoazec (1932)

### Sites préhistoriques

#### Le gisement de Menez Dregan: site archéologique
Ancienne grotte marine, correspondant à une occupation du Paléolithique inférieur à galets aménagés et ayant livré les témoignages de l'utilisation du feu parmi les plus anciens au monde (480 000 ans). Il appartient à un faciès régional peu connu, nommé Colombanien, localisé sur le littoral sud-armoricain. Les hommes préhistoriques ont laissé des milliers d'outils et d'éclats de taille (plus de 20 000 pièces).

#### La nécropole mégalithique de la Pointe du Souc'h
Nécropole mégalithique datant du Néolithique composée de sept dolmens, elle est classée monument historique en 1979. On y a découvert un type de vase globuleux, baptisé vase du Souc'h.

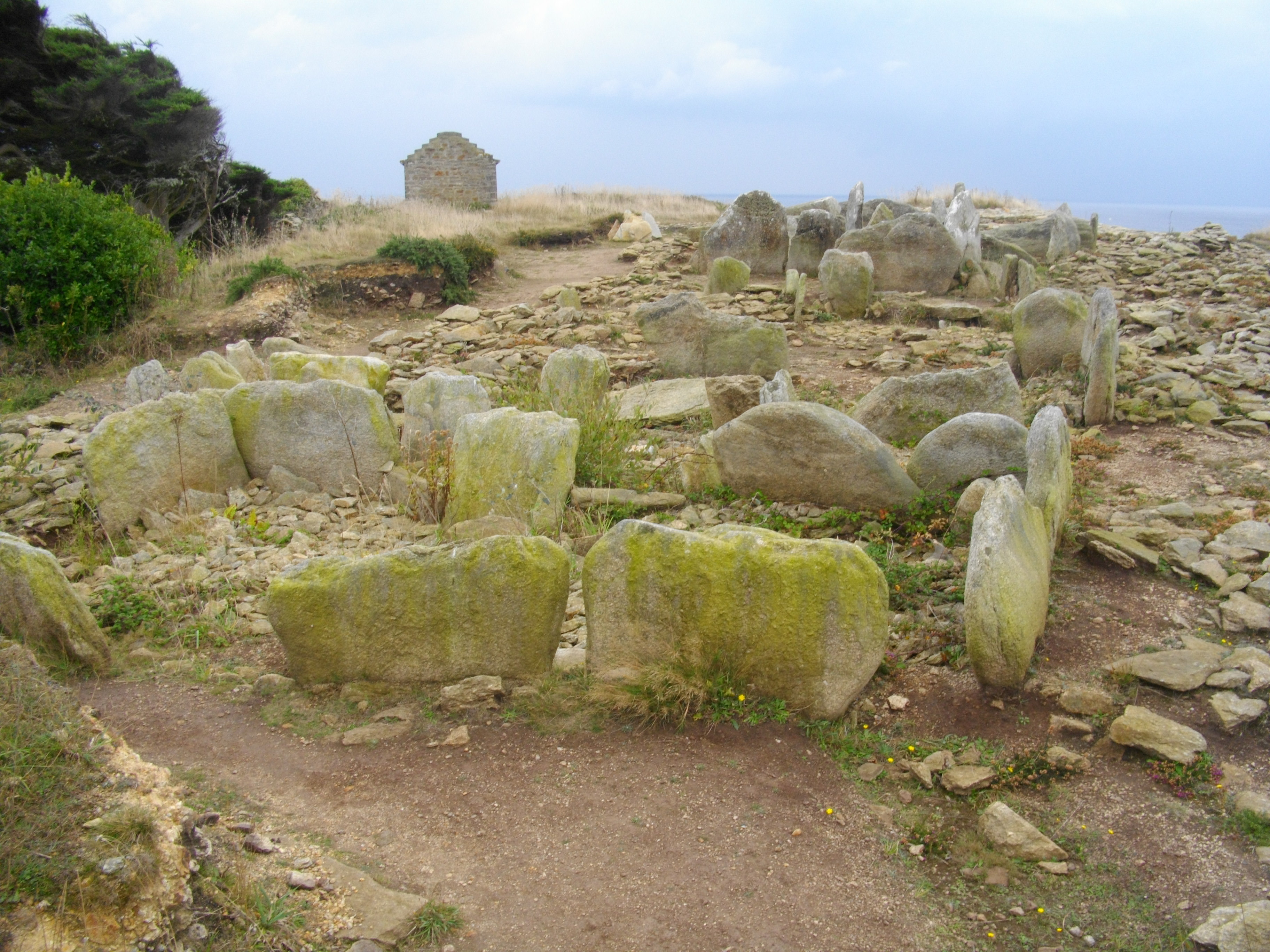
Nécropole du Souc'h et corps de garde de Vauban.

#### L'allée couverte de Menez Korriged
Située à Pors Poulhan, l'allée couverte de Menez Korriged est une sépulture néolithique composée de 16 piliers sur 2 rangs parallèles qui supportent des dalles de couverture.
Ce tumulus fut dynamité par l'armée allemande durant la Seconde Guerre mondiale puis a été restauré depuis grâce à différents plans, dont une lithographie du XIXe siècle.

### Personnalités liées à la commune
- Louis Nouët (1844-1933), gouverneur des Indes françaises, puis de la Martinique, puis de la Guadeloupe, habitait le manoir de Lescongar à Plouhinec.
- René Quillivic (1879-1969) : sculpteur, graveur, céramiste. Il est né à Plouhinec.
- Louise L'Huillier (1904-1997), résistante, militante syndicale et communiste est décédée à Plouhinec.
- Pierre Colin (1939-2014), poète et romancier[162]. Il est né à Plouhinec.
- Rivenzi (né en 1995), personnalité publique sur internet. Il est né à Plouhinec.

### Film tourné sur la commune
- Cornouaille, d'Anne Le Ny, 2012.